# Personnages de Demain nous appartient
Vous pouvez aider à l'améliorer ou bien discuter des problèmes sur sa page de discussion.
- Il peut contenir un travail inédit ou des déclarations non vérifiées. Vous pouvez l’améliorer en ajoutant des références. (Marqué depuis février 2020)

Vous pouvez aider à l'améliorer ou bien discuter des problèmes sur sa page de discussion.
- Son texte doit être wikifié : il ne correspond pas à la mise en forme Wikipédia (style, typographie, liens internes, liens entre les wikis, etc.). (Marqué depuis février 2020)
- Il n’est pas rédigé dans un style encyclopédique. (Marqué depuis février 2020)
- La notion qu'il invoque est trop technique ou pas assez détaillée. Il est préférable de la préciser au moyen d’un lien interne ou d’une note . (Marqué depuis janvier 2023)

Cet article propose une liste des personnages de Demain nous appartient (DNA), feuilleton télévisé français produit par Telfrance et Telsete, et créé par Frédéric Chansel, Laure de Colbert, Nicolas Durand-Zouky, Éline Le Fur, Fabienne Lesieur et Jean-Marc Taba,.

## Personnages principaux
Le tableau ci-dessous (qui n'est pas exhaustif) répertorie l'ensemble des personnages principaux de Demain nous appartient. Seuls les personnages apparaissant au générique sont indiqués dans ce tableau.
| Personnage                   | Présence à l'écran   | Présence à l'écran     | Interprète                            |
| Personnage                   | Personnage principal | Personnage secondaire  | Interprète                            |
| ---------------------------- | -------------------- | ---------------------- | ------------------------------------- |
| Chloé Delcourt               | Saison 1 —           |                        | Ingrid Chauvin                        |
| Alexandre « Alex » Bertrand  | Saison 1 —           |                        | Alexandre Brasseur                    |
| Laurence Moiret              | Saisons 1 — 3        |                        | Charlotte Valandrey (†)               |
| Lucie Salducci               | Saisons 1 — 2        | Saison 4               | Lorie Pester                          |
| Karim Saeed                  | Saison 2 —           | Saison 1               | Samy Gharbi                           |
| Anna Delcourt                | Saisons 2 — 4        | Saisons 1, 5 —6        | Maud Baecker                          |
| Maxime Delcourt-Bertrand     | Saisons 2 — 4        | Saisons 1 et 5         | Clément Rémiens                       |
| Victoire Lazzari             | Saison 2 —           | Saison 1               | Solène Hébert                         |
| Aurore Jacob                 | Saison 3 —           | Saison 2               | Julie Debazac                         |
| William Daunier              | Saisons 3 — 7        | Saison 2 et 8          | Kamel Belghazi                        |
| Sofia Daunier-Jacob          | Saisons 3 — 5        | Saison 2 et 6          | Emma Smet                             |
| Manon Daunier Jacob          | Saison 3 — 4         | Saison 2 et 5 —        | Maïna Grézanlé (saisons 2 à 4)        |
| Manon Daunier Jacob          | Saison 3 — 4         | Saison 2 et 5 —        | Louvia Bachelier (depuis la saison 4) |
| Flore Vallorta               | Saison 3 — 4         | Saisons 1 — 2 et 5     | Anne Caillon                          |
| Barthélémy « Bart » Vallorta | Saison 3 — 4         | Saisons 1 — 2 et 5 —   | Hector Langevin                       |
| Samuel Chardeau              | Saisons 3 — 6        | Saisons 1 — 2 et 7 —   | Axel Kiener                           |
| Antoine Myriel               | Saison 3             | Saison 4               | Frédéric Diefenthal                   |
| Leïla Beddiar (†)            | Saison 3             | Saisons 1 — 2 et 4     | Samira Lachhab                        |
| Christelle Moreno            | Saison 4             | Saisons 1 — 3 et 5 —   | Ariane Séguillon                      |
| Sylvain Moreno               | Saison 4             | Saisons 1 — 3 et 5 —   | Arnaud Henriet                        |
| Betty Moreno                 | Saison 4             | Saisons 1 — 3 et 5     | Lou Jean                              |
| Sandrine Lazzari             | Saison 4             | Saisons 1 — 3 et 5 — 6 | Juliette Tresanini                    |
| Morgane Guého                | Saison 4             | Saisons 2 — 3 et 5 — 6 | Marie Catrix                          |
| Arthur Lazzari Moiret        | Saison 4             | Saisons 1 — 2 et 5     | Jean-Baptiste Lamour (saison 1 à 2)   |
| Arthur Lazzari Moiret        | Saison 4             | Saisons 1 — 2 et 5     | Théo Cosset (saisons 2 à 5)           |
| Rose Latour                  | Saison 4             | Saisons 2 — 3          | Vanessa Demouy                        |
| Marianne Delcourt            | Saisons 4 et 7 —     | Saisons 1 — 3 et 5 — 6 | Luce Mouchel                          |
| Martin Constant              | Saison 4 et 6 —      | Saisons 1 — 3 et 5     | Franck Monsigny                       |
| Judith Delcourt-Bertrand     | Saison 4             | Saisons 1 — 3 et 5 — 7 | Coline Bellin (saison 1)              |
| Judith Delcourt-Bertrand     | Saison 4             | Saisons 1 — 3 et 5 — 7 | Sylvie Filloux (saisons 1 à 2)        |
| Judith Delcourt-Bertrand     | Saison 4             | Saisons 1 — 3 et 5 — 7 | Alice Varela (saisons 2 à 7)          |
| Georges Caron                | Saison 4             | Saisons 1 — 3 et 5 —   | Mayel Elhajaoui                       |
| Gabriel Guého                | Saison 4             | Saisons 2 — 3 et 5 —   | Arthur Legrand (saisons 2 à 3)        |
| Gabriel Guého                | Saison 4             | Saisons 2 — 3 et 5 —   | Martin Mille (depuis la saison 4)     |
| Clémentine Doucet (†)        | Saison 4             | Saisons 1 — 3          | Linda Hardy                           |
| Sasha Girard                 | Saison 4             | Saisons 5 — 6 et 8     | Renaud Roussel                        |
| Solenne Girard               | Saison 4             |                        | Artemisia Toussaint                   |
| Ben Girard                   | Saison 4             |                        | Antoine Cohaut                        |
| Laura Kléber                 | Saison 4             | Saison 3               | Laura Dary                            |
| Bilel Beddiar                | Saison 4             | Saisons 1 — 3          | Atmen Kelif                           |
| Soraya Beddiar               | Saison 4             | Saisons 1 — 3 et 5 —   | Kenza Saïb-Couton                     |
| Noor Beddiar                 | Saison 4             | Saisons 1 — 3 et 5 —   | Sahelle de Figueiredo                 |
| Alma Guérin (†)              | Saison 4             | Saisons 5 — 6          | Camille de Pazzis                     |
| Renaud Dumaze (†)            | Saison 4             | Saisons 1 — 3 et 5 — 7 | Pierre Deny                           |
| Jules Corkas                 | Saison 4             | Saisons 2 — 3 et 5 — 6 | Xavier Widhoff                        |
| Virginie Corkas              | Saison 4             | Saisons 2 — 3 et 5     | Audrey Looten                         |
| Louise Kersal (†)            | Saison 4             | Saisons 5 — 6          | Alexandra Naoum                       |
| Xavier Meffre                | Saison 4             | Saisons 5 et 7         | Charles Lelaure                       |
| Camille Meffre               | Saison 4             | Saisons 5 —            | Elisa Ezzedine                        |
| Maud Meffre                  | Saison 4             | Saisons 5 —            | Sixtine Dutheil                       |
| Sébastien Perraud            | Saison 5 —           |                        | Xavier Deluc                          |
| Raphaëlle Perraud            | Saison 5 —           |                        | Jennifer Lauret                       |
| François Lehaut              | Saison 5 —           |                        | Emmanuel Moire                        |
| Audrey Roussel               | Saison 5 —           |                        | Charlotte Gaccio                      |
| Jordan Roussel               | Saison 5 —           |                        | Maxime Lélue                          |
| Lizzie Dumas Roussel         | Saison 5 —           |                        | Juliette Mabilat                      |
| Benjamin Ventura             | Saisons 5 — 7        |                        | Alexandre Varga                       |
| Irène Lopez Diallo           | Saison 5             |                        | Thaïs Kirby                           |
| Dorian Curtis                | Saisons 5 — 6        | Saisons 4 et 7         | Rayane Huber                          |
| Lisa Hassan                  | Saisons 6 — 7        | Saison 8               | Naïma Rodric                          |
| Amel Hassan                  | Saison 6             | Saisons 7 — 8          | Maëlis Adalle                         |
| Soizic Vernet                | Saison 6 —           |                        | Charlie Nune                          |
| Jack Dumas Roussel           | Saison 7 —           | Saisons 5 — 6          | Dimitri Fouque                        |
| Rayane Saeed                 | Saison 7 —           | Saison 6               | Sasha Birdy                           |
| Diego Lutti                  | Saison 7 —           | Saison 6               | Enzo Rose                             |
| Violette Raynaud             | Saison 7 —           | Saison 6               | Salomé Benitha                        |
| Aaron Leclerq                | Saison 7 —           | Saison 6               | Stany Coppet                          |

Légende :
En fond vert = Personnage qui sont apparus dans Ici tout commence
En gras = Personnage toujours présent dans le feuilleton

## Présentation des personnages
La liste suivante (qui n'est pas exhaustive) présente les personnages de Demain nous appartient.
- Haut – A
- B
- C
- D
- E
- F
- G
- H
- I
- J
- K
- L
- M
- N
- O
- P
- Q
- R
- S
- T
- U
- V
- W
- X
- Y
- Z

### A
- Luna Aznar (†)
Interprétée par Paloma Reynaud.
Présente de la saison 6 à 8.
Une ancienne danseuse, elle est également la petite amie de Dorian Curtis. En 2024, elle part en cavale avec la famille de Dorian. Elle meurt en 2025 du ZH8
- Grégory Auclert-Vallorta
Interprété par Rodolphe Couthouis.
Présent dans la saison 1.
Fils de Léonard, né d'une liaison passée. Il se fait d'abord connaître sous le nom Mathieu Vannier avant d'avouer la vérité sur son identité. Il se met en couple avec Flore, mais leur relation se termine lorsqu'il part s'installer pour les affaires du mas en Chine.

### B
- Nordine Becker
Interprété par Youcef Agal.
Présent depuis la saison 5.
Arrivé à Sète pour se rapprocher de son père biologique Martin. Il est en couple avec Manon Daunier.
- Bilel Beddiar
Interprété par Atmen Kelif.
Présent de la saison 1 à 4.
Vigneron au domaine Vallorta. Ex-mari de Leïla, il est le père de Soraya, Lyès et Noor mais également l'oncle de Yasmine[1],[2].
- Leïla Beddiar (†)
Interprétée par Samira Lachhab.
Présente de la saison 1 à 4.
Infirmière à l'hôpital de Sète. Ex-femme de Bilel, elle est la mère de Soraya, Lyès (tué dans l'explosion des bateaux) et Noor[1],[2]. Elle a été en couple avec Samuel Chardeau. Gravement brûlée à la suite d’un accident de voiture, elle décède des suites de ses blessures.
- Lyès Beddiar (†)
Interprété par Mehdi Moutia.
Présent dans la saison 1.
Fils de Leïla et Bilel. Il est tué dans l'explosion des bateaux. Ami de Maxime, il est également le petit ami de Sara, qu'il trompe avec Anna Delcourt, enceinte de lui[1].
- Noor Beddiar
Interprétée par Sahelle de Figueiredo.
Présente depuis la saison 1.
Benjamine de la famille. Elle est infirmière à l'hôpital Saint-Clair.
- Soraya Beddiar
Interprétée par Kenza Saïb-Couton.
Présente depuis la saison 1.
Fille aînée de Leïla et Bilel. Étudiante, elle a travaillé comme serveuse au Spoon, puis stagiaire au cabinet d'avocats Guyot avant d'y être engagée. Elle travaille désormais au cabinet d'avocats Perraud. Elle vivait une relation amoureuse avec Rémy Valski[1]. Elle est désormais en couple avec Gabriel Guého.
- Yasmine Beddiar
Interprétée par Sonia Bendhaou.
Présente dans la saison 1.
Nièce de Bilel. Elle vient soutenir sa famille après la mort de son cousin, dont elle est très proche. Elle a une brève relation amoureuse avec Sara avant de rentrer poursuivre ses études à Paris[1].
- Baptiste Bellanger
Interprété par Orféo Campanella.
Présent dans la saison 1.
Un nouvel élève du lycée Paul-Valéry. Il est le fils de Robin Bellanger et le petit-fils de Jeanne Bellanger.
- Jeanne Bellanger-Dumontel
Interprété par Catherine Allégret.
Présente de la saison 1 à 4.
Mère de Robin Bellanger. Elle possède un mas ostréicole, "Les Huîtres de Jeanne". Il s'avère qu'elle est aussi la mère d'Alex Bertrand qui a disparu il y a près de 40 ans.
- Robin Bellanger
Interprété par Dominique Guillo.
Présent dans les saisons 1 à 3, 5 et 8.
Père de Baptiste Bellanger. Il travaille comme chargé de communication à la mairie de Sète, où il ne semble pas très apprécié, notamment à cause de son arrogance. Il est aussi le fils de Jeanne Bellanger et le frère de Paul Bellanger, disparu il y a 40 ans.
- Fred Bélonie
Interprété par Étienne Diallo.
Présent de la saison 2 à 4.
Professeur de boxe de Lucie et de Karim, et le coach de Maxime.
- Chemsa Benkieff (†)
Interprétée par Donia Eden
Présente de la saison 3 à 4
Témoin protégé de Karim qu'il présente comme sa petite amie. Elle finira par être assassinée par l'un des hommes de main de son frère.
- Kylian Berthier
Interprété par Ludovic Charles.
Présent de la saison 2 à 3.
Un jeune militant végan. Il rencontre Margot alors qu'elle essaie de saboter le chantier d'une ferme industrielle sur les abords de Sète.
- Alexandre « Alex » Bertrand
Interprété par Alexandre Brasseur.
Présent depuis la saison 1.
Marié à Chloé et père de Maxime, Judith et Céleste. Il est gardien à la marina avant de reprendre le Mas ostréicole de sa famille biologique. Il a eu une aventure avec Flore Vallorta.
- Jacques Bertrand (†)
Interprété par Alain Doutey.
Présent dans les saisons 1, 2 et 4.
Père adoptif d'Alex Bertrand et l'époux de Catherine. Il enlève Alex alors qu'il est petit. Père violent avec ses petits-enfants, notamment Judith, il est ensuite tué par son épouse, Catherine.
- Gilles Bousquet
Interprété par Laurent Gamelon.
Présent de la saison 6 à 7.
Petit frère de Marianne, oncle de Chloé et d'Anna. Il vit chez Marianne et Renaud avant de se marier avec Cécile.
- Timothée Brunet
Interprété par Grégoire Champion.
Présent de la saison 2 à 8.
Fils de Victor, et frère de Lola. Il vivait avec sa mère à Miami avant de venir à Sète. Il est autiste et passionné par l'aérospatial[12]. Il quitte Sète pour partir au Chili, afin de travailler avec son scientifique préféré dans l'un des observatoires les plus réputés du monde.
- Victor Brunet
Interprété par Farouk Bermouga.
Présent depuis la saison 1.
Client du cabinet Guyot. Il tombe immédiatement sous le charme de Lou Clément et devient son compagnon. Il est spécialisé dans le rachat à bas prix d'entreprises en difficulté. Il possède désormais un domaine viticole.

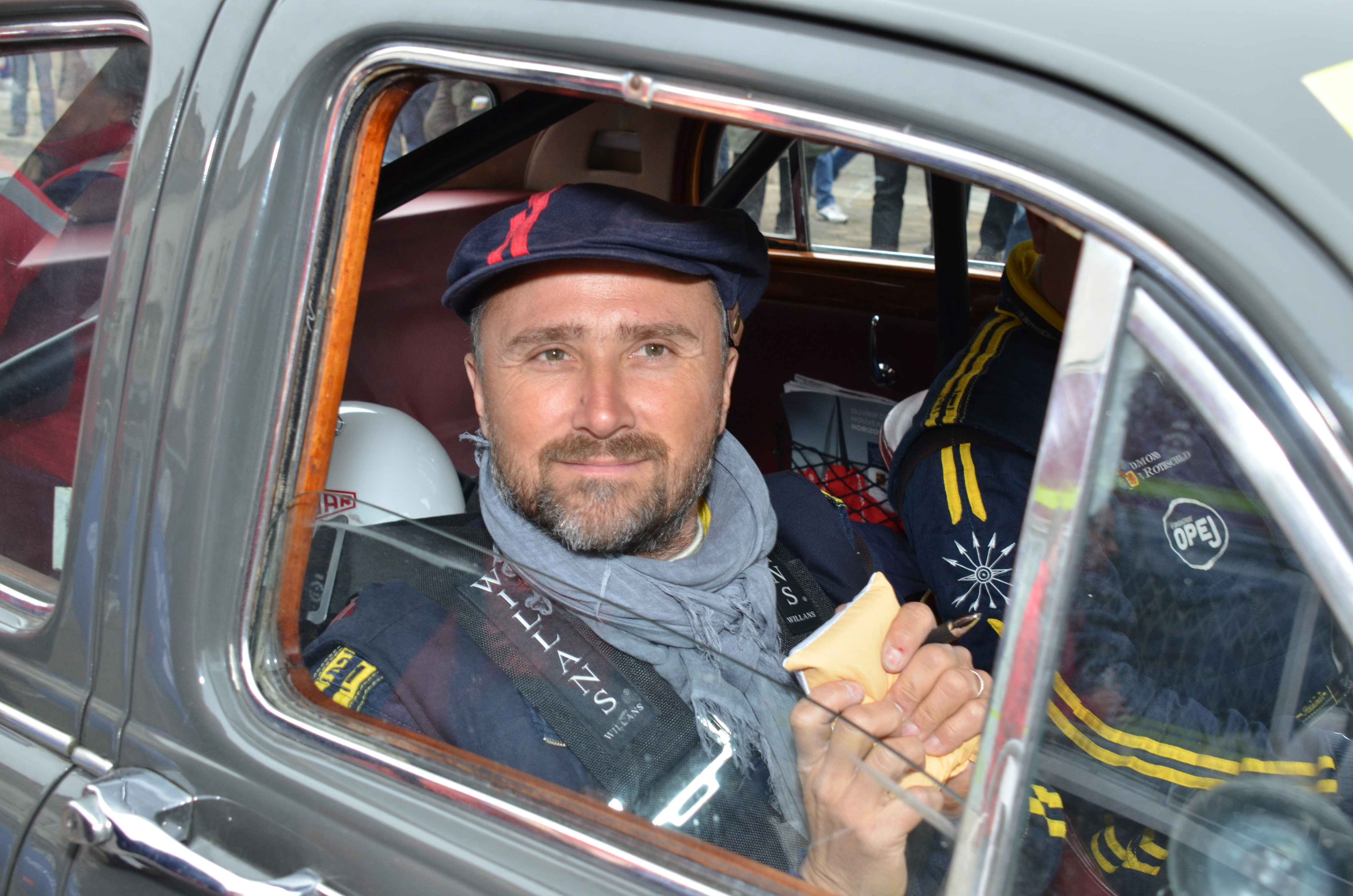
Alexandre Brasseur interprète de Alexandre « Alex » Bertrand
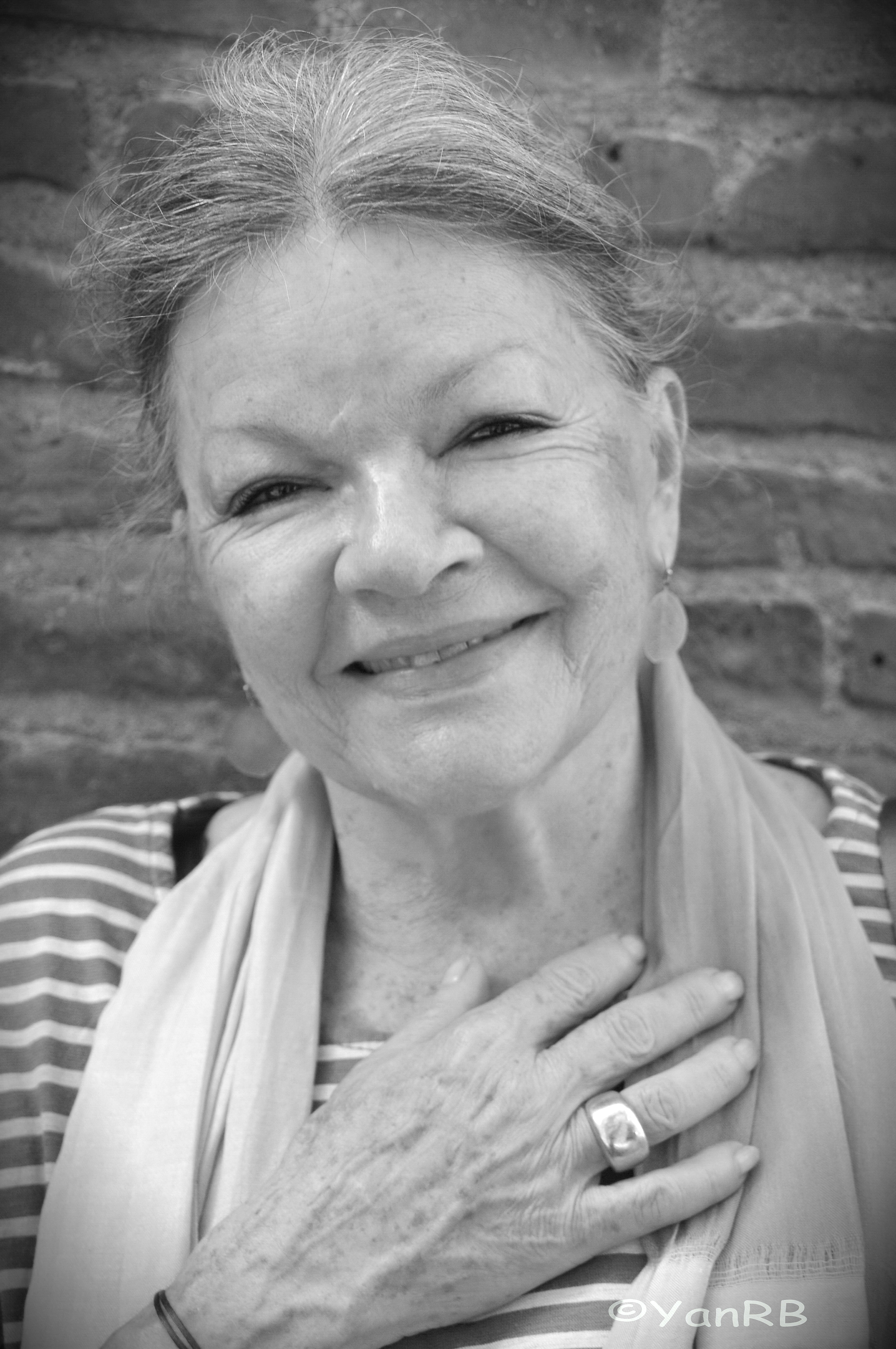
Catherine Allégret interprète de Jeanne Bellanger
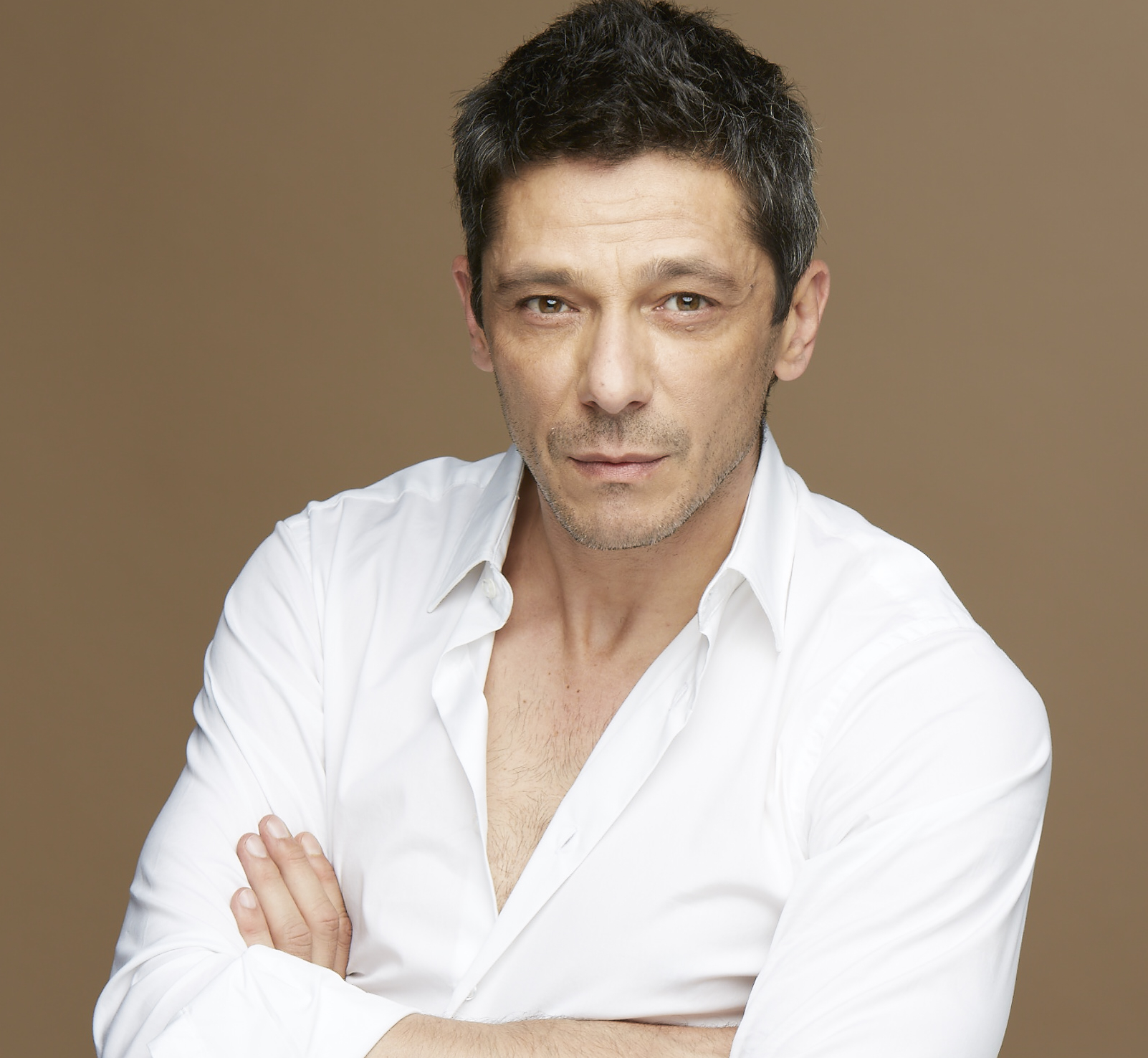
Dominique Guillo interprète de Robin Bellanger
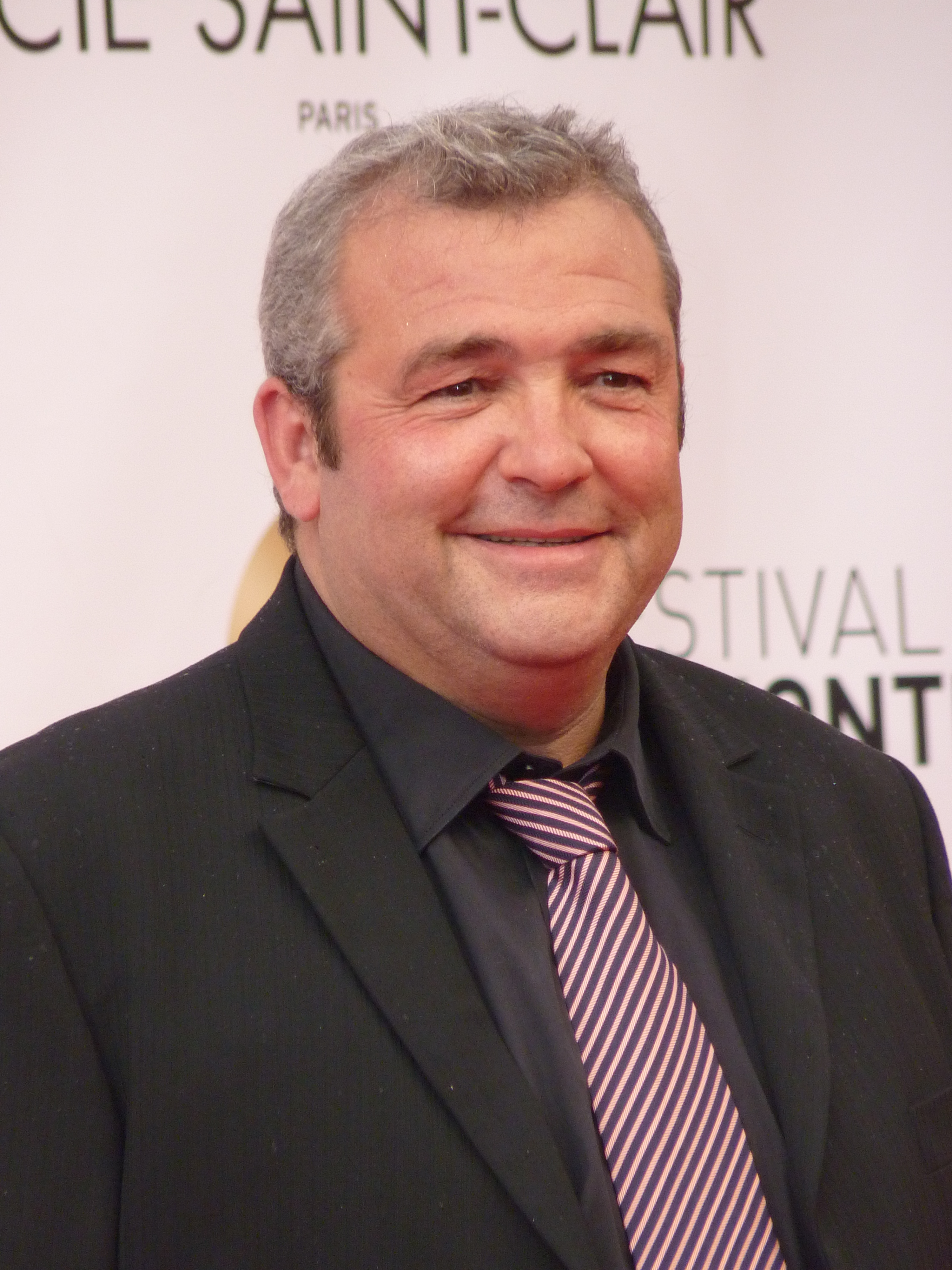
Laurent Gamelon interprète de Gilles Bousquet
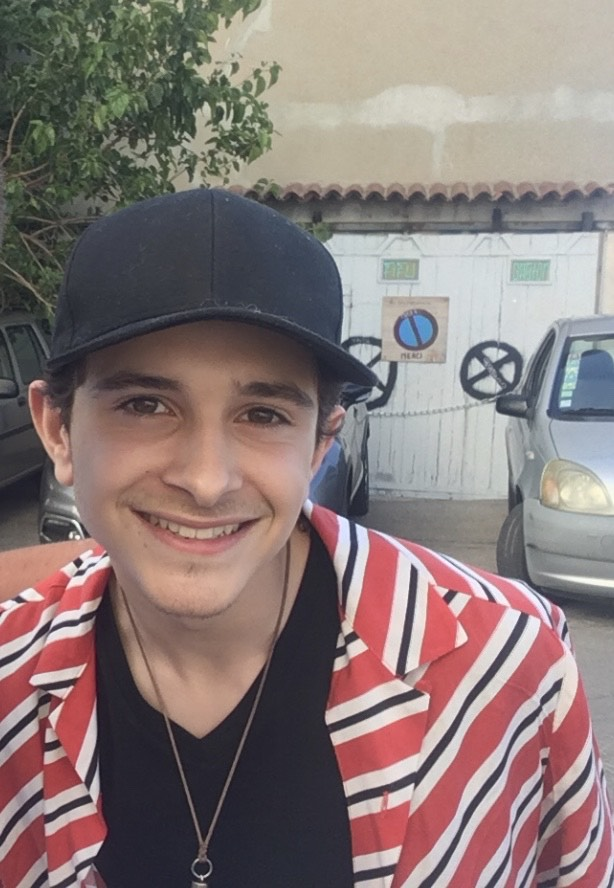
Grégoire Champion interprète de Timothée Brunet

### C
- Georges Caron
Interprété par Mayel Elhajaoui.
Présent depuis la saison 1.
Nouveau coéquipier de Karim et Lucie. Geek, d'un naturel un peu gauche et plus doué derrière un écran d'ordinateur que sur le terrain, Georges finit rapidement par se faire accepter de ses collègues. Il était en couple avec Victoire Lazzari. Il est le père de Lucien, enfant qu'il a eu avec son ex, Vanessa Lehman, qui est désormais en prison. Il est actuellement en couple avec Mélody Plasse.
- Lucien Caron 
Interprétée par...
Présent depuis la saison 7.
Fils de Georges et Vanessa. Il vit avec son père et sa belle-mère, Mélody.
- Mona Caron
Interprétée par Catherine Benguigui.
Présente depuis la saison 4.
Mère protectrice de Georges, elle passe son Bac en 2021. Elle est cuisinière au Spoon.
- Samuel Chardeau
Interprété Axel Kiener.
Présent depuis la saison 1.
Gynécologue-obstétricien, il est le nouveau chef de service à l'hôpital. Il est aussi le père biologique de Sofia, la fille d'Aurore. Il remplace Marianne alors que celle-ci est momentanément suspendue. Il a été en couple avec Leïla Beddiar, Alma Guérin et Victoire Lazzari.
- Madeleine « Lilou » Clavel
Interprétée par Romane Parc.
Présente depuis la saison 7.
Élève au lycée Georges Brassens et rivale de Violette Raynaud jusqu'à qu'elles soient prises en otage par Sasha Girard et Benoît Letellier.
- Lou Clément
Interprétée par Rani Bheemuck.
Présente de la saison 1 à 4.
Avocate, elle est l'ex de Karim Saeed et la mère de Nina. Elle a été en couple avec Victor Brunet.
- Julie Colombier
Interprétée par Lou Noérie.
Présente de la saison 6 à 7.
Fille de Bruno et demi-sœur de Nathan. Lorsqu'elle découvre l'identité de son père, Julie arrive à Sète afin de rencontrer son demi-frère Nathan.
- Martin Constant
Interprété par Franck Monsigny.
Présent depuis la saison 1.
Ex-compagnon d'Anna. Il officie comme militaire avant d'entrer au commissariat de Sète[1]. Il se met deux fois en couple avec Chloé, avant que celle-ci ne finisse par choisir son mari. Il était en couple avec Virginie Corkas. Il est maintenant en couple avec Raphaëlle Perraud.
- Jules Corkas
Interprété par Xavier Widhoff.
Présent de la saison 2 à 6.
Fils de Mickaël et Virginie Corkas. Il est l'ex de Noor Beddiar et Charlie Molina.
- Mickaël Corkas (†)
Interprété par Laurent Maurel.
Présent dans la saison 2.
Codétenu de Bilel Beddiar qui est emprisonné pour avoir saboté les freins de la voiture de Samuel Chardeau. Il est tué alors qu'il s'est évadé de prison par Martin Constant.
- Virginie Corkas
Interprétée par Audrey Looten.
Présente de la saison 2 à 5.
Épouse de Mickaël Corkas, le codétenu de Bilel. Elle l'a rencontré alors qu'elle était son avocate. Elle a été en couple avec Martin Constant. Elle souffre actuellement d'un cancer.
- Jérôme Cottin
Interprété par Stéphane Coulon.
Présent dans la saison 1.
Ancien proviseur du lycée. Il a agressé Jessica Moreno.
- Juliette Couturier
Interprétée par Mathilde Lebrequier.
Présente de la saison 4 à 6.
Femme cachée de Sacha et la mère d'Océane et Gaspard. Elle est graphiste. Elle part ensuite vivre en Bretagne.
- Gaspard Couturier
Interprété par Mogamed Bechiev.
Présent de la saison 4 à 6.
Fils de Sacha et Juliette. Il est le braqueur au masque de clown.
- Océane Couturier
Interprétée par Elisa Noyer.
Présente dans la saison 4.
Fille de Sacha et Juliette.
- Étienne Curtis
Interprétée par Patrick Guérineau.
Présent de la saison 4 à 7.
Mari de Bénédicte et père de Dorian. Il possède un bateau. Il remplace Irène en tant que CPE au lycée Agnès Varda. Il aide sa femme à s'évader de prison et partent en cavale.
- Dorian Curtis
Interprétée par Rayane Huber.
Présent de la saison 4 à 8.
Fils de Bénédicte et Étienne et petit ami de Luna Aznar. Il a redoublé sa terminale. Il était en couple avec Camille Meffre.

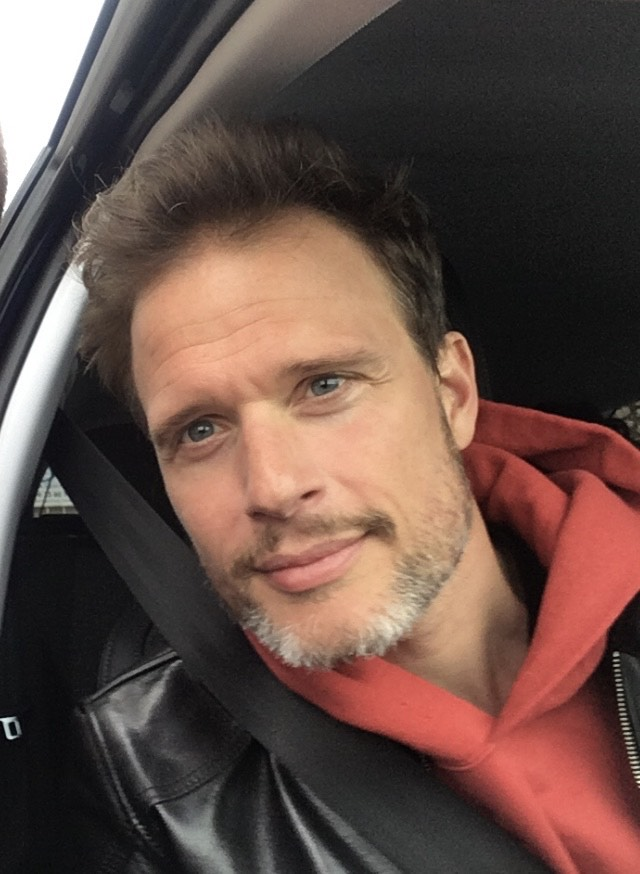
Axel Kiener interprète de Samuel Chardeau
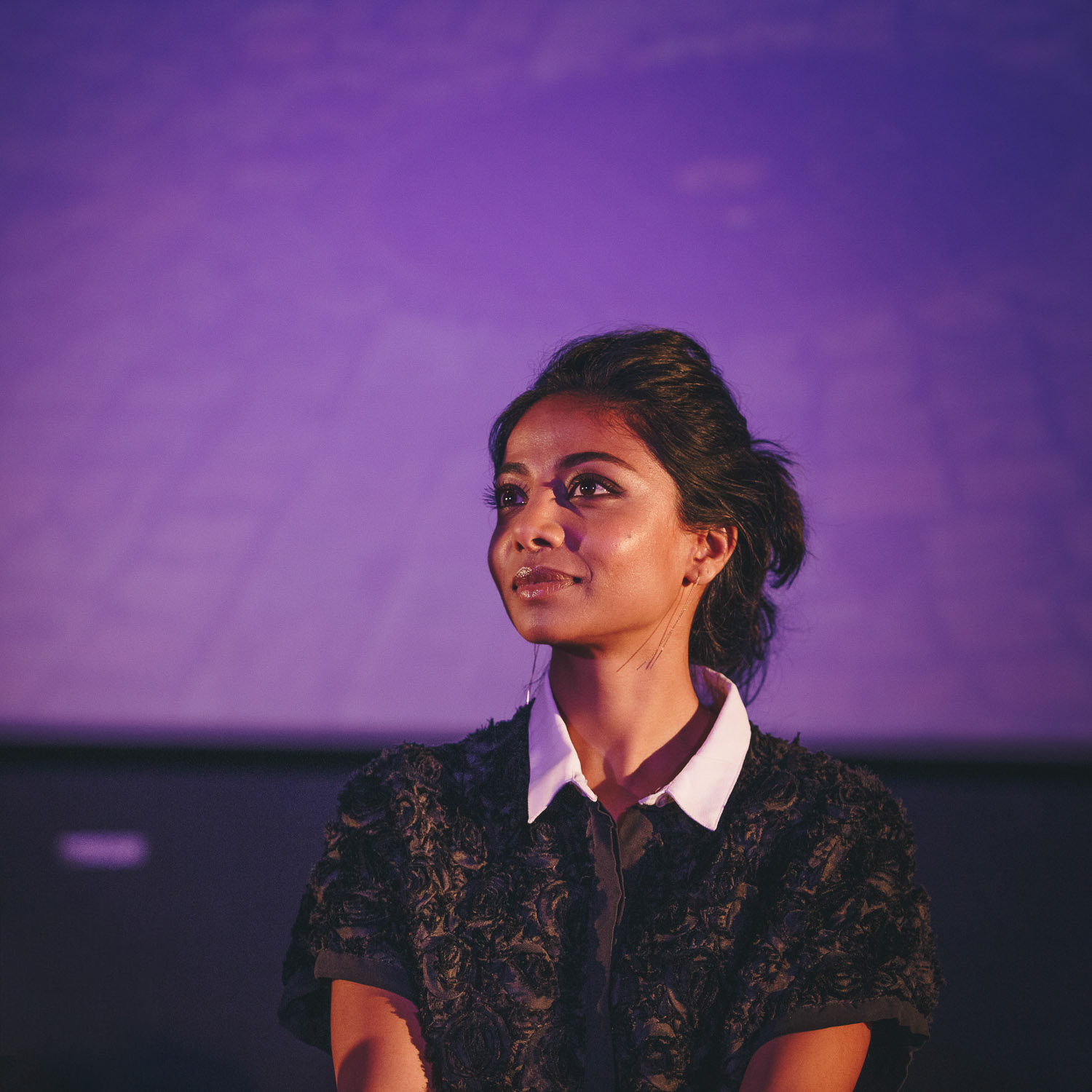
Rania Bheemuck interprète de Lou Clément
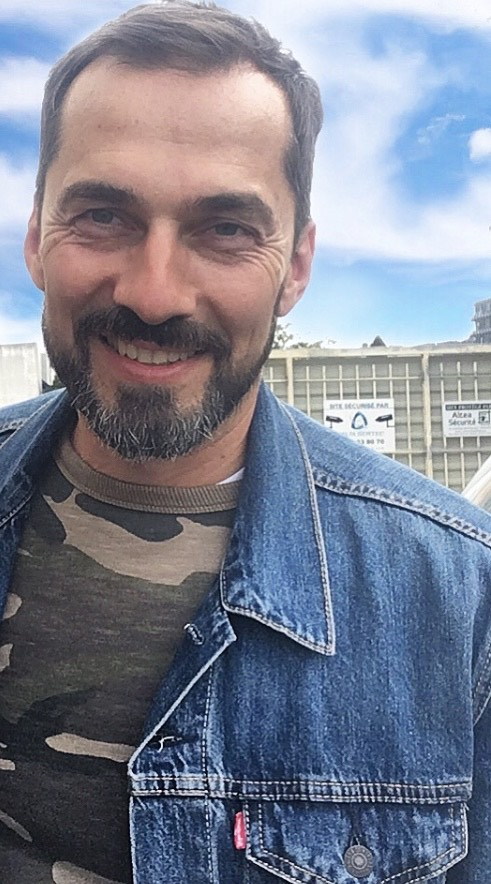
Franck Monsigny interprète de Martin Constant
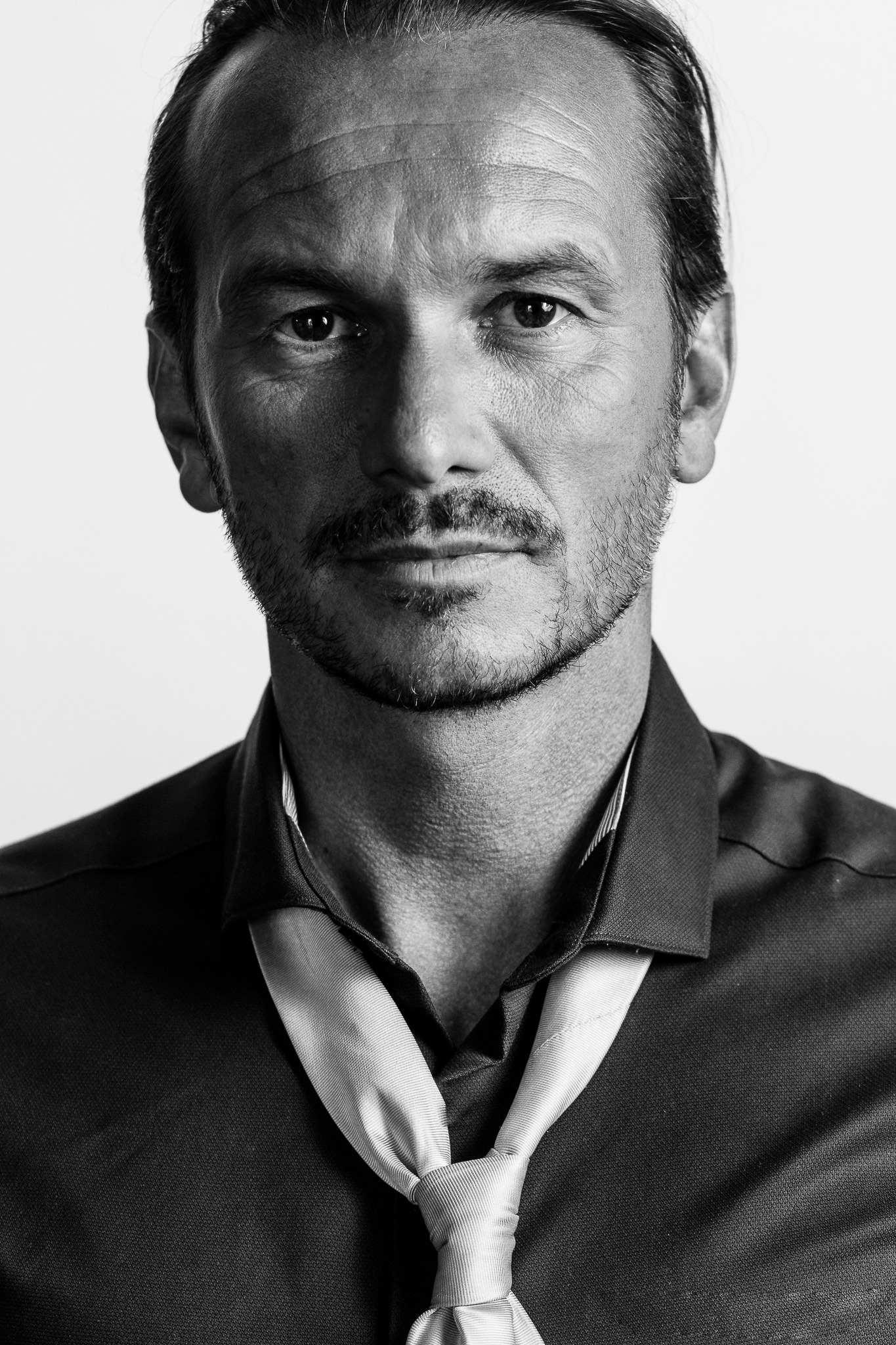
Laurent Maurel interprète de Mickaël Corkas
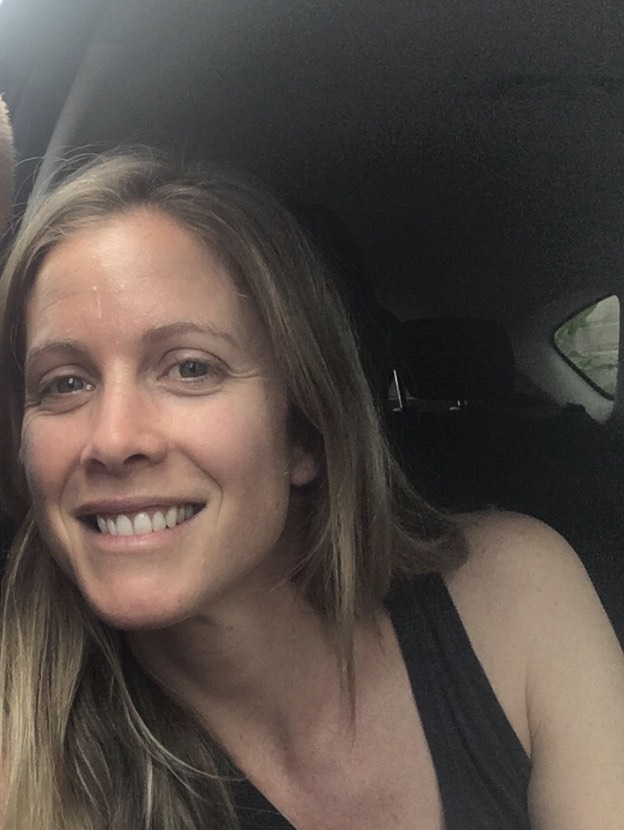
Audrey Looten interprète de Virginie Corkas
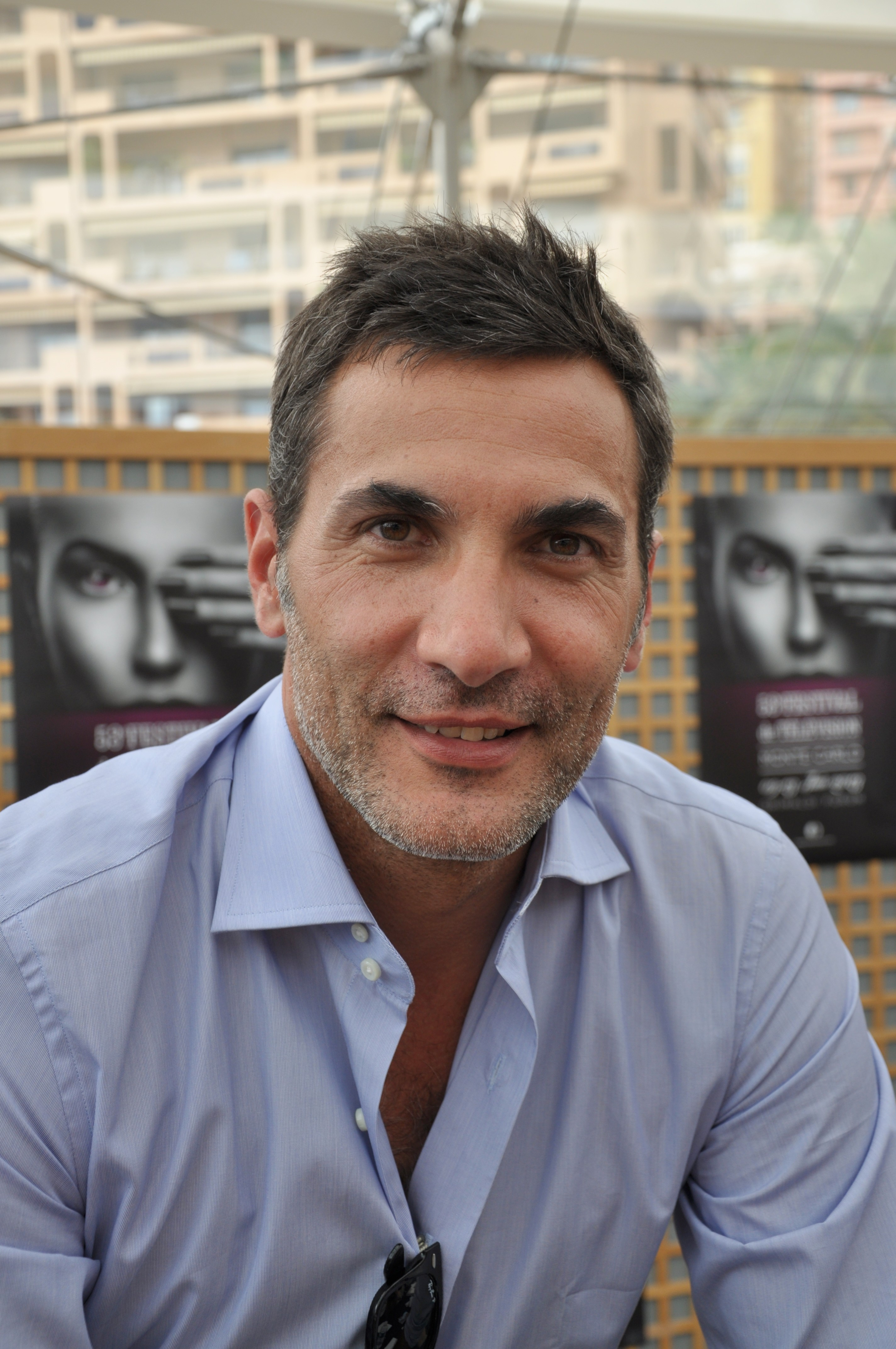
Patrick Guérineau interprète de Étienne Curtis

### D
- Bénédicte Daunier
Interprétée par Honorine Magnier.
Présente de la saison 4 à 7.
Fille de Brigitte et Régis, sœur de William et Cyril, mère de Dorian et femme d'Étienne. Elle était ostéopathe à l'hôpital Saint-Clair avant d'être arréter pour le meurtre de Alexis Langlois. Elle est actuellement en cavale avec sa famille après s'être évadée de prison.
- Brigitte Daunier
Interprété par Catherine Jacob.
Présente de la saison 4 à 6.
Mère de William, Bénédicte et Cyril, grand-mère de Sofia, Manon et Dorian et femme de Régis. Elle est en prison pour avoir tué involontairement Delphine Laborde, elle a été dénoncée par sa belle-fille Aurore.
- Cyril Daunier
Interprétée par Romain Thunin.
Présent dans la saison 4.
Frère de William et Bénédicte et le fils de Régis et Brigitte.
- Manon Daunier-Jacob
Interprétée par Maïna Grézanlé (saisons 2 à 4) puis Louvia Bachelier (depuis la saison 4).
Présente depuis la saison 2.
Fille du docteur William Daunier et fille cadette de la capitaine Aurore Jacob, ainsi que sœur de Sofia. Elle est en couple avec Nordine Becker.
- Régis Daunier (†)
Interprété par Francis Perrin.
Présent de la saison 4 à 6.
Père de William, Bénédicte et Cyril, grand-père de Sofia, Manon et Dorian et mari de Brigitte. Il a été tué par son amante Delphine Laborde.
- Sofia Daunier-Jacob
Interprétée par Emma Smet.
Présente de la saison 2 à 5.
Fille aînée de la capitaine Aurore Jacob et fille biologique de Samuel Chardeau, ainsi que demi-sœur de Manon. Elle est sociable, bien qu'un peu timide, même si ça ne se voit pas du tout. Elle a été en couple avec Gabriel Guého, Arthur Lazzari-Moiret et Hadrien Guérin. Elle est en couple avec Romain Maréchal.
- Dr William Daunier
Interprété par Kamel Belghazi.
Présente depuis la saison 2.
Nouveau chef du service de médecine interne de l'hôpital St-Clair, au caractère plutôt franc et direct, quitte à froisser les gens. Marié à Aurore Jacob, elle demande le divorce en 2024. Finalement, ils ne divorcent pas et se remettent ensemble début 2025 après qu'Aurore ait failli mourir.
- André Delcourt
Interprété par Vincent Nemeth.
Présent de la saisons 2 à 4.
Père de Chloé et d'Anna, l'ex-mari de Marianne et le grand-père de Maxime, Judith, Bart et Céleste.
- Anna Delcourt
Interprétée par Maud Baecker.
Présente de la saison 1 à 6.
Fille cadette de Marianne et sœur de Chloé, qu'elle a abandonnée 20 ans auparavant. Elle a eu une brève aventure avec Fabrice Vallorta, avec qui elle a un fils : Barthélémy (dit « Bart »). Elle était journaliste et psychologue à l'hôpital Saint-Clair. Elle était également en couple avec Karim Saeed avec qui elle souhaitait adopter un enfant. Ils se sont séparés car Anna a subi un tragique accident et ne pouvait plus avoir d’enfants, et l’ASE ne voulait pas les laisser adopter.
- Chloé Delcourt
Interprétée par Ingrid Chauvin.
Présente depuis la saison 1.
Professeure de SVT, créatrice de bijoux et dernièrement directrice du lycée Agnès Varda de Sète, jusqu’à l’explosion de son lycée où elle décide de commencer des études d'infirmière. Mère de Maxime, Judith et Céleste, elle est mariée à Alex Bertrand. Chloé a fait deux ans de médecine.
- Céleste Delcourt-Bertrand
Interprétée par Giulia Baque (épisodes 748-938), Ayla Tosello (épisodes 753-983), Dune Muller et Mady Muller (épisodes 925-988), Saskia Landi (épisodes 1110-1115), Agathe Julien (épisode 1106)) et Line Jouines (épisodes 1388).
Présente depuis la saison 4.
Fille de Chloé et Alex et sœur de Judith et Maxime.
- Judith Delcourt-Bertrand
Interprétée par Coline Bellin (saison 1), Sylvie Filloux (saisons 1 et 2) puis Alice Varela (saisons 2 à 7) .
Présente de la saison 1 à 6.
Fille de Chloé et Alex, et sœur de Maxime et Céleste. Elle doit subir une greffe de rein après avoir été empoisonnée lors du scandale de l'eau polluée. Elle travaillait dernièrement au mas avec son père. Elle est actuellement partie vivre aux Etats-Unis chez son frère. Elle a été en couple avec Souleymane Myriel, Noa Josse et Jordan Roussel.
- Marianne Delcourt-Dumaze (née Bousquet)
Interprétée par Luce Mouchel.
Présente depuis la saison 1.
Mère de Chloé et d'Anna et veuve de Renaud Dumaze. Elle est cheffe du service de médecine générale à l'hôpital Saint-Clair.
- Maxime Delcourt-Bertrand
Interprété par Clément Rémiens[13]
Présent de la saison 1 à 5.
Fils aîné de Chloé et Alex, et frère de Judith et Céleste. Ancien élève de l'institut Auguste Armand, il est devenu chef-cuisinier aux États-Unis. Il a été en couple avec Margot Robert, Garance Doucet, Clémentine Doucet et Salomé Dekens.
- Thomas Delcourt
Interprété par Cyril Garnier[14].
Présent saison 1 à 4.
Cousin de Chloé et d'Anna. Il revient à Sète après avoir passé plusieurs années à Barcelone, où il tenait un restaurant. Il est en prison pour le meurtre de son frère Guillaume.
- Adèle De Villeduc
Interprété par Aliénor Bouvier.
Présente de la saison 6 à 7.
Anciennement en couple avec Bart, ces derniers se sont rencontrés grâce à leurs moitiés décédées. Ils se sont pendant longtemps échangés des lettres avant d'enfin se rencontrer.
- Eloïse de Villeduc
Interprété par Aliénor Bouvier.
Présente dans la saison 7.
Sœur jumelle de Adèle, c'est elle qui tue les petits-amis de sa sœur.
- Cédric Diallo (†)
Interprété par Julien Cheminade.
Présent dans la saison 5.
Infirmier à l'hôpital St-Clair et ex-mari d'Irène, père de Jahia, Angie et Lilian et l'ex-petit ami de Noor Beddiar.
- Clémentine Doucet (†)
Interprétée par Linda Hardy.
Présente de la saison 1 à 4.
Nouvelle professeure de sport au lycée Paul-Valéry en remplacement de "Papy Pereira", venue de Toulouse. Elle est le premier amour de Maxime Delcourt bien qu'elle soit sa professeure. Elle est tuée par son petit-ami, Sacha Girard.
- Garance Doucet
Interprétée par Esther Valding.
Présente de la saison 2 à 5.
Fille de Clémentine et Olivier, elle a été étudiante à l'école de médecine de Toulouse. Elle a été en couple avec Maxime Delcourt et Clément Lefranc. Elle est actuellement dans le coma à la suite d'une tentative de suicide.
- Olivier Doucet
Interprété par Erik Stouvenaker.
Présent de la saison 2 à 5.
Ex-mari de Clémentine et père de Garance. Il a été professeur de mathématiques au lycée Paul-Valéry puis quelque temps à Agnès Varda.
- Joaquim Dulac
Interprété par Yannick Soulier.
Présent dans la saison 1.
Père biologique de Lucas. Il tombe amoureux de Lili Paquin puis de Céline Vanneau, qui perdent toutes deux la vie. Ami de Christophe, il se fait embaucher par Lou au cabinet Guyot, en qualité de détective privé.
- Lizzie Dumas-Roussel
Interprétée par Juliette Malibat.
Présente depuis la saison 5.
Fille d'Audrey, sœur jumelle de Jack, demi-sœur de Jordan et la cousine de Léo.
- Jack Dumas-Roussel
Interprétée par Dimitri Fouque.
Présent depuis la saison 5.
Fils de Audrey, frère jumeau de Lizzie, demi-frère de Jordan et le cousin de Léo. Il est en couple avec Rayane Saeed.
- Renaud Dumaze (†)
Interprété par Pierre Deny
Présent de la saison 1 à 8.
Père de Samuel Chardeau, avec lequel il entretient des rapports compliqués à la suite du divorce avec sa mère. Il devient l'amant de Marianne Delcourt et finit par se mettre en couple avec elle. Il est tué par un patient lors d'une prise d'otage à l'hôpital.

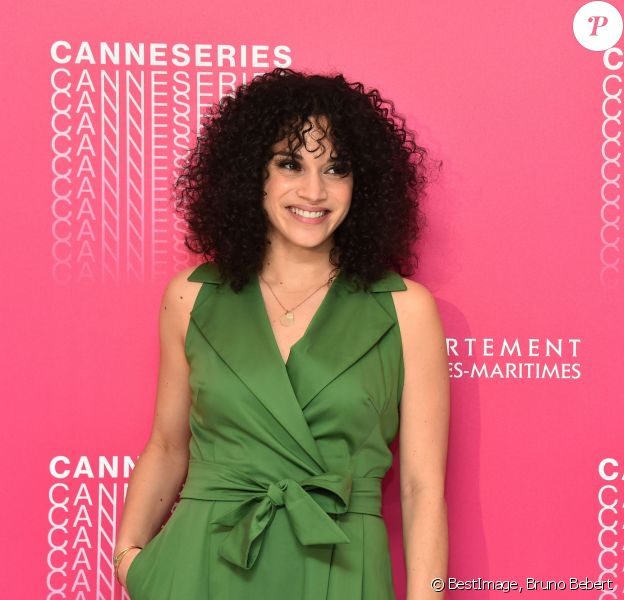
Honorine Magnier interprète de Bénédicte Daunier
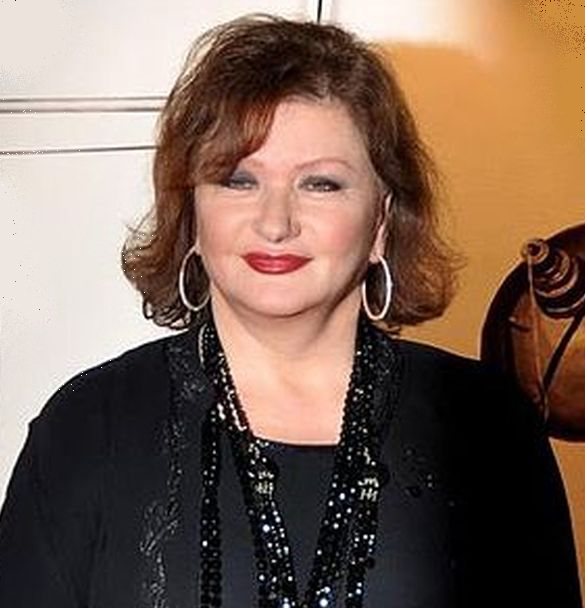
Catherine Jacob interprète de Brigitte Daunier
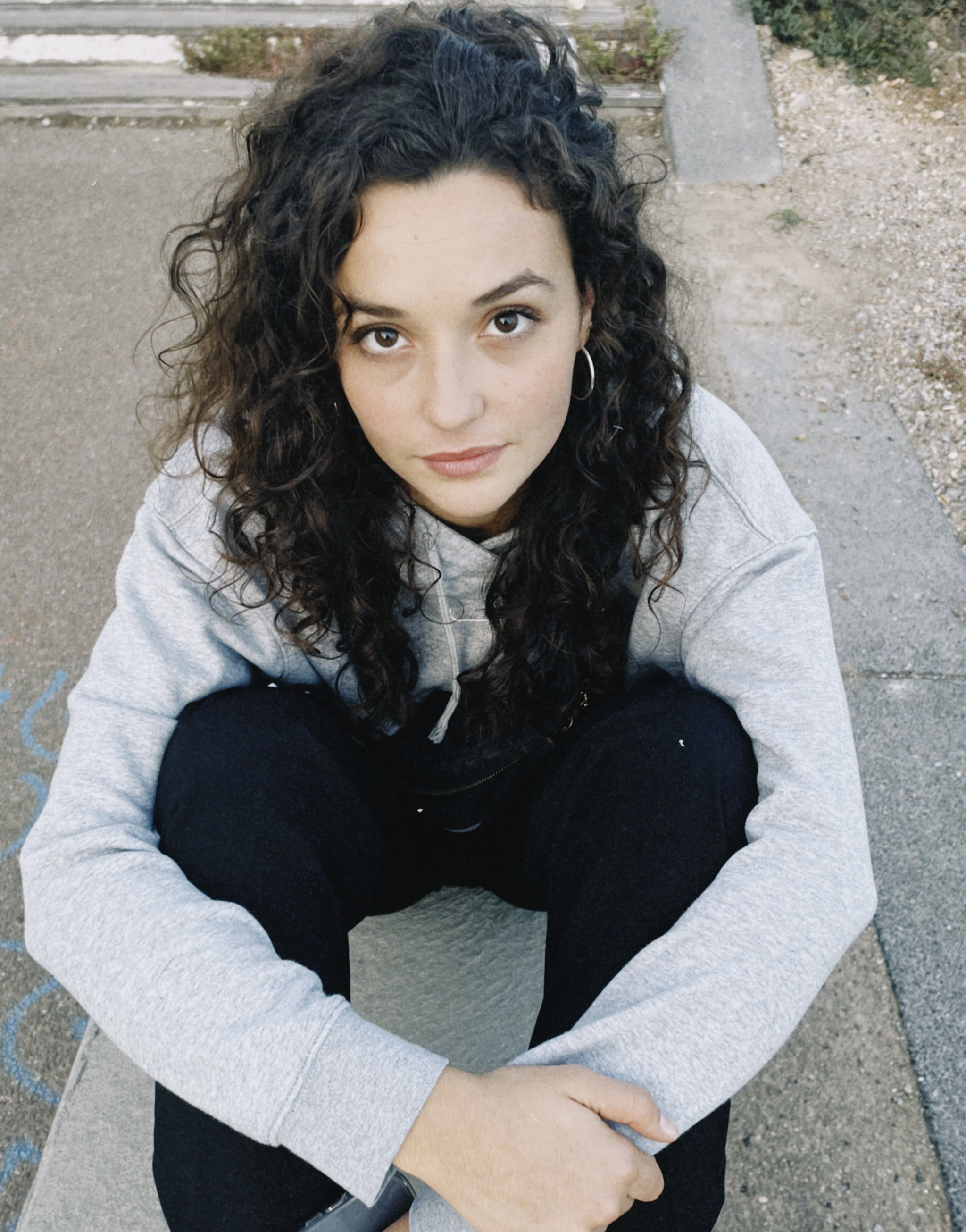
Louvia Bachelier interprète de Manon Daunier-Jacob
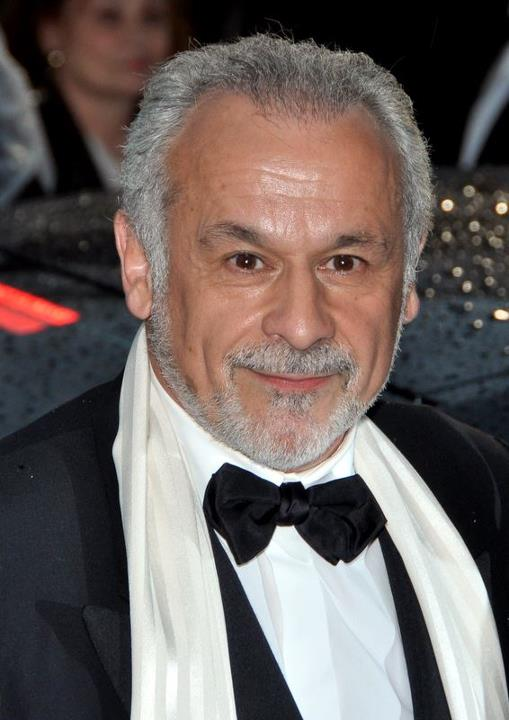
Francis Perrin interprète de Régis Daunier
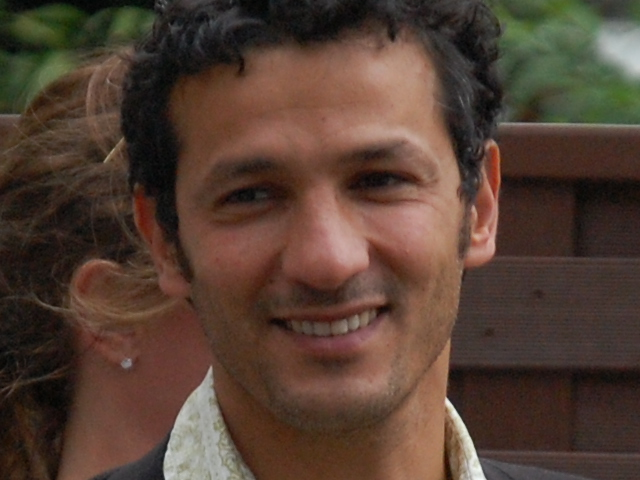
Kamel Belghazi interprète de William Daunier
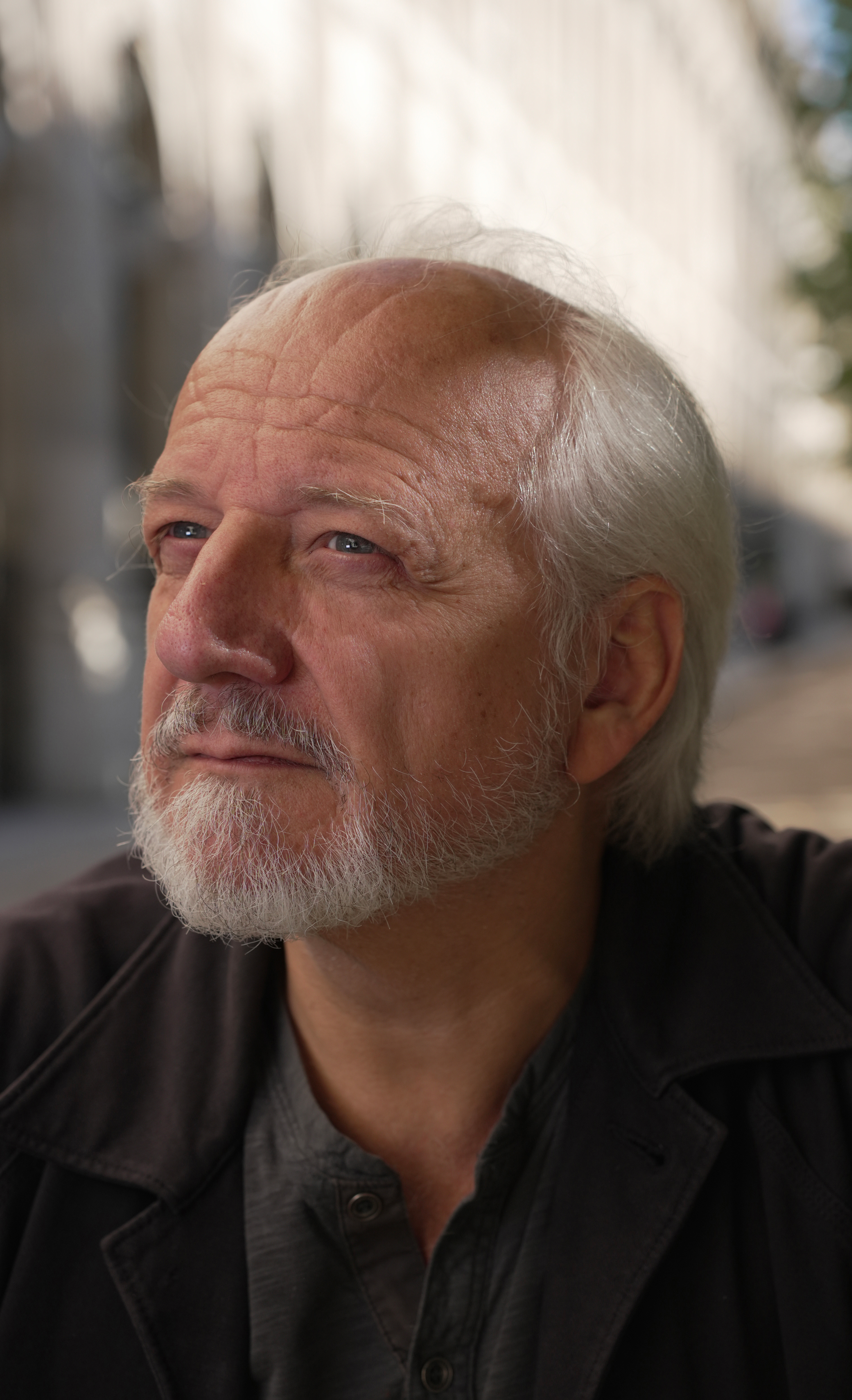
Vincent Nemeth interprète de André Delcourt
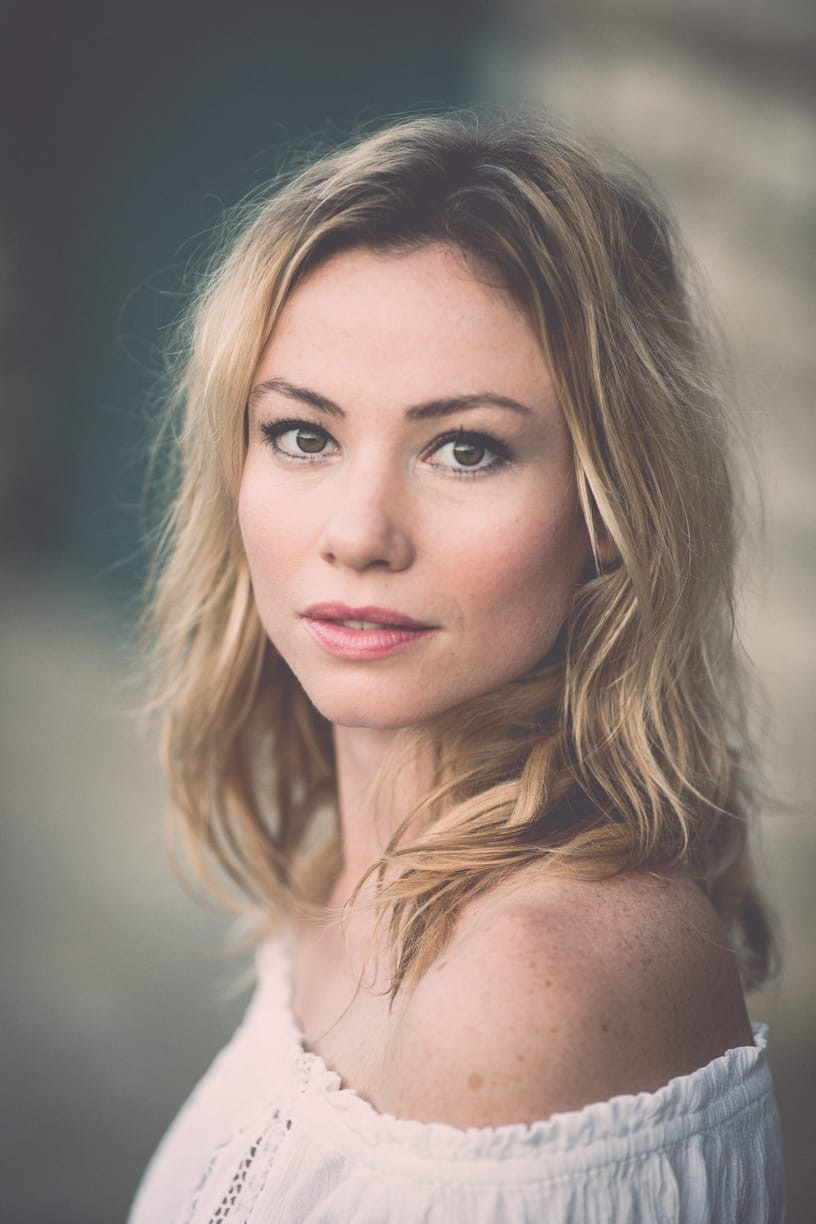
Maud Baecker interprète de Anna Delcourt
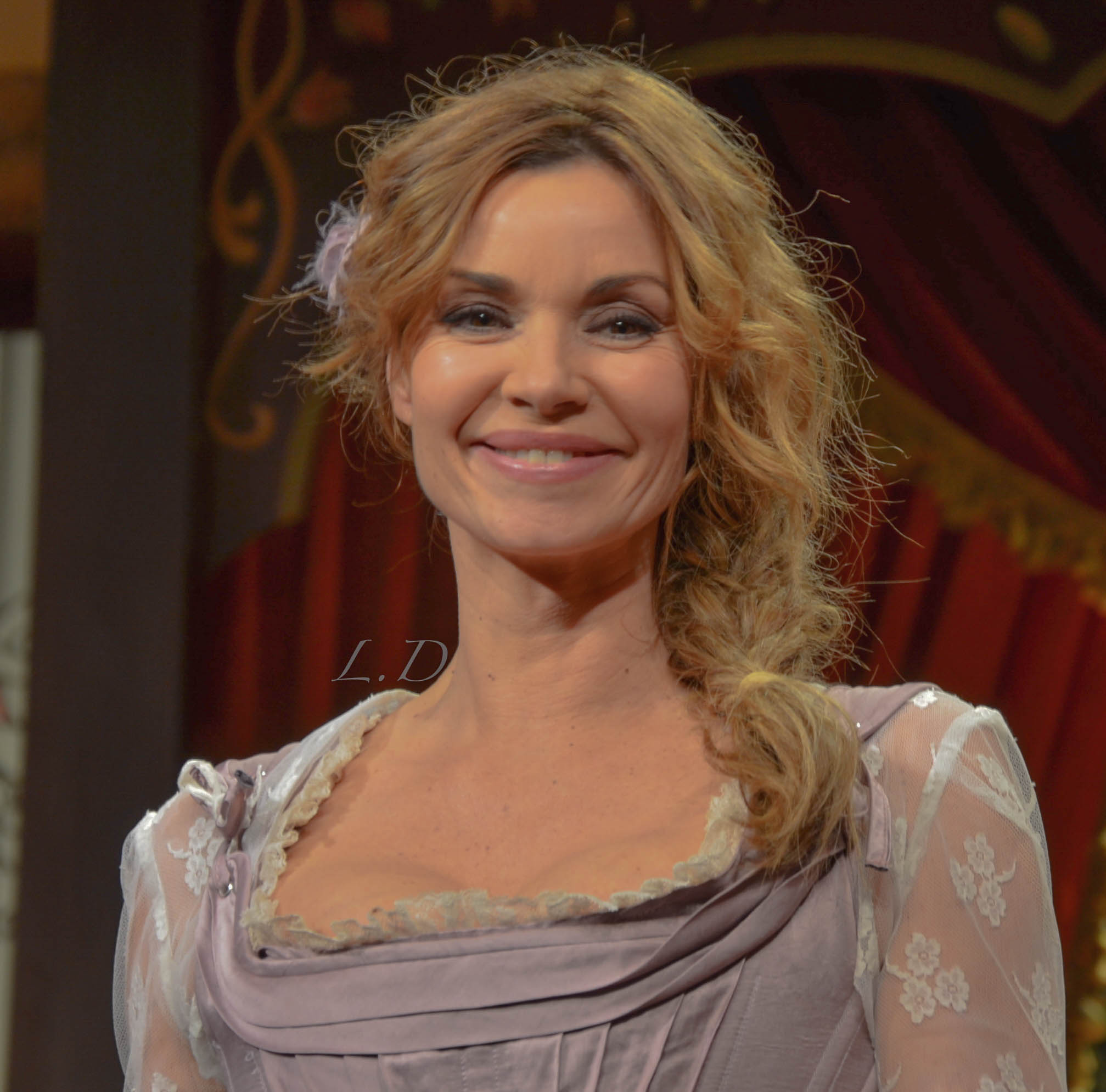
Ingrid Chauvin interprète de Chloé Delcourt
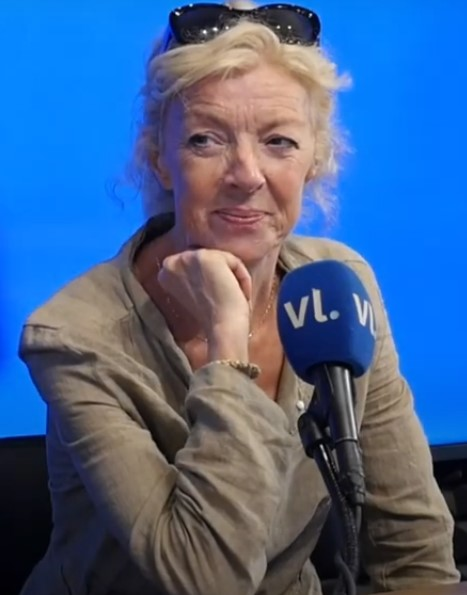
Luce Mouchel interprète de Marianne Delcourt
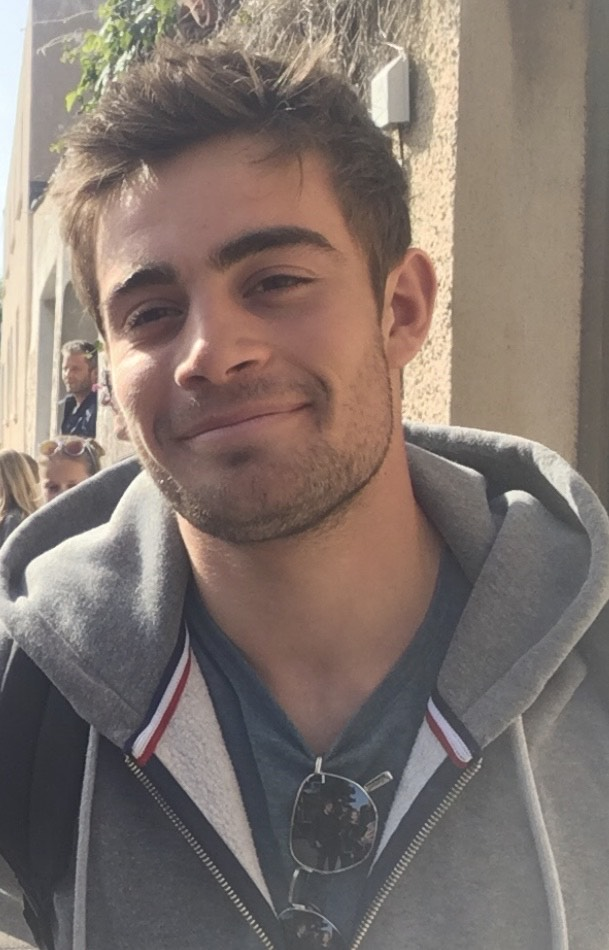
Clément Rémiens interprète de Maxime Delcourt
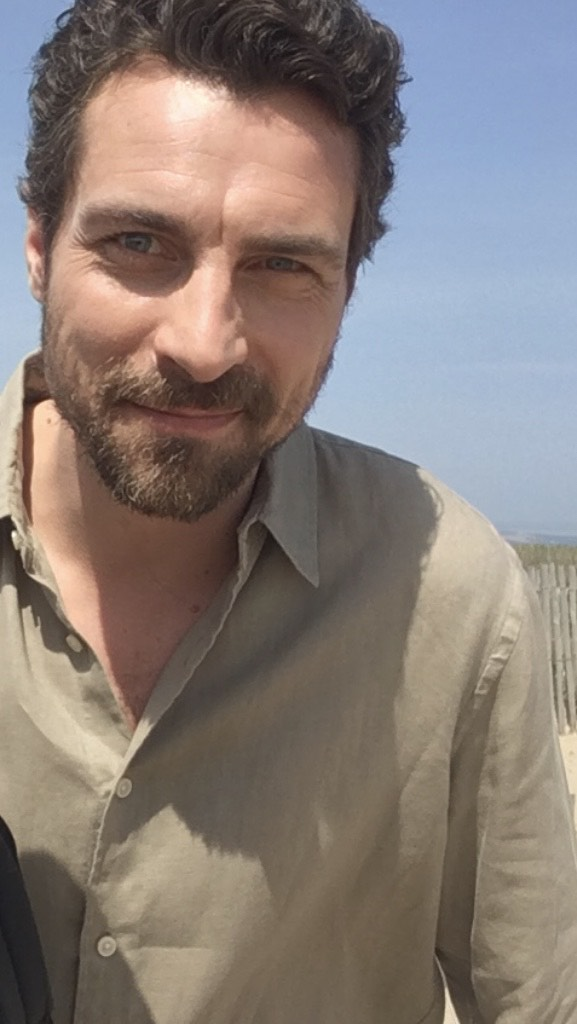
Cyril Garnier interprète de Thomas Delcourt
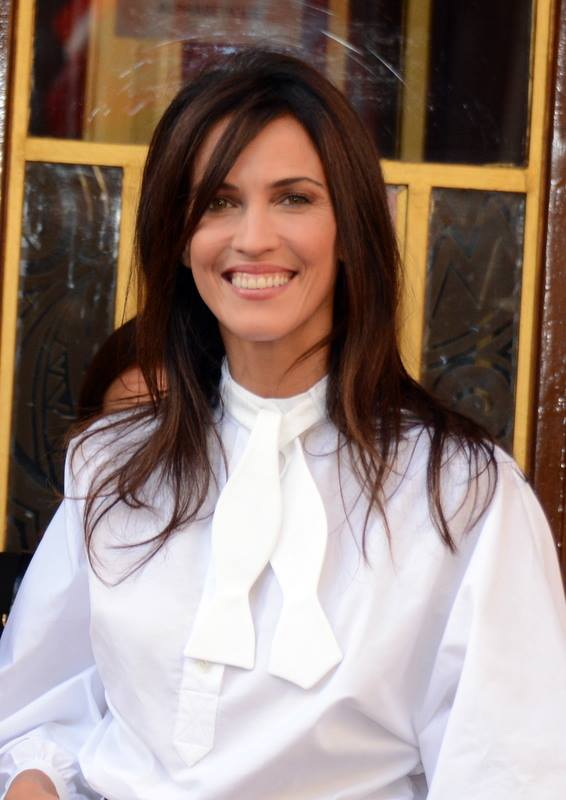
Linda Hardy interprète de Clémentine Doucet
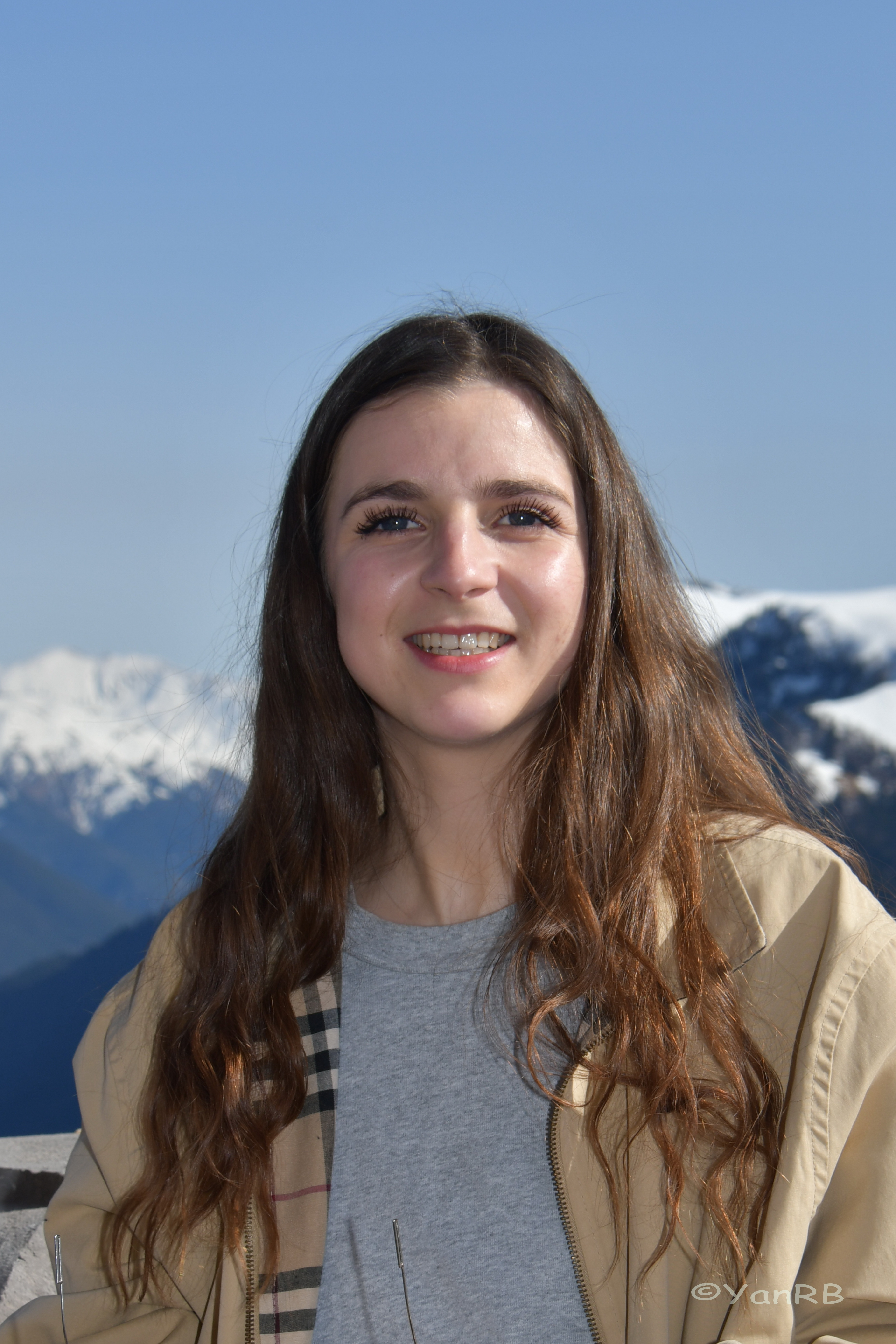
Esther Valding interprète de Garance Doucet
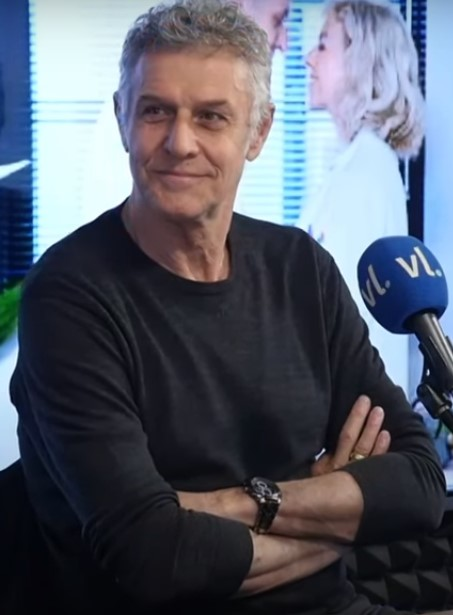
Pierre Deny interprète de Renaud Dumaze

### F
- Mike Favier
Interprété par Gwenaël Clause
Présent de la saison 1 à 5.
Médecin légiste qui aide Martin, Lucie et Karim sur des enquêtes.
- Michaël Feray
Interprétée par Malik Zidi.
Présent depuis la saison 7.
Capitaine de police, père d'Octave et Mia. Il a été accusé du meurtre de sa femme Albane à cause de leurs problèmes de couple.
- Albane Feray (†)
Interprétée par Charlotte Boimare.
Présente dans la saison 7.
Propriétaire d'un hôtel, femme de Michaël et mère d'Octave et Mia. Elle entretient une liaison avec Samuel Chardeau avant d'être tué par un de ses employés.
- Octave Feray
Interprétée par Louis Durant.
Présent depuis la saison 7.
Fils de Michaël et Albane et frère de Mia.
- Mia Feray
Interprétée par Yaël Ciancilla.
Présente depuis la saison 7.
Fille de Michaël et Albane et sœur de Octave. Elle est en fauteuil roulant.
- Rebecca Flores
Interprétée par Victoria Abril.
Présente dans la saison 5.
Mère absente de Raphaëlle et ex-femme de Sébastien.

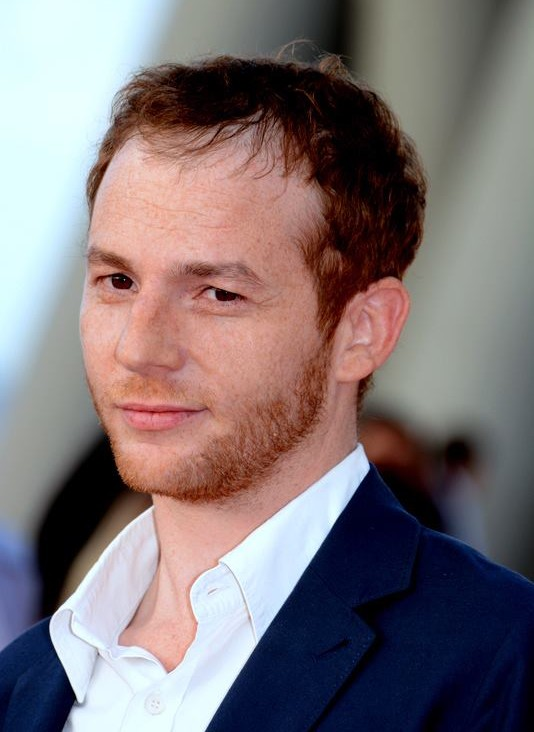
Malik Zidi interprète de Michaël Feray
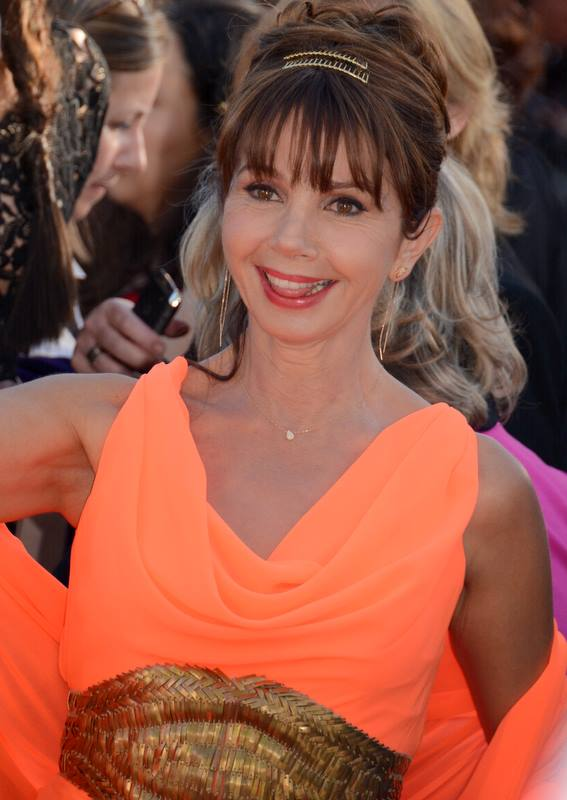
Victoria Abril interprète de Rebecca Flores

### G
- Mathias Gardel
Interprété par Gulliver Bevernaege-Benhadj
Présent de la saison 1 à 2.
Elève du lycée Paul-Valéry, très vulgaire, indiscipliné et misogyne. Il provoque notamment Maxime Delcourt ou Jessica Moreno. La jeune fille l'accuse dans un premier temps d'être l'auteur de son agression. Il a été en couple avec elle.
- Emma Garnier (†)
Interprétée par Luna Lou.
Présente de la saison 5 à 6.
Meilleur amie de Camille, elle vit chez Raphaëlle et Camille jusqu'a ce qu'elle soit tuée par Angélique Raynaud.
- Ben Girard
Interprété par Antoine Cohaut.
Présent dans la saison 5.
Fils de Sacha, frère de Solenne et neveu de Tristan. Il a été élève au lycée Paul-Valéry. Il a été en couple avec Mathilde Lanon.
- Sacha Girard (†)
Interprété par Renaud Roussel
Présent dans les saisons 4 à 6 et 8.
Frère de Tristan et père de Ben, Solenne. Un an après le décès de sa femme, il débarque à Sète avec ses deux enfants. Il est coach sportif. Charmant au premier abord, il cache de nombreux secrets dont notamment sa responsabilité dans la mort de sa femme et une double-vie menée avec Juliette Couturier avec qui il a deux enfants, Océane et Gaspard. L'été 2021, il tue plusieurs femmes de sang froid pour protéger ses nombreux secrets, avant de retourner sa folie contre sa propre famille qu'il tente d'assassiner. Il est arrêté et condamné à finir sa vie en prison. Mais Sacha reste secrètement en contact avec son fils Gaspard qu'il manipule, lui faisant croire qu'il a changé, et voilà qu'en août 2022, ils orchestrent une incroyable évasion. Sacha simule une tentative de suicide afin de se retrouver hospitalisé à l'hôpital Saint-Clair d'où Gaspard l'aide à s'enfuir, après avoir envoyé un colis piégé au commissariat pour les ralentir. Ils parviennent tous les deux à s'enfuir de l'hôpital et récupèrent l'argent obtenu par Gaspard au cours de plusieurs braquages commis avant l'évasion à la demande de Sacha. Gaspard finit cependant par comprendre que son père l'a manipulé dans le seul but de s'enfuir et décide donc de se rendre à la police. Sacha poursuit alors sa cavale seul, n'hésitant pas à éliminer tous ceux se mettant sur sa route. Après quelques semaines de course-poursuite avec la police, il est enfin arrêté par Martin Constant après avoir pris Lisa Hassan en otage. Sacha est alors renvoyé en prison, mais placé cette fois dans un quartier de haute sécurité. En septembre 2024, il parvient une nouvelle fois à s'évader, accompagné de Benoît Letellier et Robin Bellanger. Ils prennent plusieurs personnes en otages pour financer leur cavale, et Sacha n'hésite pas à droguer mortellement Robin, après avoir découvert qu'il jouait double jeu pour les piéger. Alors que Benoît et lui parviennent à trouver une grosse somme d'argent cachée par un détenu rencontré en prison et dont ils avaient pris la fille et une de ses amies en otages pour lui mettre la pression, Benoît élimine Sacha, car celui-ci avait tenté d'éliminer ses enfants quelques années plus tôt, en faisant une cible pour Benoît, ce dernier ayant l'habitude de tuer les parents maltraitants.
- Solenne Girard
Interprétée par Artemisia Toussaint.
Présente dans la saison 4.
Fille de Sacha, sœur de Ben et nièce de Tristan. Depuis l'accident de voiture dans lequel sa mère est décédée, la jeune fille est en fauteuil roulant.
- Tina Girard
Interprétée par Caroline Bal.
Présente dans la saison 2.
Mère de Sacha et Tristan et grand-mère de Ben, Solenne, Océane et Gaspard. Elle a également eu une liaison avec Thomas Delcourt.
- Tristan Girard
Interprété par Mathieu Alexandre.
Présent depuis la saison 1.
Propriétaire du Spoon, avec son ex-compagne Gwen. Il est d'une nature affable, mais très maladroite. Il a été en couple avec Justine Salieri.
- Morgane Guého (née Alain Guého)
Interprétée par Marie Catrix.
Présente de la saison 2 à 6.
Infirmière au lycée Paul-Valéry. Elle est en couple avec Sandrine Lazzari. Elle a été incarcérée pour le meurtre de son frère Franck Guého. Elle vit désormais en Guadeloupe avec sa compagne, Sandrine et son beau-fils, Arthur.
- Gabriel Guého
Interprété par Arthur Legrand (saisons 2 à 3) et Martin Mille (depuis la saison 4).
Présent depuis la saison 2.
Fils de Morgane et de son ex, Lise. Il fait des études pour devenir avocat et est en stage au cabinet de Raphaëlle Perraud. Il est en couple avec Soraya Beddiar.
- Franck Guého (†)
Interprétée par Franck Sémonin.
Présent dans la saison 4.
Frère de Morgane et l'ex-fiancé de Anne-Marie Lazzari.
- Alma Guérin (†)
Interprétée par Camille De Pazzis
Présente de la saison 4 à 6.
Elle a été professeure d'anglais au lycée Paul-Valery puis Agnès-Varda. Elle a été en couple avec Samuel Chardeau. Elle est la mère d'Hadrien et la compagne de Benjamin Ventura. Elle meurt après l'agression à son domicile d'un tueur en série.

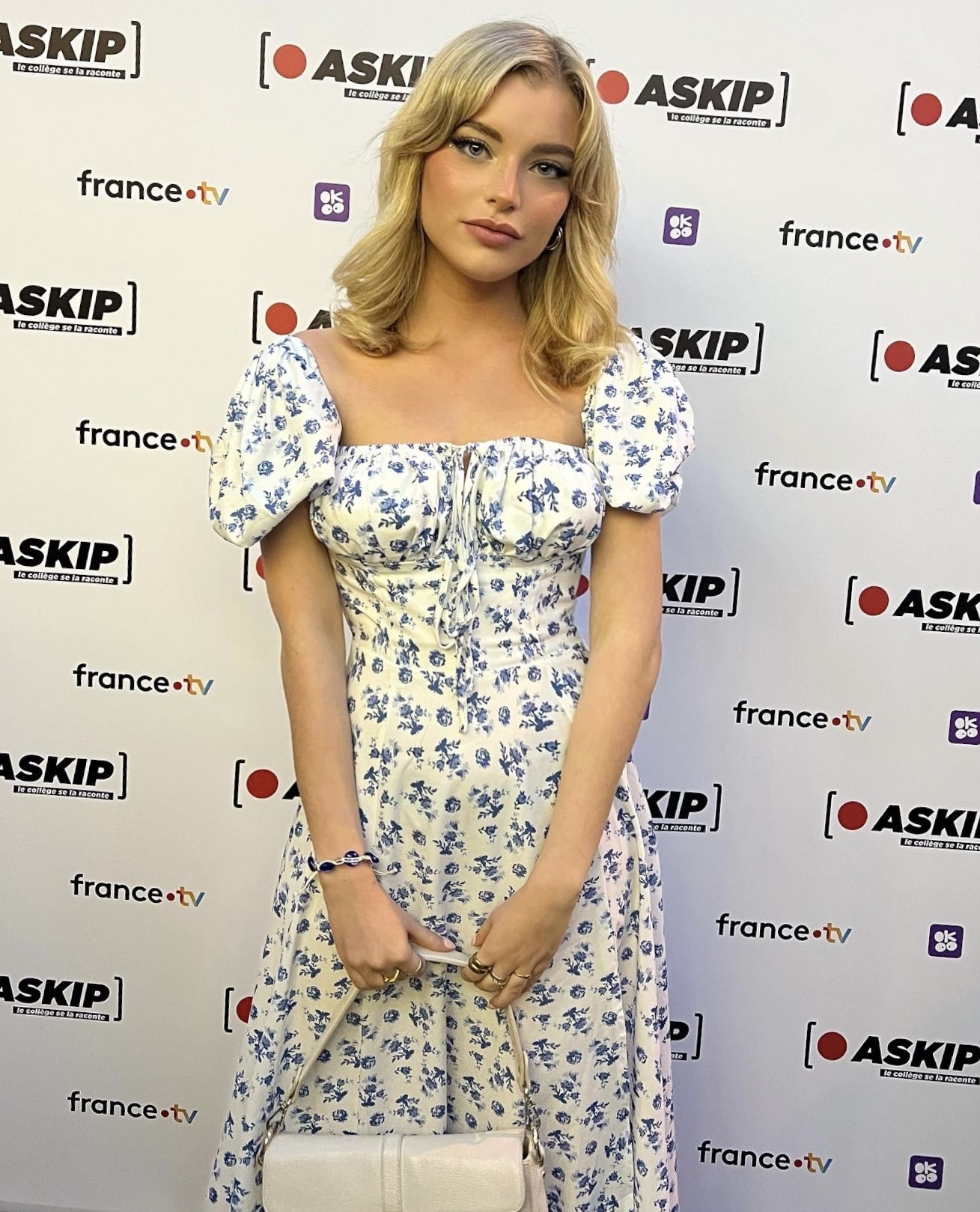
Artemisia Toussaint interprète de Solenne Girard
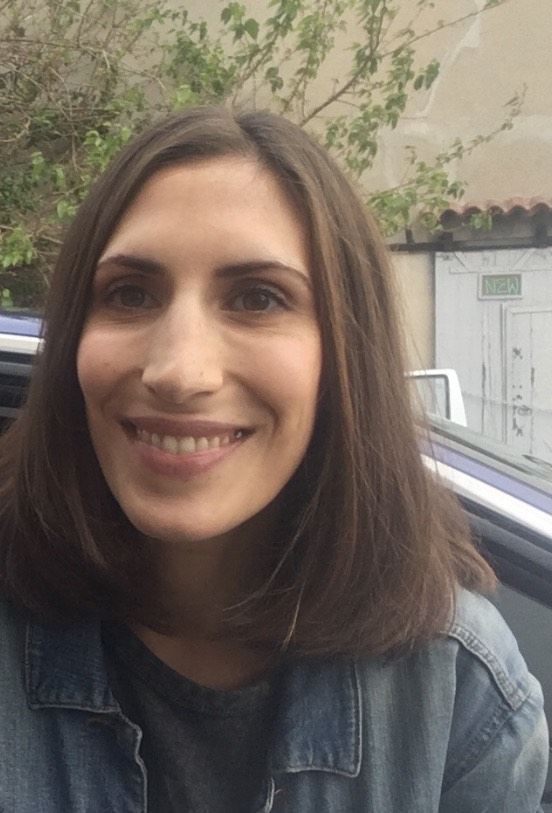
Marie Catrix interprète de Morgane Guého
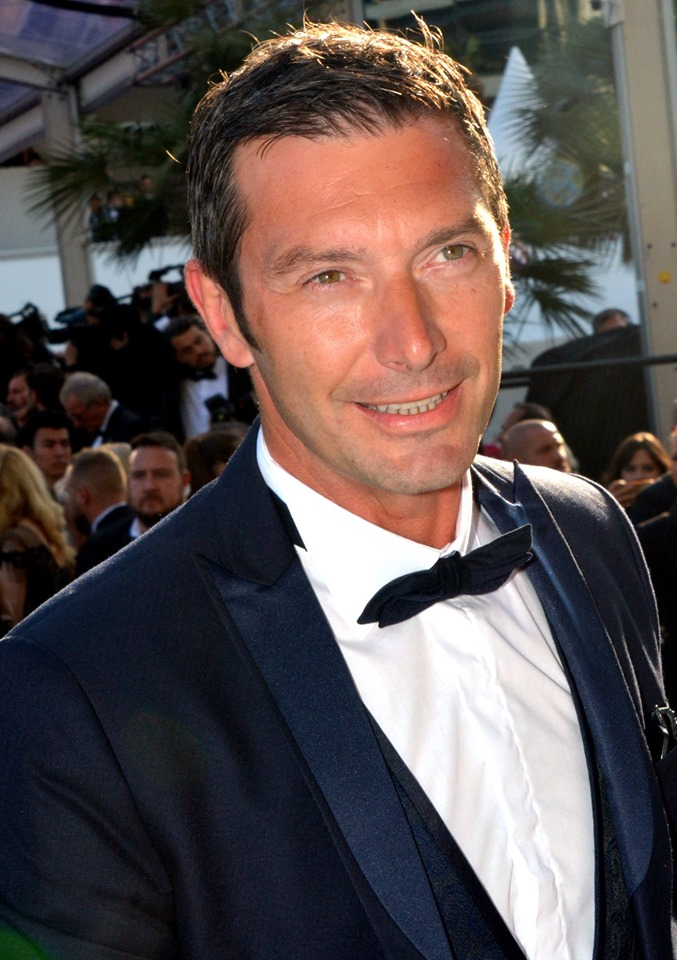
Franck Sémonin interprète de Franck Guého

### H
- Lisa Hassan
Interprétée par Naïma Rodric.
Présente de la saison 6 à 8.
Grande sœur de Amel et la petite-cousine de Victoire. Elle était enquêtrice de l'IGPN puis capitaine de police au commissariat de Sète. Elle était en couple avec Aaron Leclercq. Elle est partie vivre en Allemagne avec Amel.
- Amel Hassan
Interprétée par Maëlis Adalle.
Présente de la saison 6 à 8.
Petite-cousine de Victoire et la petite sœur de Lisa. Elle était en couple avec Adam Vernet. Elle est partie vivre en Allemagne pour ses études avec sa sœur.
- Cécile Hervieux
Interprétée par Dorothée Pousséo.
Présente dans la saison 7.
Elle est la nouvelle femme de Gilles.

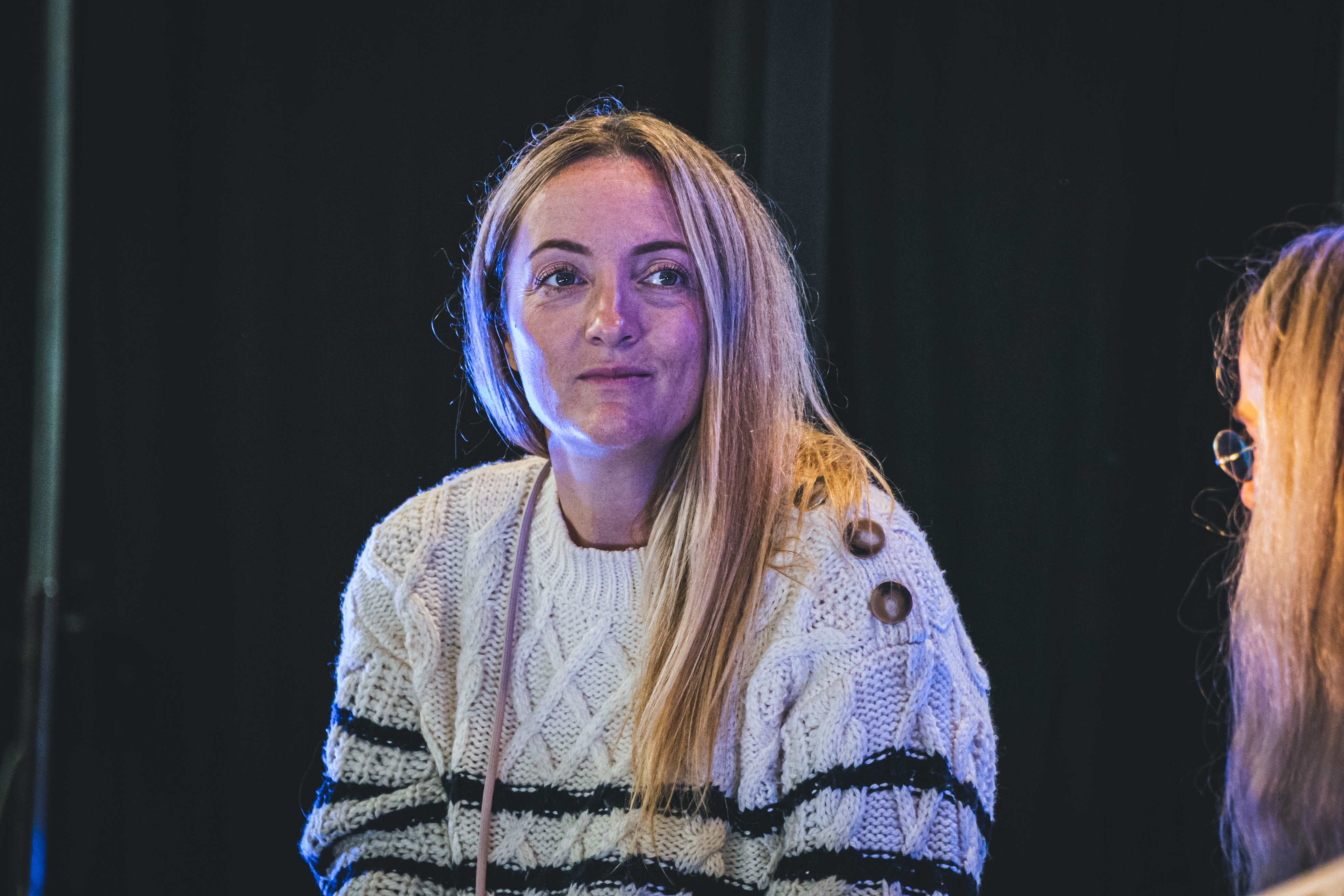
Dorothée Pousséo interprète de Cécile Hervieux

### J
- Aurore Jacob
Interprétée par Julie Debazac.
Présente depuis la saison 2.
Nouvelle OPJ du commissariat qui remplace Lucie, après que cette dernière ait donné sa démission. Elle est aussi l'épouse du Dr Daunier et la mère de Sofia et Manon. Elle demande le divorce avec William en 2024. Finalement, ils ne divorcent pas et se remettent ensemble début 2025 après qu'Aurore ait failli mourir.
- Charles Julliard
Interprété par Roberto Calvet.
Présent depuis la saison 7.
Fils de Phillippine et frère de Damien et Violette. Il a géré un hôtel en Grèce, jusqu'à ce qu'il prenne feu. Il a volé la cagnotte du défilé de son ex, Jessica Moreno.
- Damien Julliard
Interprété par Adrien Rob.
Présent depuis la saison 5.
Technicien de la PTS. Il est marié avec Audrey Roussel. Il retrouve sa sœur, Violette Raynaud, quatorze ans après, qui a été enlevée par Didier et Angélique Raynaud, afin de remplacer leur fille décédée. Quand Angélique et Didier vont en prison, Violette et Damien commencent à se rapprocher.
- Philippine Julliard (née Martin)
Interprétée par Patricia Thibault.
Présente depuis la saison 7.
Mère de Damien et Charles, ainsi que mère biologique de Violette Raynaud. Elle est l'associée de Victor Brunet au domaine viticole.

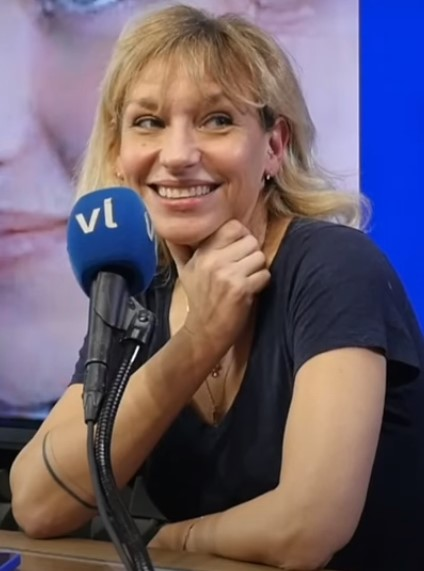
Julie Debazac interprète de Aurore Jacob

### K
- Louise Kersal (†)
Interprétée par Alexandra Naoum.
Présente de la saison 4 à 6.
Restauratrice dont le restaurant fait faillite durant le confinement, elle se joint à Bart pour reprendre le Little Spoon. Elle meurt le jour de son mariage avec Bart, empoisonnée par Vanessa Lehman.
- Laura Kléber
Interprétée par Laura Dary.
Présente de la saison 3 à 4.
Fille de Christelle, demi-sœur de Dylan, Betty et Jessica et belle-fille de Sylvain.
- Bastien Kovac
Interprété par Nicolas Jacquens
Présent depuis la saison 7.
Fils de John Kovac et le meilleur ami de Violette, qui l'heberge après la mort de son père.
- John Kovac (†)
Interprété par Jean-Michel Péril
Présent dans la saison 7.
Père de Bastien. Il est tué par Igor Belinski après que ce dernier ait découvert la liaison de sa femme avec lui.

### L
- Aurélien Lanon
Interprété par Christophe Bedes.
Présent de la saison 4 à 5.
Fils de Louise et de Gary Lanon et frère de Mathilde.
- Gary Lanon
Interprété par Frederik Hamel.
Présent de la saison 4 à 5.
Ex-mari de Louise et le père de Mathilde et Aurélien.
- Mathilde Lanon
Interprétée par Maria Bernal.
Présente de la saison 4 à 6.
Fille de Louise et Gary Lanon et sœur d’Aurélien. Elle a été élève au lycée Paul-Valéry. Elle est en prison pour avoir tenté de tuer Vanessa Lehman, la meurtrière de sa mère.
- Anne-Marie Lazzari
Interprétée par Véronique Jannot.
Présente de la saison 2 à 5.
Femme de Philippe Lazzari, ainsi que la mère de Sandrine et la grand-mère de Victoire, Lucas et Arthur.
- Arthur Lazzari-Moiret
Interprété par Jean-Baptiste Lamour (saisons 1 à 2) puis Théo Cosset (saisons 2 à 5).
Présent de la saison 1 à 5.
Fils de Sandrine et Laurence, conçu par insémination artificielle[15]. Il est aussi le demi-frère de Victoire et Lucas. Il a été en couple avec Sofia Daunier-Jacob. Il vit, désormais, en Guadeloupe avec sa mère, Sandrine et sa belle-mère, Morgane.
- Lucas Lazzari-Moiret
Interprété par Valentin du Peuty.
Présent de la saison 1 à 2.
Fils de Sandrine, qu'elle a eu avant sa relation avec Laurence, avec Joaquim Dulac. Il est aussi le demi-frère d'Arthur et de Victoire. Pendant le Jeu de l'Ange, il a une brève relation avec Sara Raynaud[15]. En janvier 2019, il part en pensionnat pour éviter de subir les tensions entre ses deux mères, à la suite de la libération de Laurence.
- Philippe Lazzari (†)
Interprété par Bernard Ménez.
Présent dans la saison 3.
Mari d'Anne-Marie Lazzari, père de Sandrine, ainsi que le grand-père de Victoire, Lucas et Arthur. Ambassadeur de France au Japon, il débarque à Sète avec sa femme dans le but de vendre leur propriété familiale.
- Sandrine Lazzari
Interprétée par Juliette Tresanini.
Présente de la saison 1 à 6.
CPE puis proviseur au lycée Paul-Valéry et meilleure amie de Chloé. Elle est l'ex-femme de Laurence Moiret, la mère biologique de leurs fils Lucas et Arthur, ainsi que la mère de Victoire[1],[2]. Elle est en couple avec Morgane Guého. Elle vit, désormais, en Guadeloupe avec sa compagne, Morgane et son fils, Arthur.
- Victoire Lazzari
Interprétée par Solène Hébert.
Présente depuis la saison 1.
Fille de Sandrine Lazzari et Guillaume Delcourt, demi-sœur d'Arthur et Lucas. Elle a été en couple avec Georges Caron et Samuel Chardeau. Elle est médecin-chirurgien à l'hôpital Saint-Clair.
- Alain Lehaut
Interprété par Christian Vadim.
Présent depuis la saison 6.
Père de François Lehaut et grand-père d'Adam Vernet.
- François Lehaut
Interprétée par Emmanuel Moire.
Présent depuis la saison 5.
Professeur de français au lycée Agnès Varda. Il est le père de Adam et le mari de Soizic Vernet.
- Angie Lopez-Diallo
Interprétée par Louise Marion.
Présente dans la saison 5.
Elève au Lycée Agnès Varda, elle est la fille de Irène et Cédric, la sœur de Jahia et Lilian et l'ex petite amie de Nathan Paoletti.
- Irène Lopez-Diallo
Interprété par Thaïs Kirby.
Présente dans la saison 5.
Nouvelle CPE du Lycée Agnès Varda, l'ex-femme de Cédric et la mère de Jahia, Angie et Lilian.
- Jahia Lopez-Diallo
Interprétée par Nastasia Caruge.
Présente dans la saison 5.
Fille de Cédric et Irène, sœur de Angie et Lilian et l'ex petite amie de Jordan Roussel
- Lilian Lopez-Diallo
Interprété par Sylvain Le Gall.
Présent dans la saison 5.
Fils de Cédric et Irène et frère de Angie et Jahia.
- Diego Lutti
Interprété par Enzo Rose
Présent depuis la saison 6.
Demi-frère de Stéphane Jorda, depuis le décès de son père, il vit chez Chloé Delcourt.

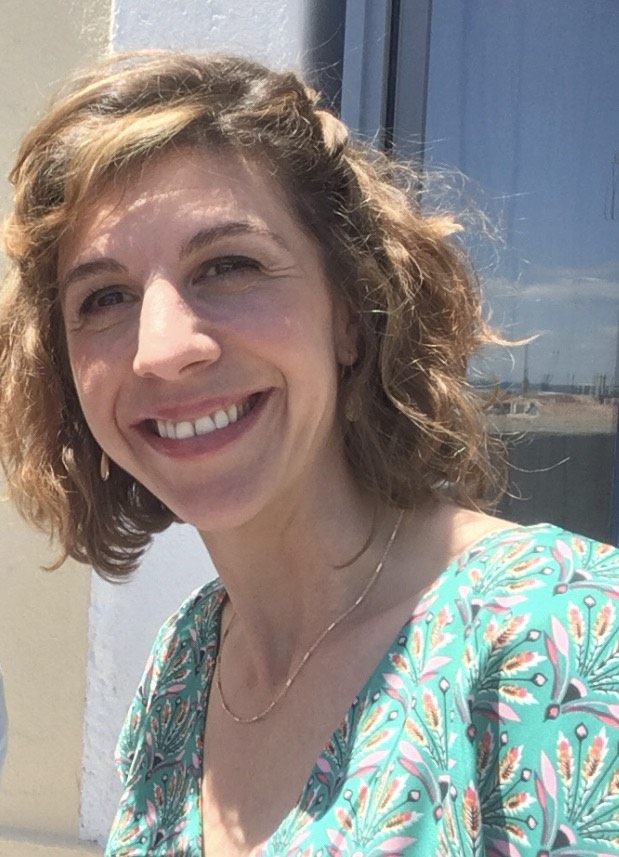
Juliette Tresanini interprète de Sandrine Lazzari
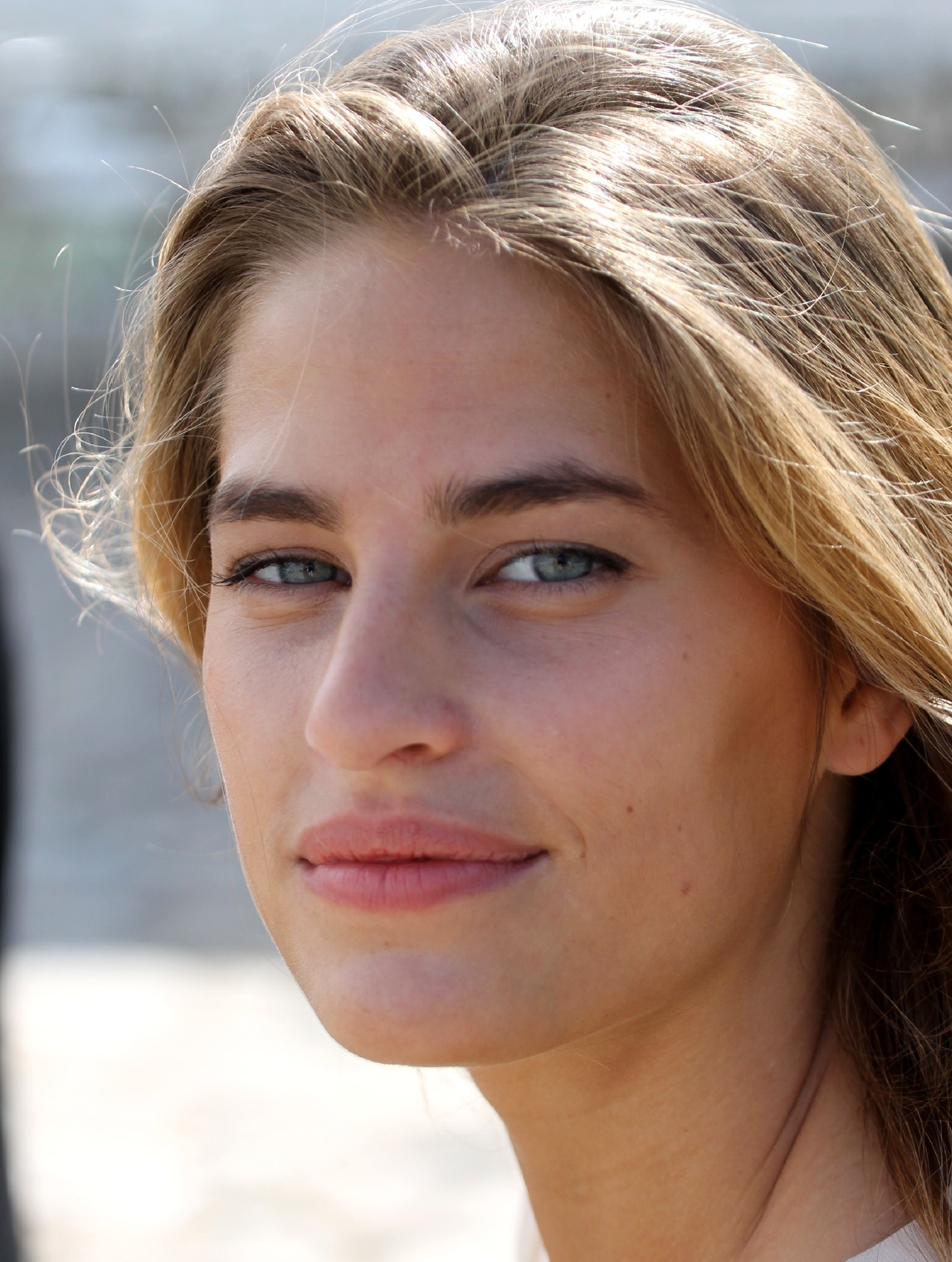
Solène Hébert interprète de Victoire Lazzari
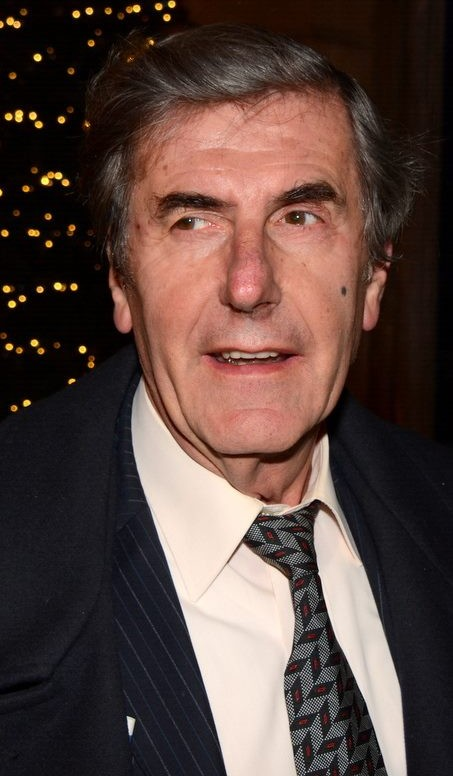
Bernard Ménez interprète de Philippe Lazzari
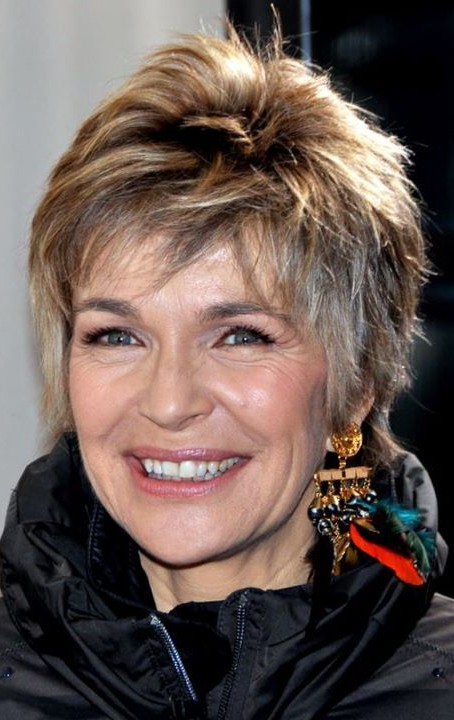
Véronique Jannot interprète d'Anne-Marie Lazzari
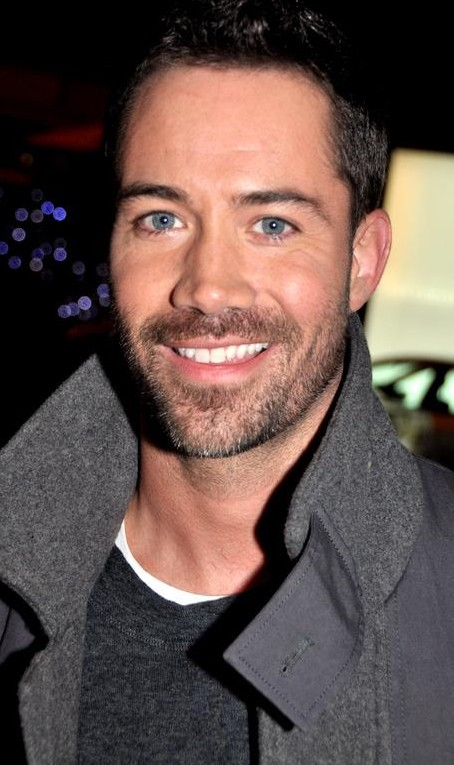
Emmanuel Moire interprète de François Lehaut
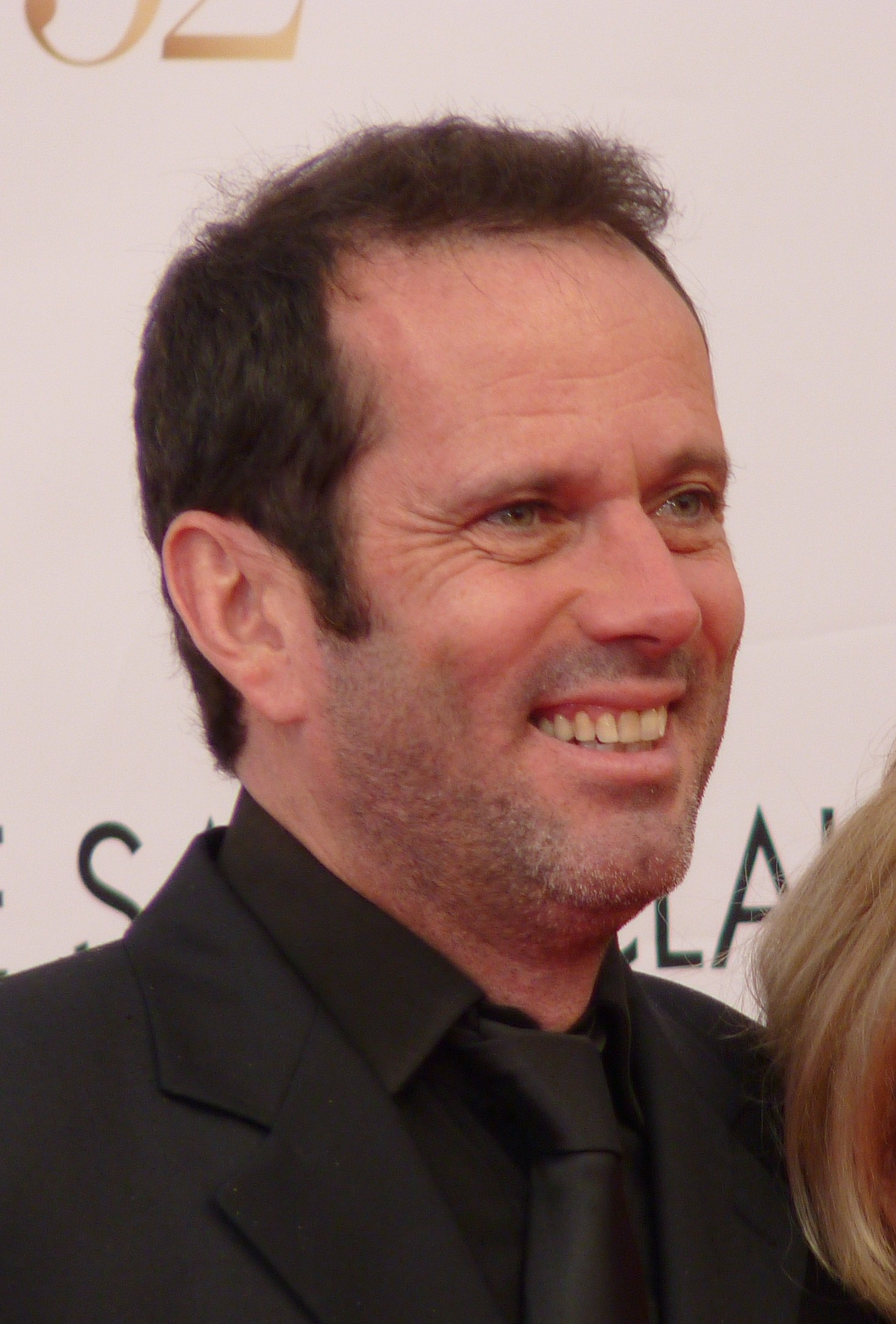
Christian Vadim interprète de Alain Lehaut

### M
- Elsa Massari
Interprétée par Bertille Boros-Turquin
Présente de la saison 5 à 6.
Elève en Prépa et elle est l'ex-petite-amie de Timothée Brunet.
- Camille Meffre
Interprétée par Elisa Ezzadine.
Présente depuis la saison 4.
Fille de Xavier et Raphaëlle, sœur de Maud et ex petite copine de Dorian Curtis. Camille est une influenceuse.
- Maud Meffre
Interprétée par Sixtine Dutheil.
Présente depuis la saison 4.
Fille de Xavier et Raphaëlle et sœur de Camille. Elle est en couple avec Diego Lutti
- Xavier Meffre
Interprété par Charles Lelaure.
Présent dans les saisons 4, 5 et 8.
Ami d'enfance de Chloé. Il a 2 filles Maud et Camille, il est divorcé de Raphaëlle. C'est l'ex-compagnon de Chloé. Il était procureur à Sète.
- Laurence Moiret
Interprétée par Charlotte Valandrey (†).
Présente de la saison 1 à 3.
Juge d'instruction. Elle est l'ex-femme de Sandrine Lazzari, elle vit mal le fait de n'avoir aucun lien biologique avec leurs fils Lucas et Arthur, qui la surnomment « Malo »[1],[2].
- Arnaud Molina (†)
Interprété par Robert Plagnol.
Présent dans les saisons 2, 3 et 5[16].
Père de Charlie Molina et Luke Molina, fiancée à Flore Vallorta. Il a été tué par le fils de sa fiancée, Bart.
- Charlie Molina
Interprétée par Clémence Lassalas.
Présente de la saison 2 à 8.
Fille de Arnaud Molina et sœur de Luke. Elle arrive de New York avec son père et semble avoir sympathisé avec Bart. À la mort de son père, elle et son frère sont placés chez la famille Moreno. Elle était en couple avec François Lehaut avant de partir ouvrir son restaurant au Canada.
- Luke Molina
Interprété par Martin Daquin.
Présent de la saison 2 à 4.
Fils de Arnaud et Pauline Molina, et frère de Charlie. Il débarque de New York avec sa mère et sa sœur à la grande surprise de son père.
- Pauline Molina
Interprétée par Samantha Rénier.
Présente de saison 2 à 3.
Ex-femme d'Arnaud Molina, et mère de Charlie et Luke. Elle débarque avec ses deux enfants à Sète, à la grande surprise de son mari.
- Betty Moreno
Interprétée par Lou Jean.
Présente de la saison 1 à 5.
Fille cadette de Christelle et Sylvain, et sœur de Dylan et Jessica. Plus douée que ses frère et sœurs pour les études, elle rêve d'une carrière de chanteuse.
- Christelle Moreno
Interprétée par Ariane Séguillon.
Présente depuis la saison 1.
Secrétaire à la mairie de Sète, puis assistante sociale à l'hôpital Saint-Clair. Mariée à Sylvain, elle est la mère des jumeaux Dylan et Jessica, de Betty et Laura et également la tutrice légale de Charlie et Luke Molina. Elle et Sylvain deviennent riches après avoir vendu un lingot volé.
- Dylan Moreno
Interprété par Joaquim Fossi[17]. 
Présent dans les saisons 1 à 3 et 5.
Fils de Christelle et de Sylvain, et le frère jumeau de Jessica et le frère de Betty, le mari de Jenny.
- Jessica Moreno
Interprétée par Garance Teillet.
Présente dans les saisons 1 à 3, 5 et 7.
Fille aînée de Christelle et Sylvain, sœur jumelle de Dylan et sœur de Betty. Elle est styliste à Paris.
- Roch Moreno
Interprété par Pascal Casanova.
Présent dans la saison 1.
Ancien pêcheur à la retraite. Père de Sylvain, il vit avec sa famille dans leur appartement[1],[2].
- Sylvain Moreno
Interprété par Arnaud Henriet.
Présent depuis la saison 1.
Manutentionnaire, avant de créer sa propre entreprise de petits travaux. Il est le mari de Christelle et le père de Dylan, Jessica et Betty[1], le beau-père de Laura et le tuteur légal de Charlie et Luke Molina. Lui et Christelle deviennent riches après avoir vendu un lingot volé.
- Antoine Myriel (né Milo Calvini)
Interprété par Frédéric Diefenthal.
Présent de la saison 3 à 4.
Ancien proviseur adjoint du lycée Paul-Valéry, l'époux de Valérie et le père adoptif de Souleymane Myriel. Il était en couple avec Rose Latour et vivent en Camargue où il est directeur adjoint de l'institut Auguste Armand.
- Souleymane Myriel
Interprété par Dembo Camilo.
Présent de la saison 3 à 4.
Fils adoptif de Antoine et Valérie Myriel. Il est originaire d'Haïti. Il est en deuxième année à l'institut Auguste Armand.
- Valérie Myriel
Interprétée par Élisa Sergent.
Présente dans la saison 3.
Ex-épouse d'Antoine, le nouveau proviseur adjoint du lycée Paul-Valéry et la mère adoptive de Souleymane Myriel. Elle disparait en mer avant de finalement être retrouvée.

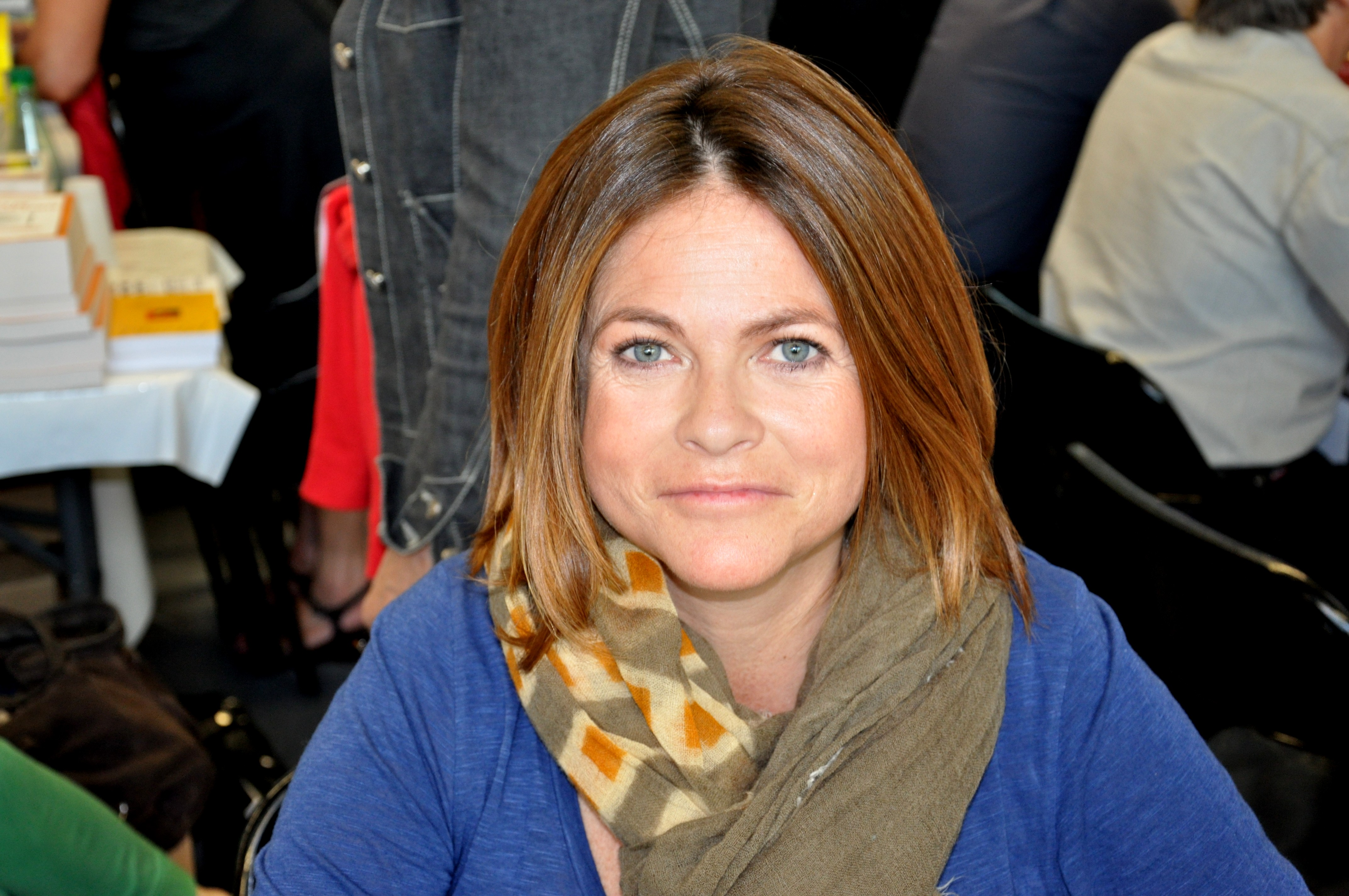
Charlotte Valandrey interprète de Laurence Moiret
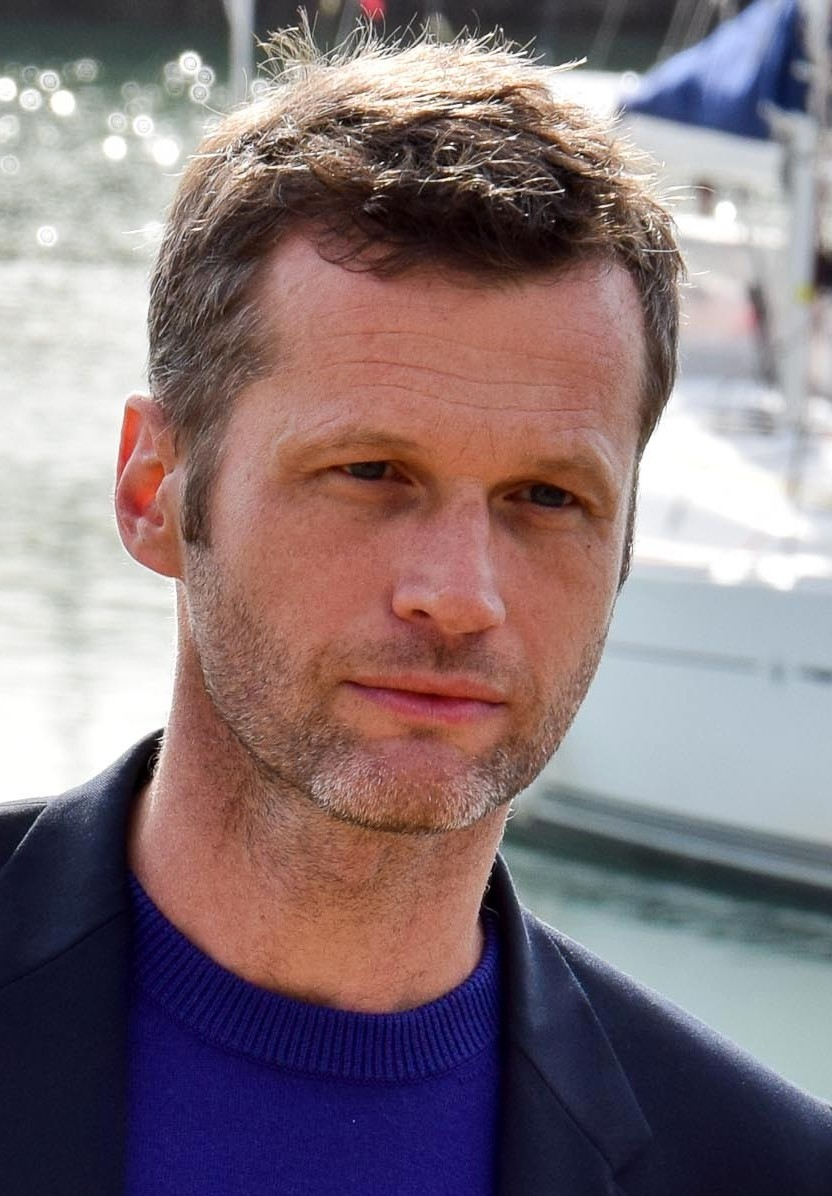
Robert Plagnol interprète de Arnaud Molina
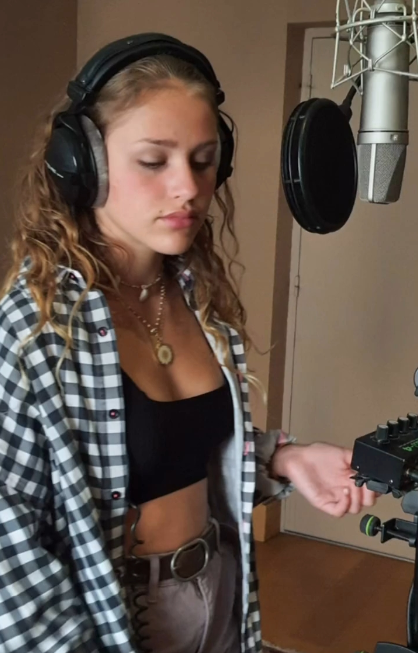
Lou Jean interprète de Betty Moreno
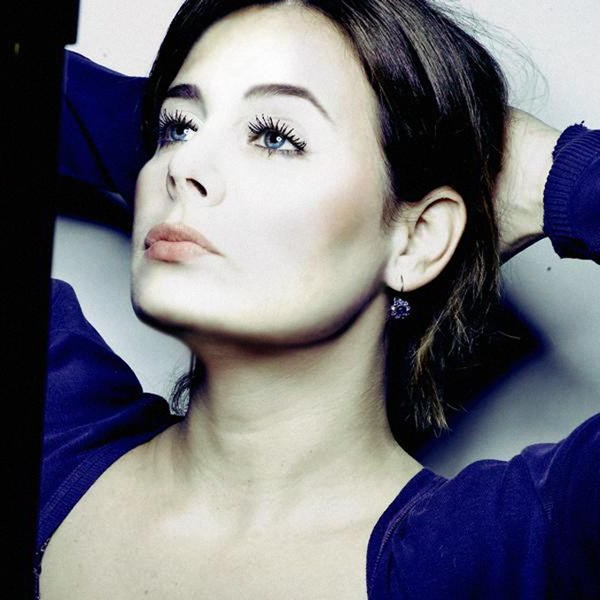
Ariane Séguillon interprète de Christelle Moreno
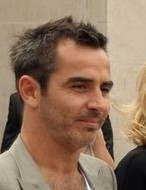
Arnaud Henriet interprète de Sylvain Moreno
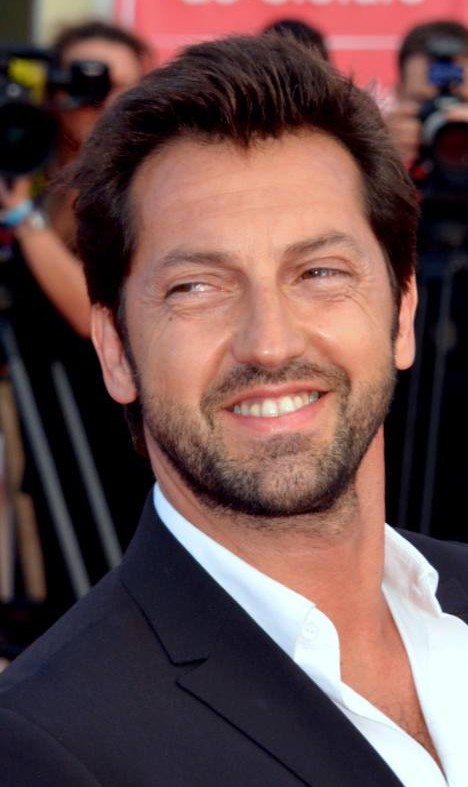
Frédéric Diefenthal interprète de Antoine Myriel

### P
- Lise Palin
Interprétée par Sarah Gianc.
Présente dans les saisons 2 et 4
 Ex-femme de Morgane Guého et mère de Gabriel. Elle a été CPE au lycée Paul-Valéry.
- Nathan Paoletti
Interprété par Adrien Gabeulet.
Présent dans les saisons 4 à 8.
Commis ainsi que meilleur ami de Mona Caron. Il est également le fils de Bruno Paoletti et le demi-frère de Julie Colombier. Il gérait le Little Spoon avec sa petite-amie Valentine Ribeiro. Il est parti au Canada pour rejoindra son amie Charlie et devenir son associé dans son projet de restaurant.
- Bruno Paoletti
Interprété par Kevin Levy
Présent depuis la saison 6.
Père alcoolique de Julie et Nathan.
- Raphaëlle Perraud
Interprétée par Jennifer Lauret.
Présente depuis la saison 5.
Fille de Sébastien et Rebecca, mère de Maud et Camille, ex-femme de Xavier. Elle est avocate associée avec Soraya Beddiar. Elle est en couple avec Martin Constant.
- Sébastien Perraud
Interprété par Xavier Deluc.
Présent depuis la saison 5.
Père de Raphaëlle et ex-mari de Rebecca ainsi que grand-père de Camille et Maud. Il est procureur à Sète.
- Mélody Plasse
Interprétée par Nelly Lawson
Présente depuis la saison 7.
Professeur d'EPS au lycée Georges Brassens, elle a été sauvée par Georges lors de l'effondrement du lycée Agnès-Verda. En couple avec Georges et mère biologique de Bastien.

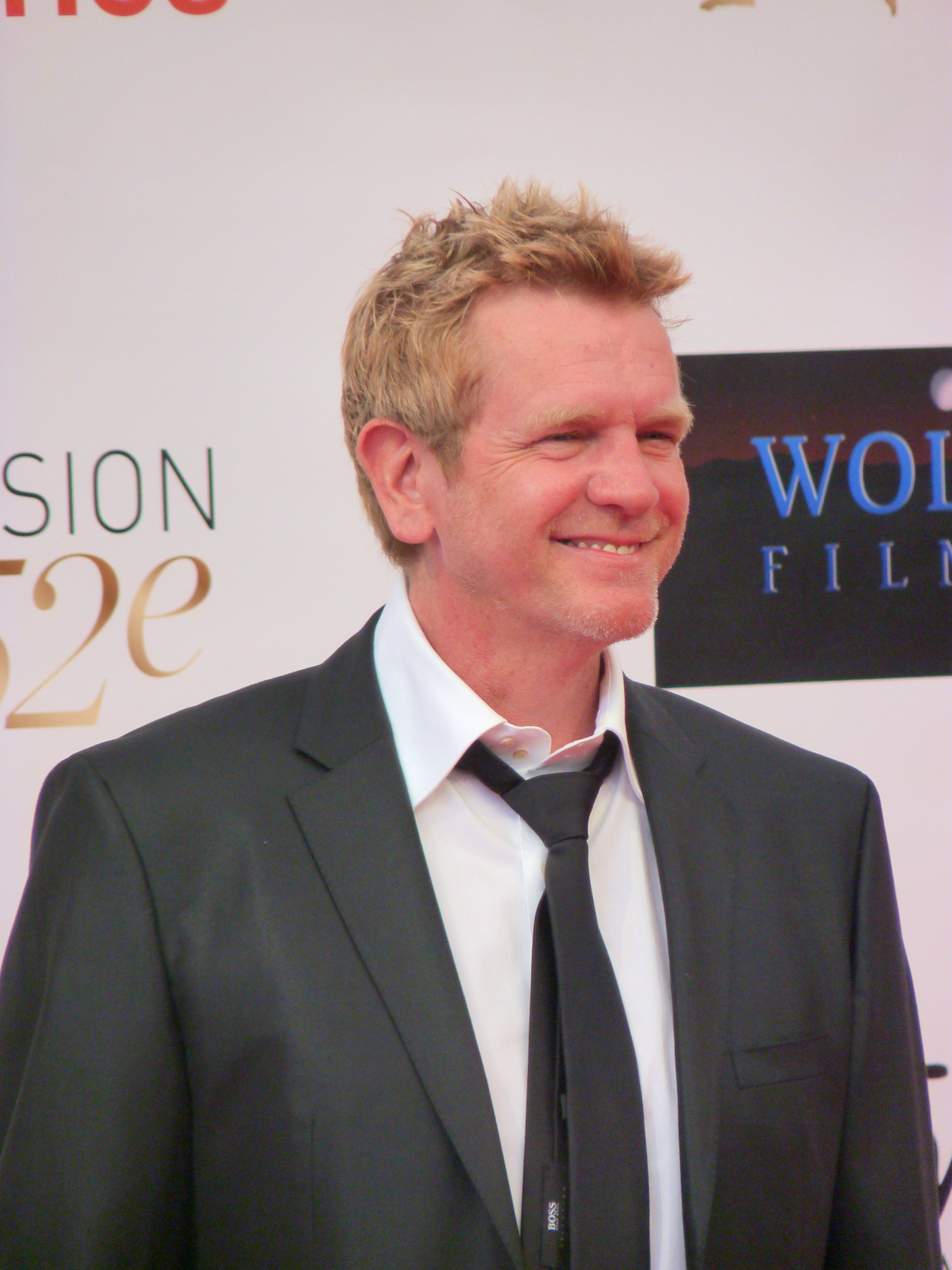
Xavier Deluc interprète de Sébastien Perraud

### R
- Angélique Raynaud
Interprétée par Laëtitia Milot.
Présente dans la saison 6.
Belle-sœur de Guy, femme de Didier et mère adoptive de Violette. Elle et son mari ont enlevé Violette afin de remplacer leur fille décédée.
- Béatrice Raynaud
Interprétée par Sophie Michard.
Présente dans les saisons 1, 2, 5 et 6.
Directrice et gérante de l'hôtel Le Colombier jusqu'à son incendie. Elle est l'ex-femme de Guy Raynaud et la mère de Sarah Raynaud.
- Didier Raynaud
Interprété par Jérôme Fonlupt.
Présent dans la saison 6.
Frère de Guy, mari d'Angélique et père adoptif de Violette. Lui et sa femme ont enlevé Violette afin de remplacer leur fille décédée.
- Guy Raynaud (†)
Interprété par Laurent Mouton.
Présent dans la saison 1.
Ex-mari de Béatrice, qu'il battait. Il est aussi le père de Sarah.
- Sarah Raynaud
Interprétée par Camille Génau.
Présente depuis la saison 1.
Fille de Béatrice et Guy. Elle est lieutenant au commissariat de Sète. Elle est en couple avec Roxane Thiemen. Elles sont les parents d'Enora conçue grâce à Bart Vallorta.
- Violette Raynaud (née Alice Julliard)
Interprétée par Salomé Benitha.
Présente depuis la saison 6.
Fille d'Angélique et Didier et la cousine de Sarah bien qu'elle n'ait que peu de souvenir d'elle. C'est en fait Alice Julliard, la sœur de Damien Julliard. Elle est en couple avec Jordan Roussel.
- Valentine Ribeiro
Interprétée par Octavie Durand.
Présente depuis la saison 7.
Ancienne employé de Myriam Becker. Elle était en couple avec Nathan Paoletti avec qui elle s'occupait du Little Spoon avant son départ pour le Canada. Aujourd'hui elle est la gérante seule.
- Margot Robert
Interprétée par Marysole Fertard
Présente de la saison 1 à 3.
Fille de Thierry Robert et la mère de César. D'abord contrainte d'habiter avec ses grands-parents, elle est par la suite placée sous la responsabilité de Karim.
- Audrey Roussel
Interprétée par Charlotte Gaccio.
Présente depuis la saison 5.
Mère de Jordan, Jack et Lizzie et tutrice légale de son neveu Léo. Elle travaille au Spoon et est mariée avec Damien Julliard.
- Jordan Roussel
Interprété par Maxime Lelue.
Présent depuis la saison 5.
Fils ainé d'Audrey, demi-frère de Lizzie et Jack et cousin de Léo. Il s’est séparé de Judith Delcourt et actuellement en couple avec Violette Raynaud.
- Léo Roussel
Interprété par Paco Blanco.
Présent depuis la saison 5.
Fils d'Eve et Stanislas Beaumont, neveu d'Audrey et cousin de Jack, Lizzie et Jordan.

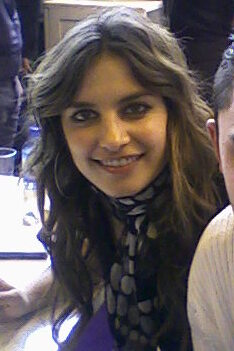
Laëtitia Milot interprète de Angélique Raynaud
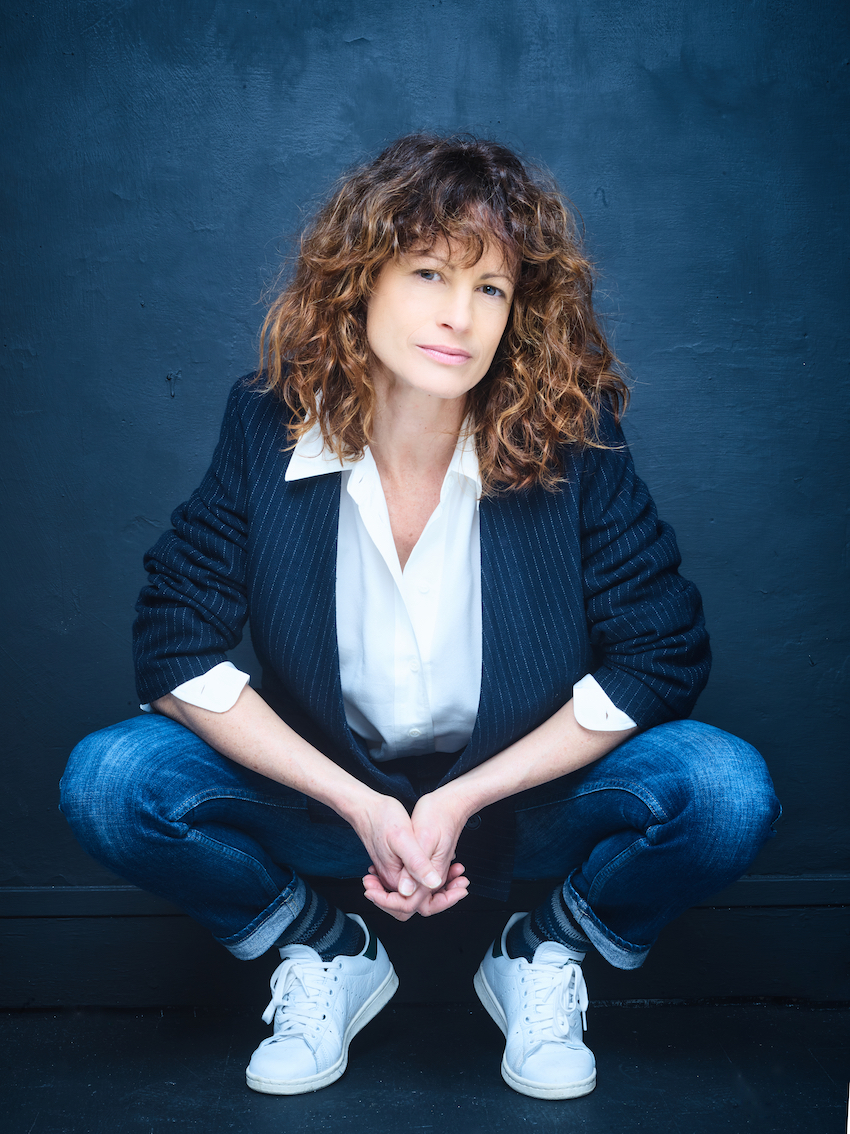
Sophie Michard interprète de Béatrice Raynaud
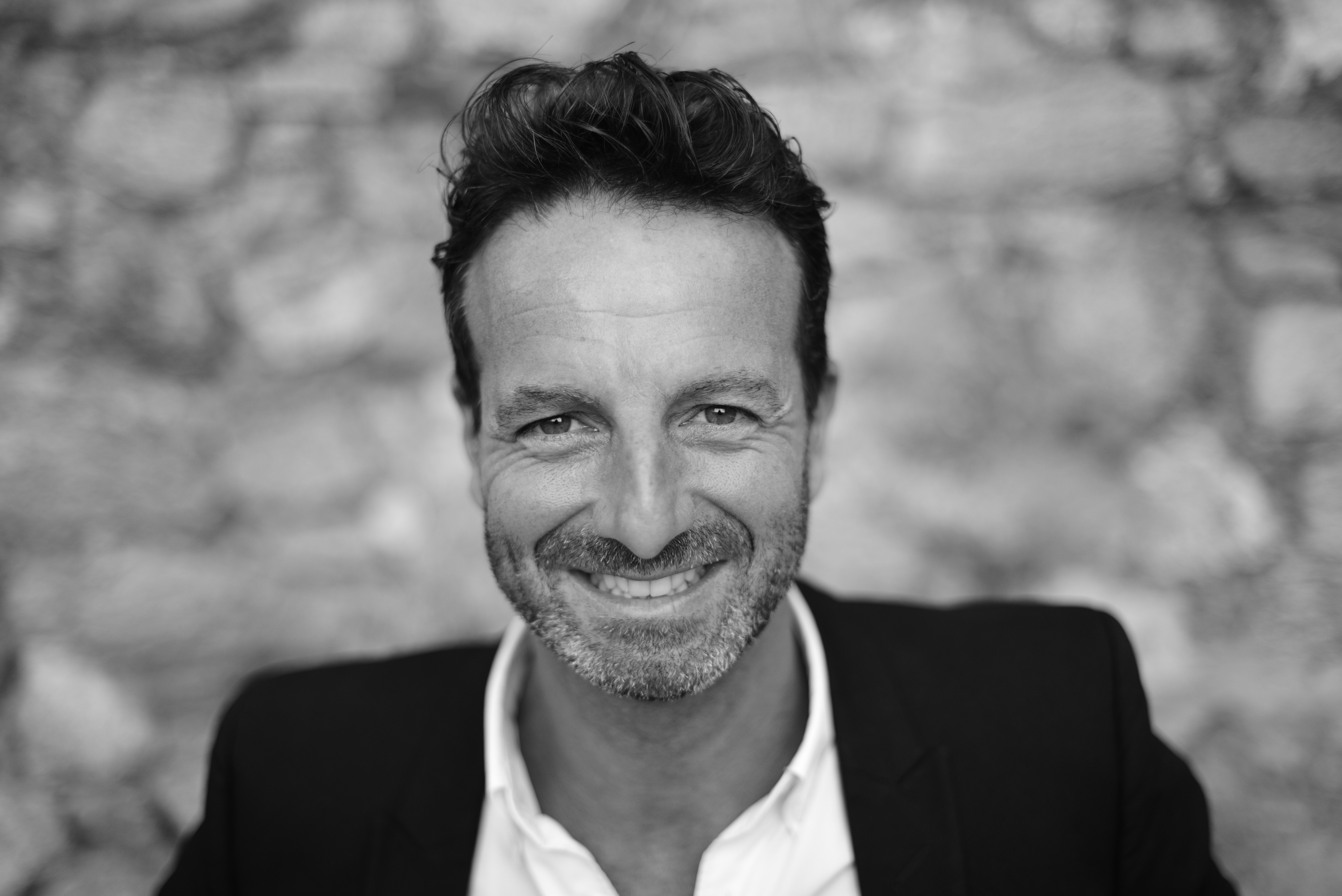
Laurent Mouton interprète de Guy Raynaud
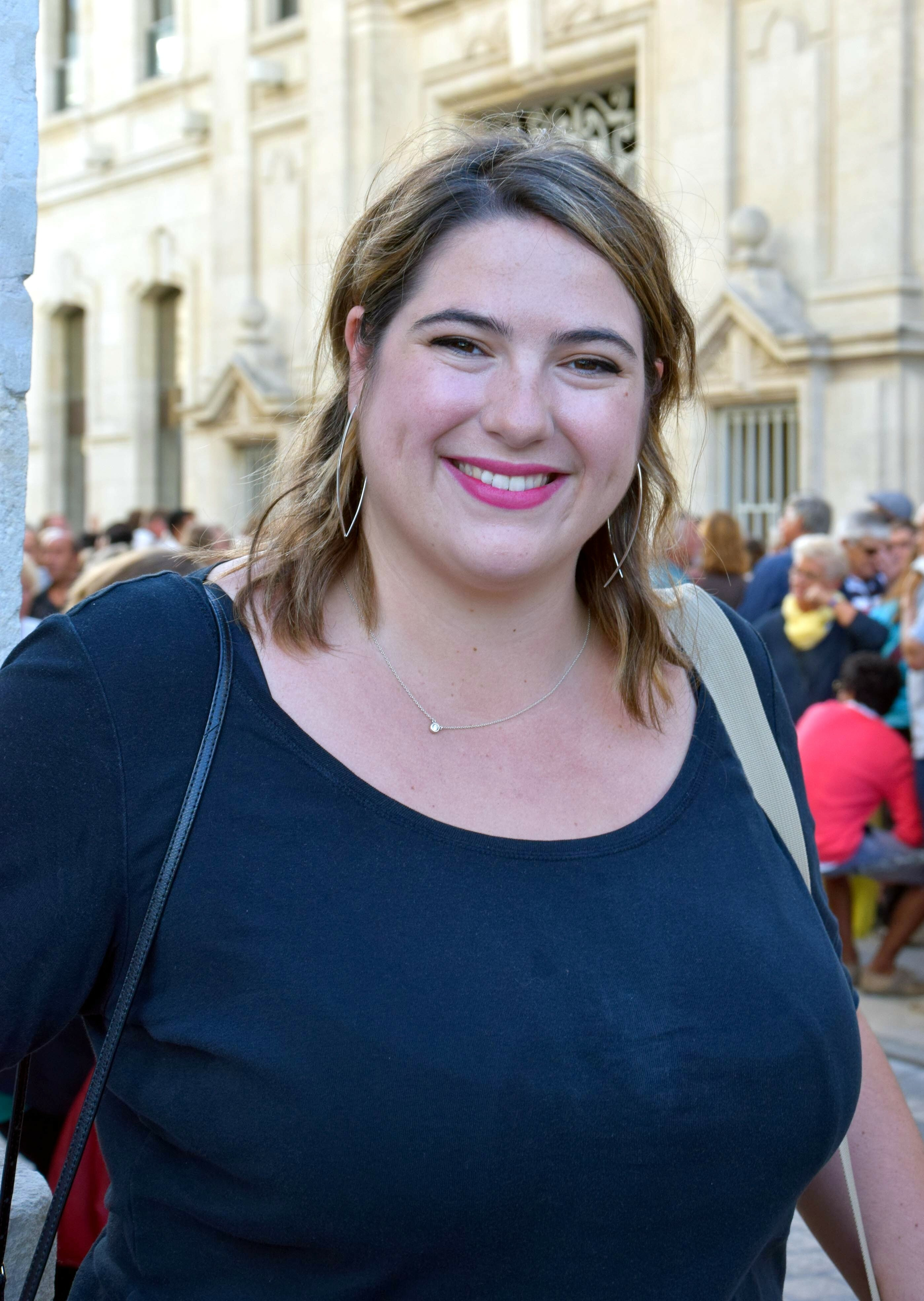
Charlotte Gaccio interprète de Audrey Roussel

### S
- Karim Saeed
Interprété par Samy Gharbi.
Présent depuis la saison 1.
Capitaine de police et père de Nina. Il est l'ex-mari de Lou Clément et ex-petit-ami d'Anna Delcourt et Romy Saeed. Il découvre qu'il est le père de son neveu Rayane.
- Malik Saeed (puis Ben Allal) (†)
Interprété par Mhamed Arezki.
Présent dans les saisons 6 et 8.
Ex-mari de Romy, frère de Karim et père adoptif de Rayane. Il est assassiné par Victor Brunet alors qu'il s'apprêtait à kidnapper son épouse.
- Nina Saeed
Interprétée par Tiana Antinori-Persegol (épisodes 1 à 541) puis Lana Fernández (épisodes 248 à 461) et Gina Dimaria (épisodes 613-986).
Présente de la saison 1 à 4.
Fille de Karim et Lou Clément.
- Rayane Saeed
Interprété par Sasha Birdy.
Présent depuis la saison 6.
Fils de Malik et Romy. Il est le fils biologique de (son oncle) Karim. Il est en couple avec Jack Roussel.
- Romy Saeed
Interprétée par Dounia Coesens
Présente depuis la saison 6.
Ex-femme de Malik, mère de Rayane et l'ex-petite-amie de Karim.
- Lucie Salducci
Interprétée par Lorie Pester
Présente dans les saisons 1 à 2 et 4[18].
Lieutenant de police et l'adjointe de Karim Saeed. Mariée à 19 ans, elle divorce quelques années plus tard. Elle est présumée morte après une tentative de suicide avec son mari, Marc Véry qui lui meurt.
- Coline Salieri
Interprétée par Siobhan Lacroix.
Présente de la saison 3 à 4.
Fille de Justine et petite-fille de Françoise.
- Françoise Salieri
Interprétée par Christiane Ludot.
Présente dans la saison 3.
Mère de Justine et grand-mère de Coline.
- Justine Salieri
Interprétée par Zoé Dounovetz (saison 1) puis Laura Mathieu(saisons 2 à 4)
Présente de la saison 1 à 4.
Une jeune prostituée auprès de qui Bart Vallorta prend des conseils afin que sa petite amie Sara soit satisfaite au lit. Elle est l'ex-petite-amie de Tristan Girard et la mère de Colline

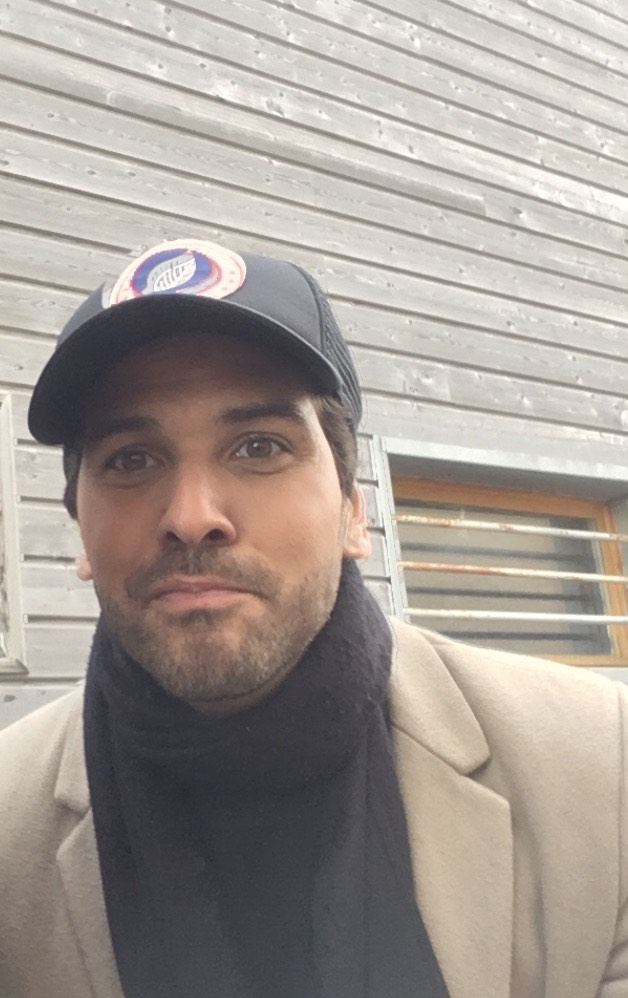
Samy Gharbi interprète de Karim Saeed
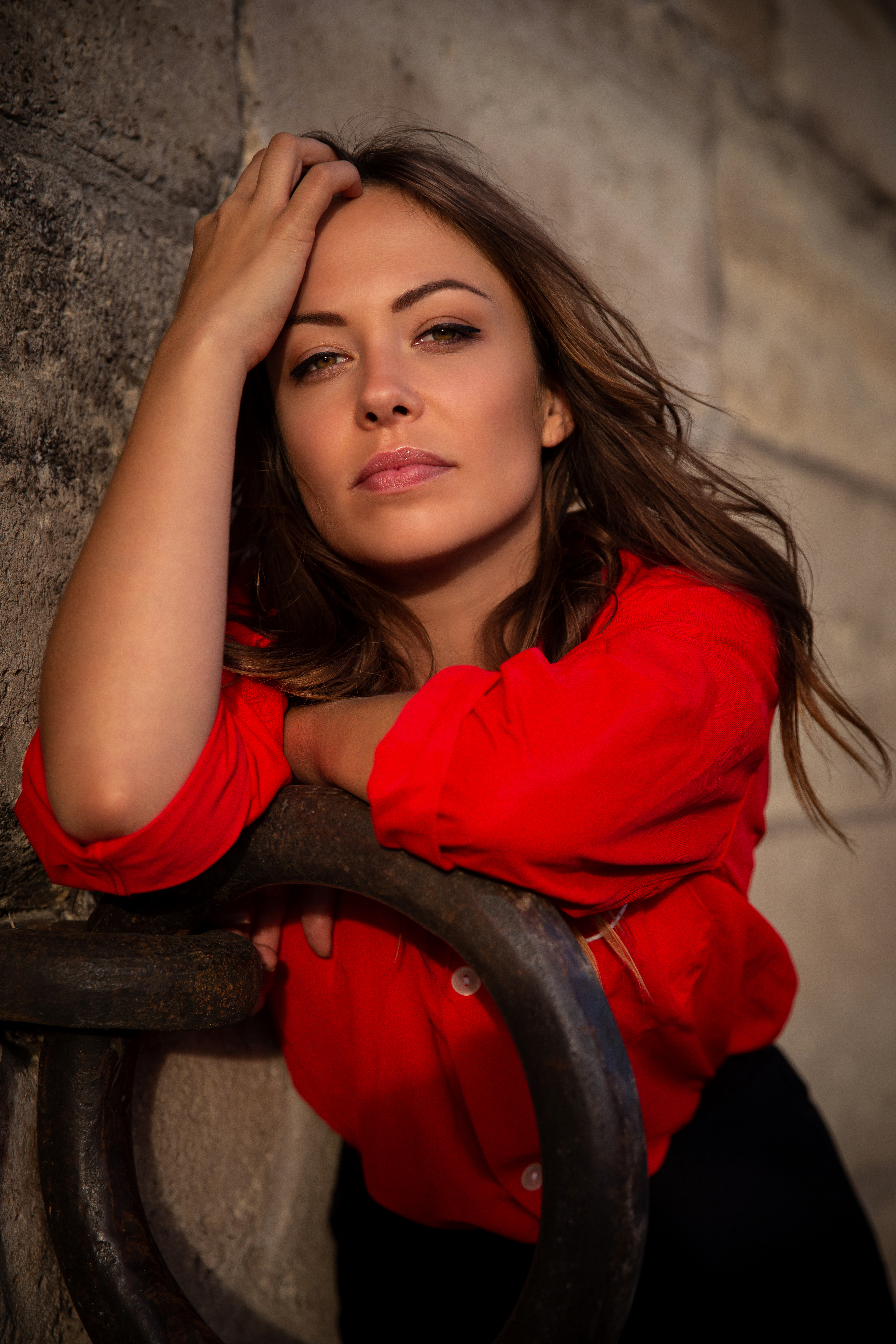
Dounia Coesens interprète de Romy Saeed
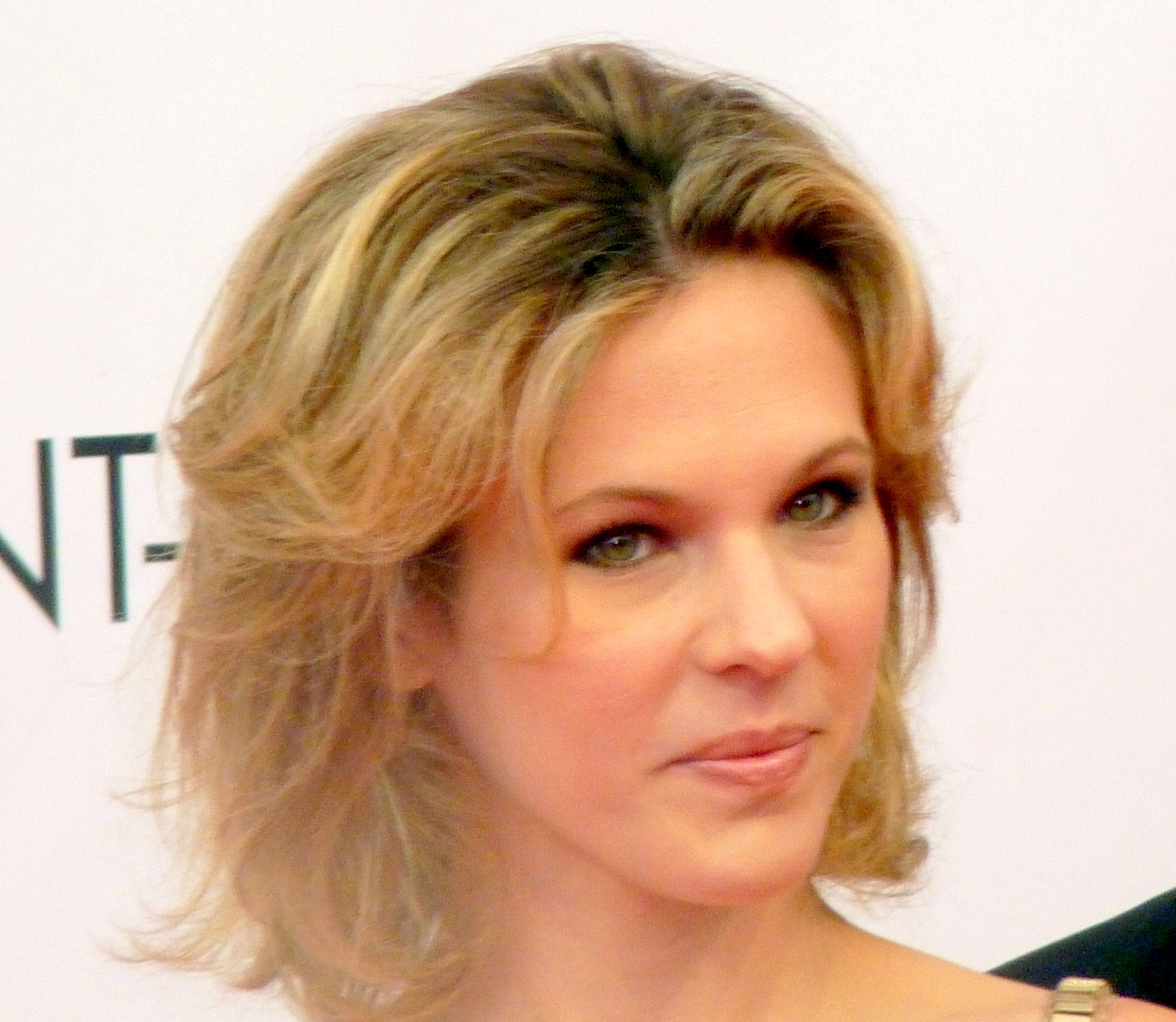
Lorie Pester interprète de Lucie Salducci

### T
- Enora Thiemen-Raynaud
Interprétée par Charlize Blanc puis Alba Maire et Andréa Périé.
Présente depuis la saison 6.
Fille de Sara Raynaud et Roxane Thiemen et petite-fille de Béatrice Raynaud. Son géniteur est le meilleur ami de ses mères, Bart Vallorta.
- Roxane Thiemen (née Aurélie Doumergue)
Interprétée par Raphaële Volkoff.
Présente depuis la saison 3.
Serveuse au Spoon, elle y fait rapidement la rencontre de Sara, avec laquelle elle va vivre une histoire d’amour. Son vrai nom est Aurélie Doumergue, elle a débarqué à Sète en mentant sur son identité dans l’idée de se venger d'Aurore Jacob qu’elle juge responsable de la mort de ses parents. Elle et Sara se demandent mutuellement en mariage. Roxane tombe enceinte avec comme donneur Bart. Elle donne naissance à sa fille, Enora.

### U
- Lola Urtis-Brunet (†)
Interprétée par Alice Révérend.
Présente de la saison 1 à 3.
Jeune femme qui cherche un emploi à Sète. Elle est en réalité la fille de Victor Brunet. Elle est tuée par Laurence Moiret.

### V
- Barthélémy « Bart » Vallorta
Interprété par Hector Langevin.
Présent depuis la saison 1.
Fils que Fabrice Vallorta a eu avec Anna Delcourt alors qu'elle était adolescente. Il est le patron du Spoon. Il était marié avec Louise Kersal et il a un enfant avec Roxane et Sara, Enora. Il a été en couple avec Adèle De Villeduc.
- Édouard « Eddy » Vallorta
Interprété par Loris Freeman.
Présent dans la saison 1.
Fils cadet de Léonard et Élisabeth. Instable psychologiquement, il est responsable de l'explosion des bateaux, qu'il déclenche pour faire sortir Anna de la vie de Flore, dont il est éperdument amoureux.
- Élisabeth Vallorta (†)
Interprétée par Laure Killing (†).
Présente dans la saison 1.
Femme de Léonard et mère de  Fabrice et Eddy. Mère très protectrice et aimante, elle l'est aussi avec son petit-fils, Bart. Elle meurt, assassinée par le tueur aux alliances après que ce dernier lui fasse ingérer une dose mortelle de bêtabloquants.
- Flore Vallorta
Interprétée par Anne Caillon.
Présente de la saison 1 à 5.
Veuve de Fabrice Vallorta et mère adoptive de Bart Vallorta, le fils d'Anna Delcourt. Elle a eu une aventure avec Alex Bertrand. Elle était directrice de l'hôpital Saint-Clair.
- Léonard Vallorta
Interprété par Patrick Rocca.
Présent dans la saison 1.
Il dirige le domaine viticole familial et est le maire de la ville jusqu'à sa démission, à la suite du scandale de l'eau polluée.
- Adam Vernet
Interprété par Alain Le Bars.
Présent depuis la saison 6.
Fils du prof de français François Lehaut et de Soizic Vernet.
- Soizic Vernet
Interprétée par Charlie Nune.
Présente depuis la saison 6.
Gynécologue à l'hôpital Saint-Clair, elle remplace le docteur Chardeau, c'est également la compagne de François et la mère de Adam. Elle arrive à Sète pour récupérer François.
- Marc Véry (†)
Interprété par Guillaume Faure
Présent dans les saisons 1 à 2 et 4.
Profiler engagé à Sète afin de faire avancer l'enquête sur le Tueur aux Alliances. En réalité, Marc est le Tueur au Alliances, il s'enfuit avec Lucie. Il meurt en se suicidant avec sa femme, Lucie Salducci qui est présumée morte puisque son corps n'a pas été retrouvé.

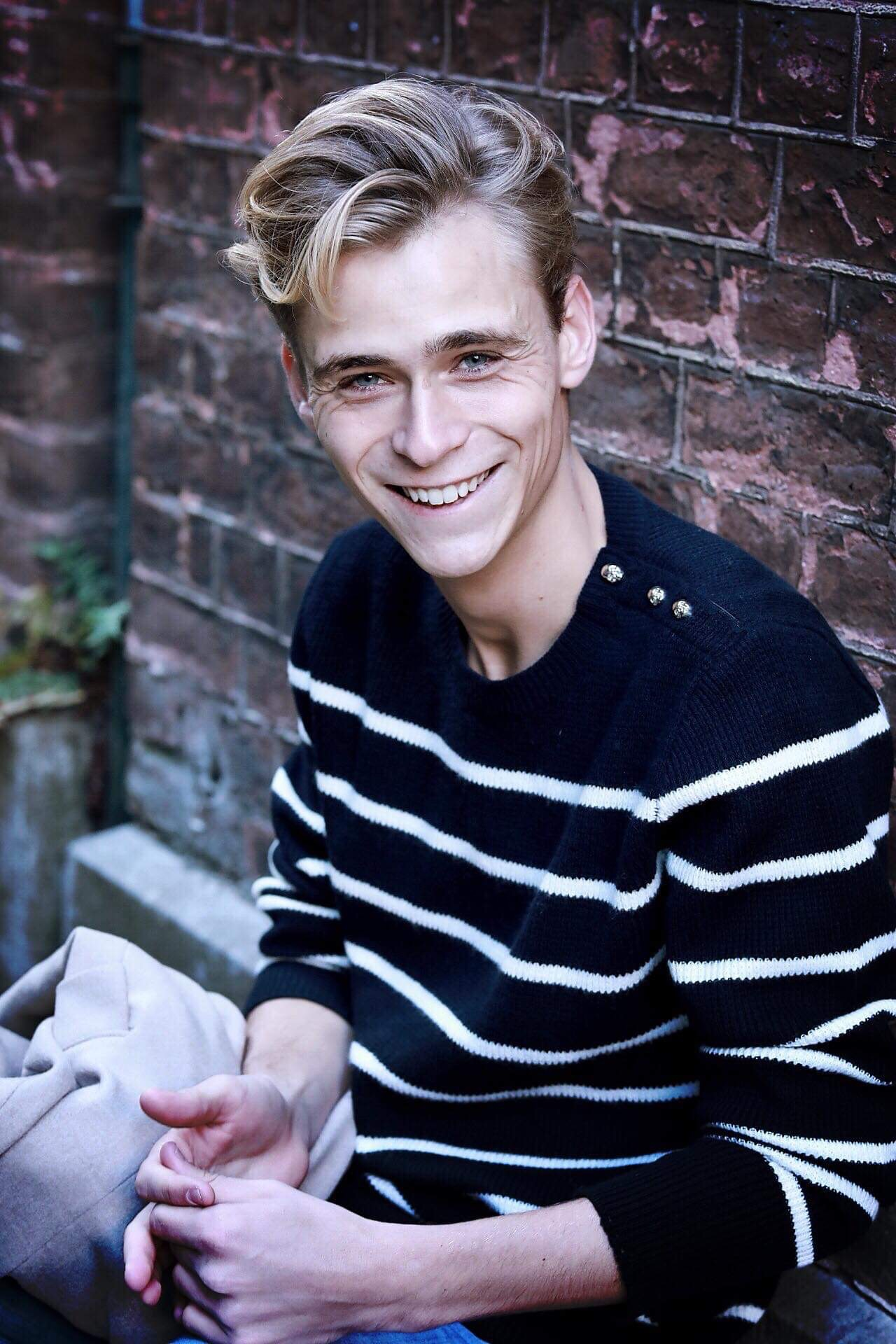
Hector Langevin interprète de Bart Vallorta
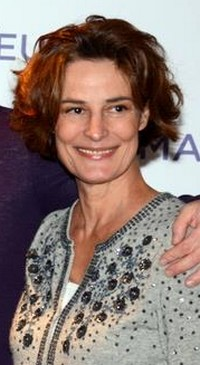
Laure Killing interprète de Elisabeth Vallorta
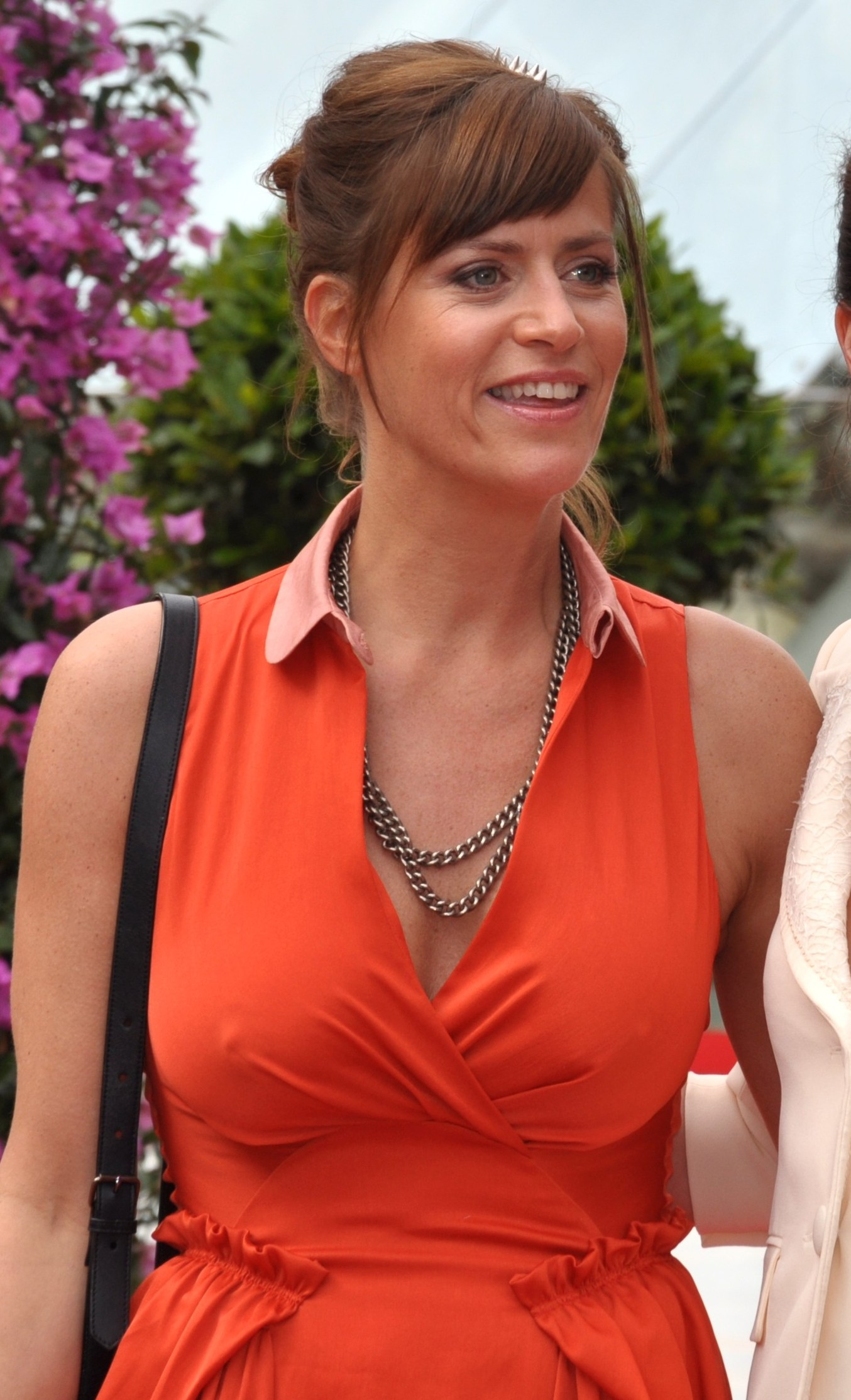
Anne Caillon interprète de Flore Vallorta
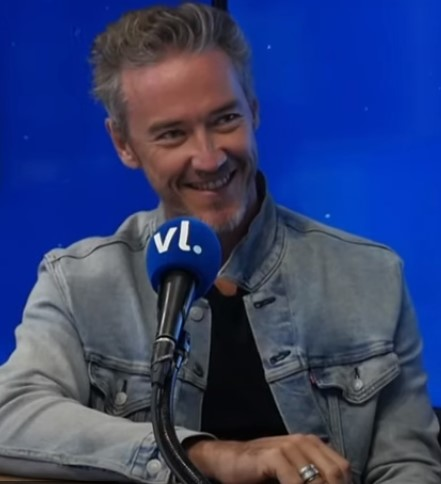
Guillaume Faure interprète de Marc Véry

### Hôpital Saint-Clair

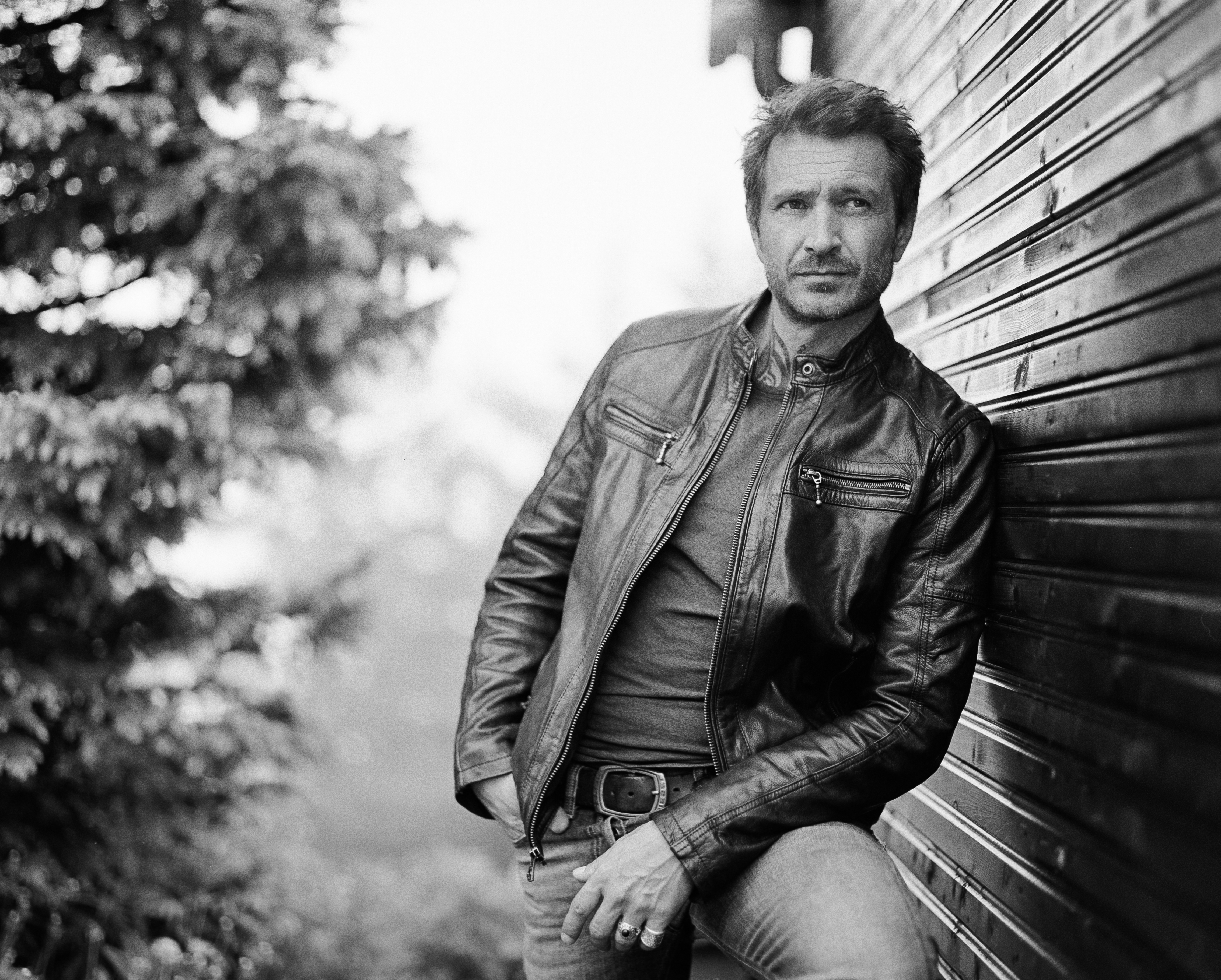
Alexandre Varga interprète de Benjamin Ventura
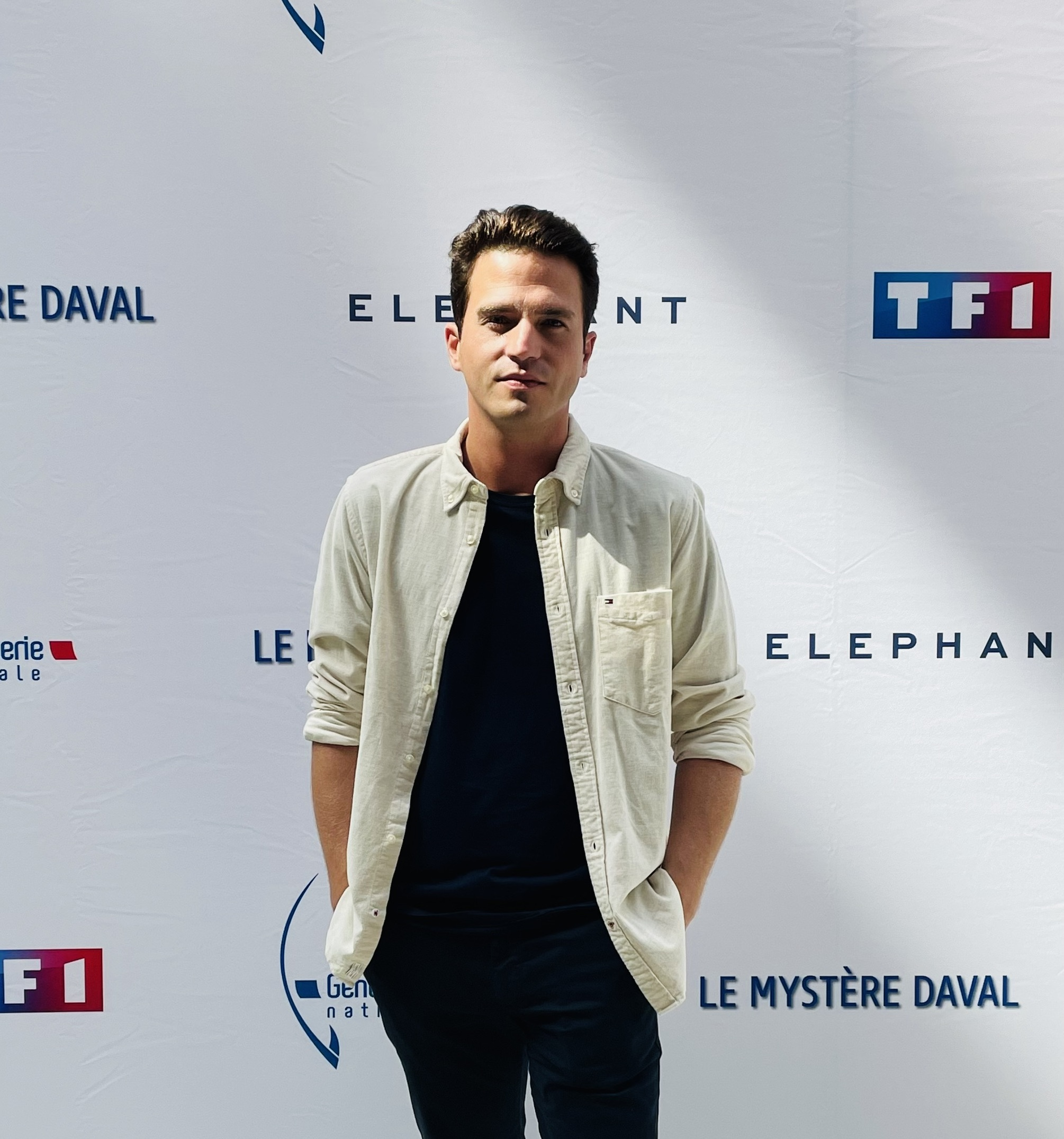
Liam Baty interprète de Rémy Valski

- Benjamin Ventura (interprété par Alexandre Varga) (épisode 1046-1061 ; 1113-1166 ; 1229-1399 ; 1522-1595) est le nouveau pédiatre de l'hôpital Saint-Clair. Il était en couple avec Alma Guérin jusqu'à la mort de cette dernière en mars 2023. Il part alors vivre à Paris mais revient en Septembre 2023.
- Amanda Faro (interprétée par Marion Christmann) (épisodes 354-506 ; 547-1002 ; 1292-1295) est infirmière à l'hôpital Saint-Clair et est une collègue de Victoire Lazzari. Elle rencontre Georges alors que ce dernier vient à l'hôpital apporter le portable que Victoire avait oublié en partant travailler. Elle sortait avec Ulysse avant qu'il ne se fasse tuer dans la prise d'otage du Spoon. Elle s'est fait violer lors de l'intrigue sur le violeur de Sète et a quitté Sète après cet évènement, n'arrivant pas à se reconstruire.
- Bastien Laval (interprété par Joffrey Platel) (épisodes 1-148 ; 484 ; 1022) est médecin à l'hôpital Saint-Clair[1]. Après une brève aventure avec Emma Trevis, l'une de ses patientes, il tombe amoureux du docteur Victoire Lazzari. Il exprime notamment à cette dernière son désir de fonder une famille avec elle. Un soir, alors qu'il s'apprête à rejoindre Victoire au Spoon, il est victime d'un grave accident de voiture. À la suite de cela, il sombre dans le coma et est transféré à l'hôpital de La Rochelle sur décision de sa mère. Quand Victoire tombe dans le coma à la suite d'une méningite, il est brièvement visible dans un souvenir de Victoire. Il ne revient pas dans la série. Il n'est pas révélé s'il se réveillera un jour.
- Rémy Valski (interprété par Liam Baty) (épisodes 71-207 ; 236-460 ; 494-570 ; 618-829) est élève stagiaire sous la direction de Leïla Beddiar puis infirmier à l'hôpital. D'une nature assez gauche, il a une relation difficile avec sa sœur Tiphaine, mais est toujours là pour la soutenir, même quand elle fait des choses qui la dépassent, comme l'enlèvement d'Alex. Il était le compagnon de Soraya Beddiar avant de partir en cavale.
- Aaron Leclercq (interprété par Stany Coppet) (épisodes 1380-1523 ; 1557-) est le nouveau chirurgien de l'hôpital, il est le frère de Simon l'avocat de Vanessa Lehman. Il est en couple avec Lisa Hassan depuis août 2023.
- Adeline Moussière (interprétée par Aurore Streich) (épisode 1586) est une médecin, amie de lycée de Soraya Beddiar et amie de Victoire Lazzari.

### LeSpoon
- Vanessa Lehman (interprétée par Victoire Dauxerre) (épisode 1009-1196 ; 1431-1446 ; 1509-1522 ; 1619-) est chef cuisinière au Spoon. Elle est l'ex-compagne de George Caron et la meurtrière de Louise Kersal. Incarcérée pour une série de meurtres en mai 2022, elle revient l'année d'après, où elle monte un plan machiavélique pour s'échapper de prison lors de son procès et prend la fuite vers l'Argentine à Buenos Aires, pays sans accord d'extradition avec la France. Elle revient à Sète trois mois plus tard et est soupçonnée d'être en lien avec l'explosion récemment survenue au lycée Agnès-Varda. Elle va finalement enlever Soizic, la gynécologue de l'hôpital Saint clair, afin de révéler à Georges qu'elle est enceinte de lui. Après avoir pris en otage son ancien avocat Simon Leclerc et tiré sur Bart qui souhaitait venger la mort de Louise, Georges lui tend un ultime piège et Vanessa est enfin arrêtée par Aurore et Sara. Elle retourne alors en prison. Elle est la mère de Lucien, qu'elle a eu avec Georges Caron.
- Gwen (interprétée par Sandrine Salyères) (épisodes 15-197 ; 236-475) est la propriétaire du Spoon avec son compagnon Tristan.
- Ulysse Rivière (interprété par Sébastien Capgras) (†) (épisodes 477-998) est le nouveau serveur de la paillote. C'est Dylan qui a parlé d'Ulysse à Thomas, car les deux jeunes sont à l'école ensemble. Il meurt à la suite de la prise d’otages au Spoon.
- Gabin Gosselin (interprété par Luca Malinowski) (épisode 669-705) est l'ex petit ami de Bart Vallorta et l'ancien gérant du Little Spoon.

### Autres personnages réguliers

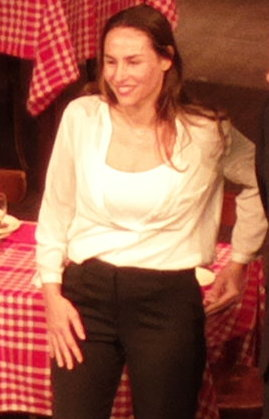
Vanessa Demouy interprète de Rose Latour
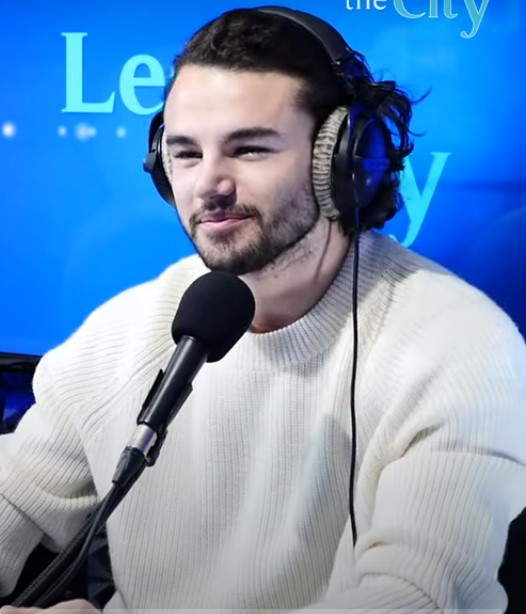
Anthony Colette interprète de Hadrien Guérin

- Rose Latour (interprétée par Vanessa Demouy) (épisodes 248-277 ;345-359 ;442-696 ; 763-782) est la meilleure amie de Chloé depuis qu'elles sont adolescentes. Les deux femmes se retrouvent alors qu'elle est mêlée à une enquête sur une mystérieuse femme assassinée sur la plage de Sète à qui on a donné son identité, à cause d'un collier qu'elle avait en sa possession. Elle est également la fille du chef Auguste Armand, la sœur de Clotilde Armand et l'ex d'Antoine Myriel, elle vit en Camargue où elle est directrice du Master de l'institut Auguste-Armand.
- Hugo Quéméré (interprété par Alexandre Prince) (épisode 426-276 ; 425-449 ; 637-645) est l'ex petit ami de Bart Vallorta.
- Hadrien Guérin (interprété par Anthony Colette) (épisode 910-1027 ; 1281) est le fils de Alma Guérin et l'ex petit ami de Sofia Daunier.
- Noa Josse (interprété par Tristan Jerram) (†) (épisode 948-1155 ; 1205-1236) est l'ex petit ami de Judith. Il meurt à la suite d'un sabotage orchestré par Robin Bellanger et Victor Brunet.

## Personnages secondaires

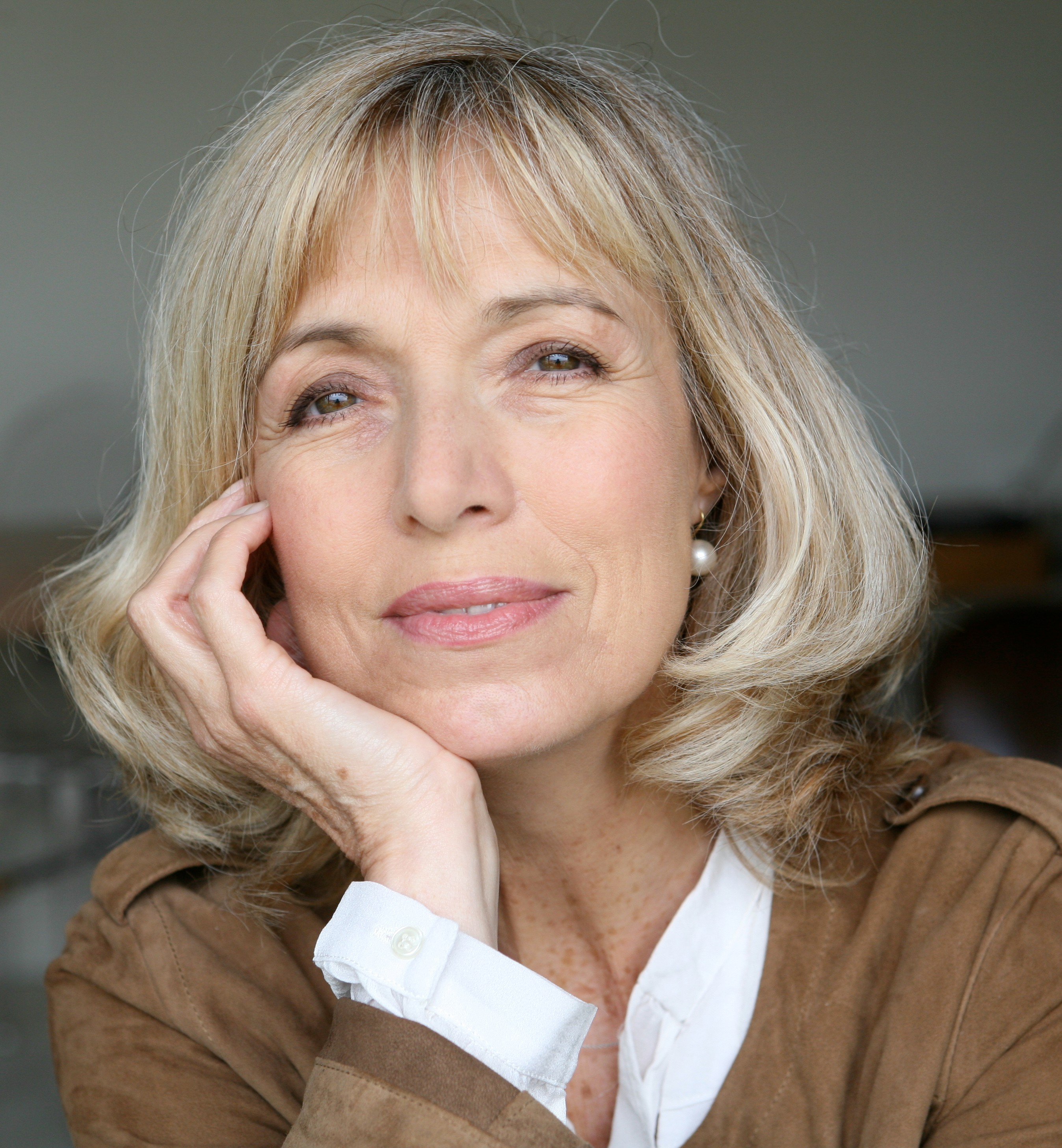
Arièle Semenoff interprète Catherine Bertrand

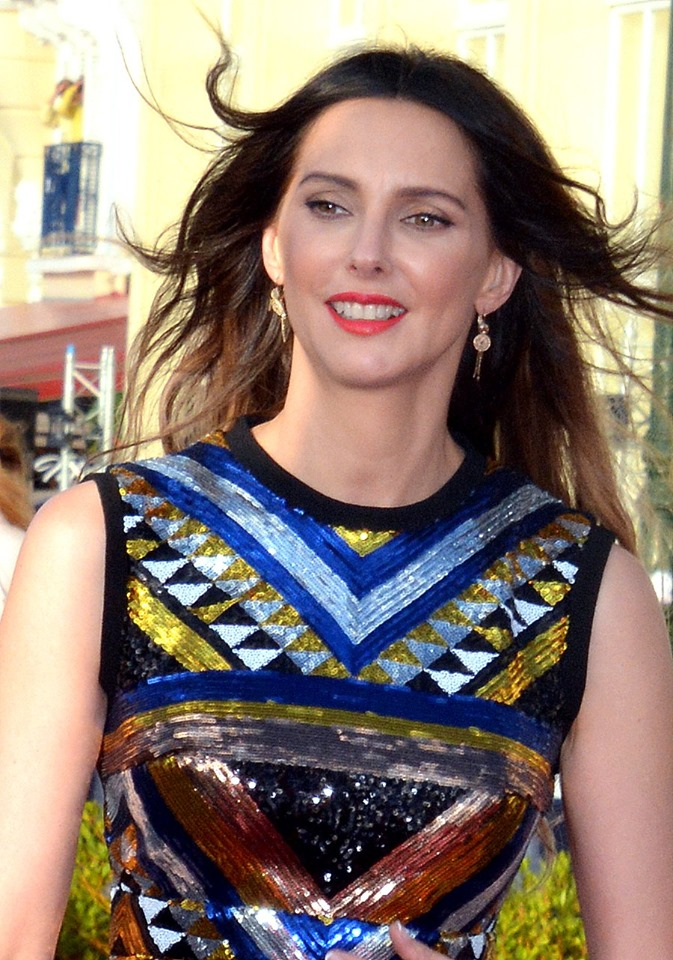
Frédérique Bel interprète Angelina Brunel

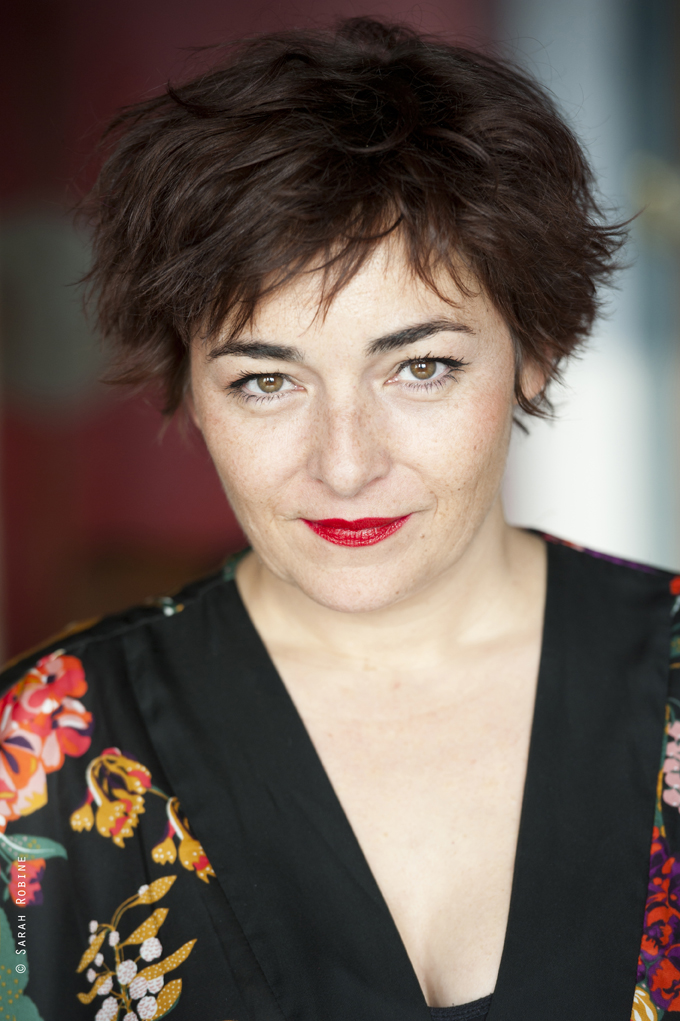
Sandra Colombo interprète Chantal Dumas

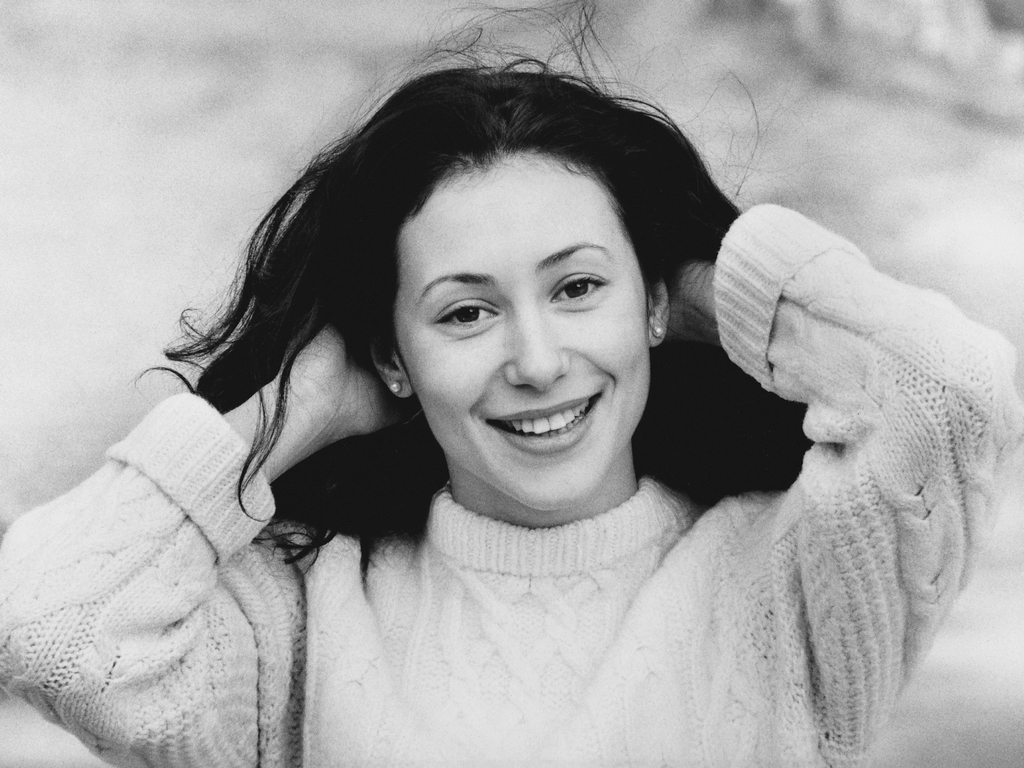
Katherine Erhardy interprète Fabienne Laval

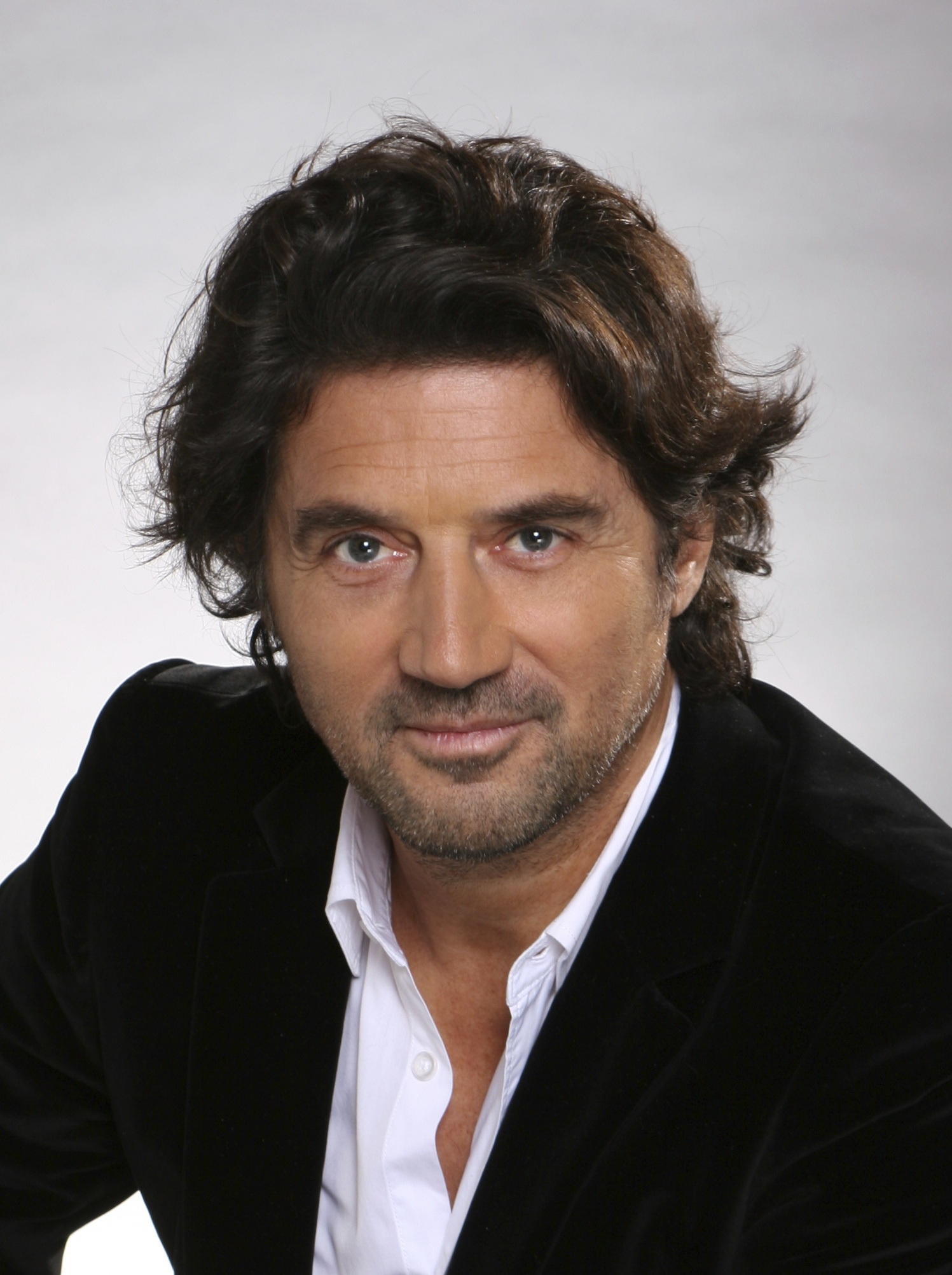
Bruno Madinier interprète Raphaël Lisetti

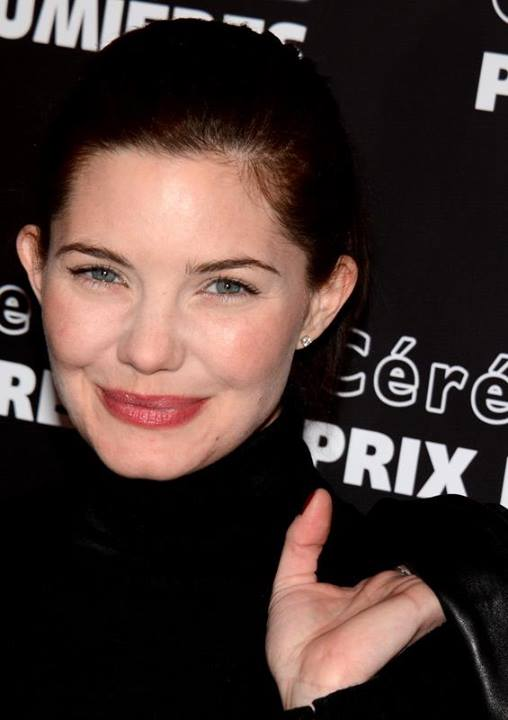
Delphine Chanéac interprète Amélie Paquin

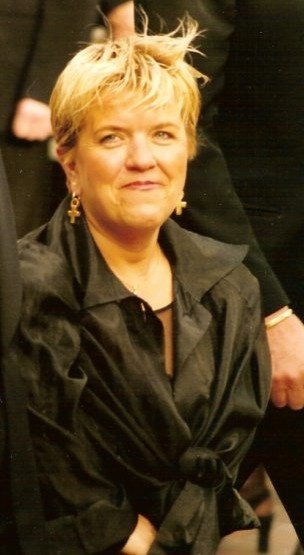
Mimie Mathy interprète Pénélope

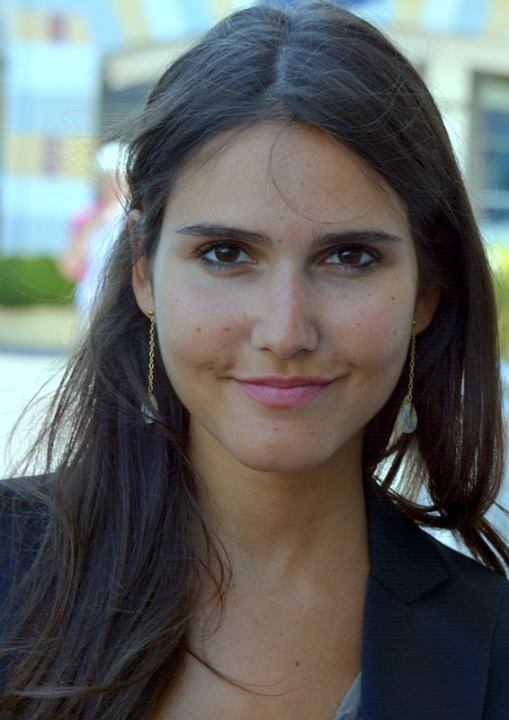
Joyce Jonathan interprète Emma Trevis

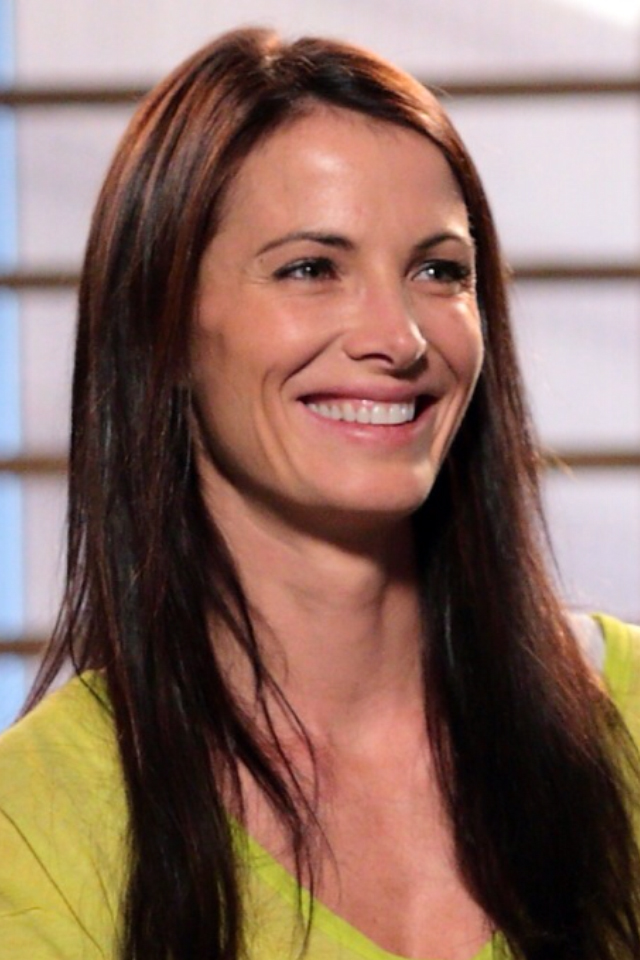
Laetitia Fourcade interprète Carla Urtis

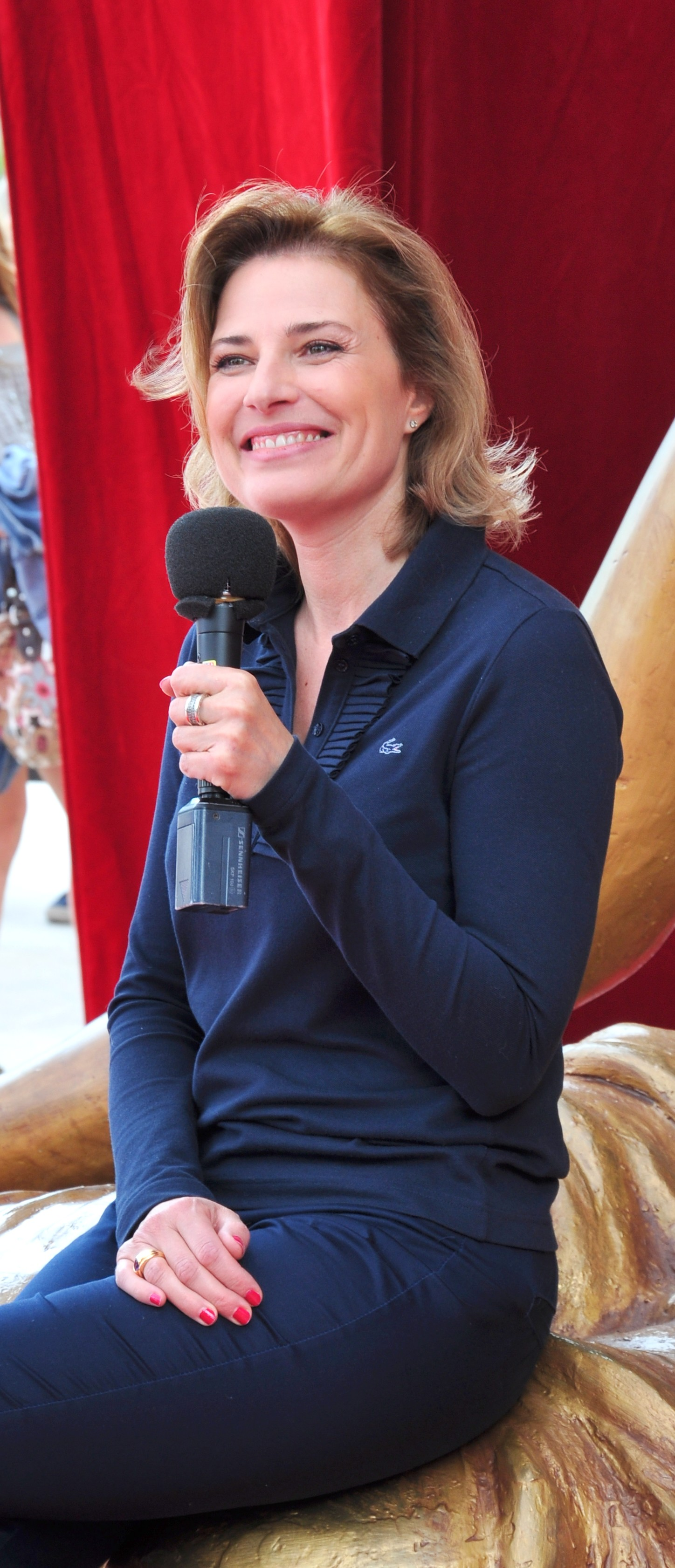
Christine Lemler interprète Natalia Verrier

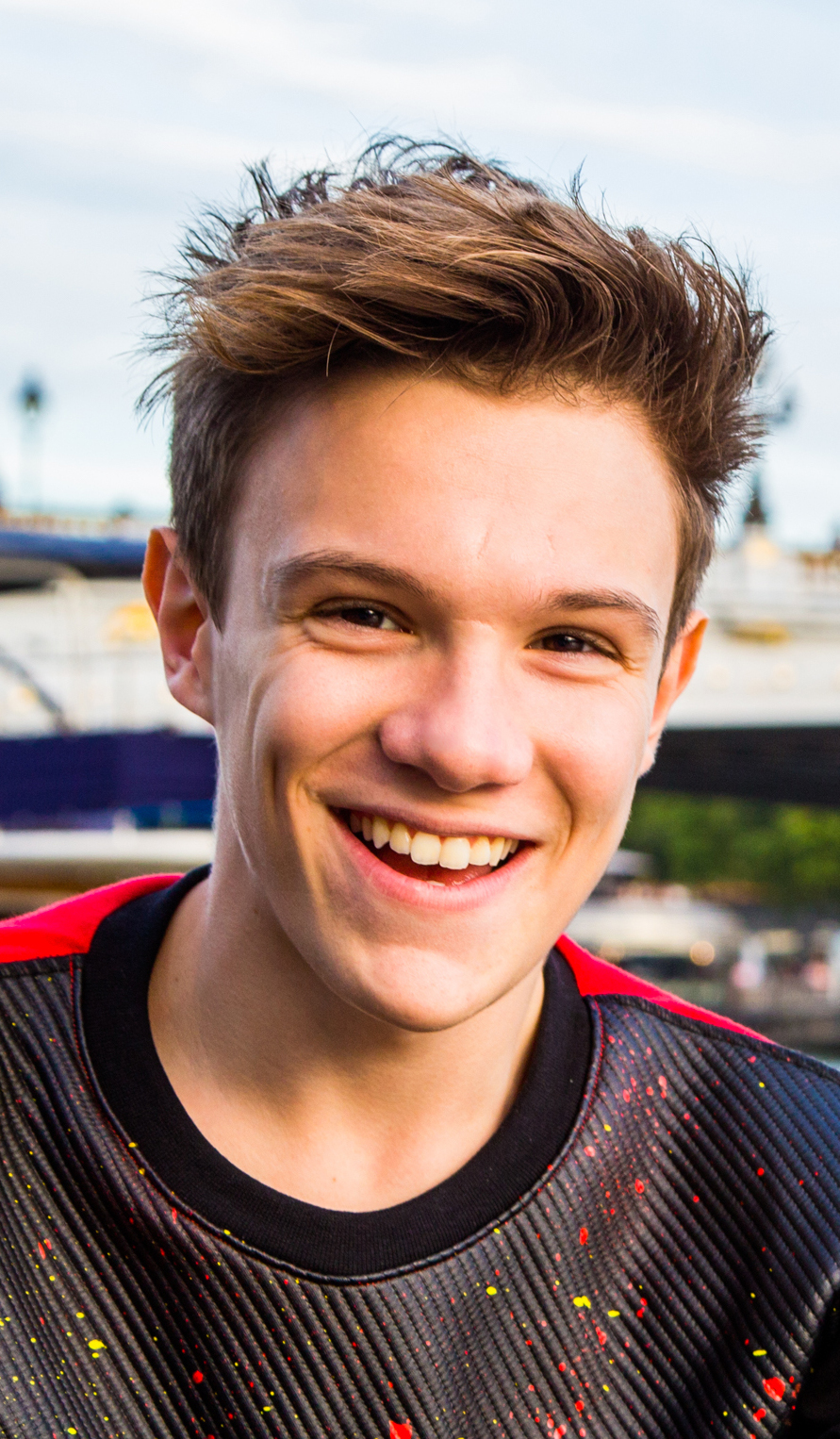
Lennikim interprète Zac